# Сербия
Се́рбия (серб. Србија / Srbija [sř̩bija], прослушатьо файле), официально — Респу́блика Се́рбия (серб. Репу̀блика Ср̀бија / Republika Srbija [repǔblika sř̩bija], прослушатьо файле) — государство в юго-восточной Европе, в центральной части Балканского полуострова и частично Паннонской низменности, не имеющее выхода к морю.
На севере Сербия граничит с Венгрией, на северо-востоке — с Румынией, на востоке — с Болгарией, на юге — с Северной Македонией, на юго-западе — с Албанией (только де-юре, де-факто граничит с Косовом) и Черногорией, на западе — с Хорватией и с Боснией и Герцеговиной.
Столица — Белград. Государственный язык — сербский.
Согласно Конституции Сербии, в её составе находятся два автономных края: Воеводина, а также Косово и Метохия. Косово с 1999 года, согласно резолюции СБ ООН 1244, находится под протекторатом ООН и властями Сербии не контролируется. Институты временного местного самоуправления, в которых косовские албанцы составляют большинство, односторонне провозгласили независимость края 17 февраля 2008 года, а независимость частично признанной Республики Косово признаётся 101 государством — членом ООН.
После завершения Первой мировой войны Сербия была основателем Королевства сербов, хорватов и словенцев, позже стала частью Королевства Югославия. После Второй мировой войны Сербия была государством в составе Социалистической Федеративной Республики Югославия. В 1992 году Сербия и Черногория стали сооснователями федеративной Союзной Республики Югославия, которая после смены власти была преобразована в конфедеративный Государственный Союз Сербии и Черногории. В 2006 году Черногория провела референдум о выходе из состава ГССЧ, в результате которого покинула его. Сербия стала отдельным полноправным государством.
Сербия — унитарная парламентская конституционная республика. Её экономика характеризуется уровнем дохода выше среднего. Сербия относится к странам с «очень высоким» уровнем индекса человеческого развития, а также предоставляет гражданам всеобщий охват услугами здравоохранения и бесплатное начальное и среднее образование. Член ООН, Совета Европы, ОБСЕ, Партнёрства во имя мира, Организации черноморского экономического сотрудничества, ЦЕАСТ, находится в процессе вступления в ВТО. Сербия официально придерживается политики военного нейтралитета. В 2012 году приобрела статус кандидата в члены Евросоюза.

## Этимология
Название страны Србија происходит от древнеславянского этнонима «сербы» (самоназвание — срби). Происхождение и этимология этнонима до конца не выяснены.
Предположительно, корень -sъrbъ был связан с рус. пасерб, укр. присербитися («присоединяться»), индоарийским -sarbh («борьба, убийство»), лат. sero («составлять») и греч. ειρω (сиро «повторять»). Тем не менее польский лингвист Станислав Роспонд (1906—1982) выводил слово Srb из srbati (ср. Sorbo, absorbbo). Сорбский учёный Х. Шустер-Шевц предположил связь протославянского глагола -sьrb с такими «родственниками», как «сёрбать» (русский), укр. сьорбати, бел. сёрбаць, словац. srbati, болг. сърбам и др.-рус. серебати.
С 1945 по 1963 год официальным названием Сербии было «Народная Республика Сербия»; с 1963 по 1990 год — «Социалистическая Республика Сербия». С 1990 года официальное название страны — «Республика Сербия». С 1992 по 2006 год официальными названиями страны были «Союзная Республика Югославия» и «Государственный союз Сербии и Черногории».

## География

### Расположение и границы
Сербия занимает южную часть Паннонской равнины и центральную часть Балканского полуострова, на долю которого приходится около 75 % её территории.
Протяжённость границ равняется 2361,7 км: с Румынией — 547,9 км, с Болгарией — 360,5 км, с Северной Македонией — 282,9 км, с Черногорией — 249,5 км, с Албанией — 113,6 км, с Боснией и Герцеговиной — 370,9 км, с Хорватией — 261,7 км, с Венгрией — 174,7 км. Общая протяжённость границ составляет 2361,7 км, из которых 751 километр пролегает по рекам, а 43 километра — по озёрам.

### Крайние точки
Данные приведены с учётом Косова и Метохии в составе Сербии.
- Северная: 46°11′ с. ш. 19°40′ в. д.HGЯO — в 10 км к северу от Суботицы
- Южная: 41°53′ с. ш. 20°36′ в. д.HGЯO — село Рестелица
- Восточная: 43°11′ с. ш. 23°00′ в. д.HGЯO — Стара-Планина, вершина Сребрна глава
- Западная: 45°55′ с. ш. 18°49′ в. д.HGЯO — деревня Бачки Брег[серб.]

### Рельеф

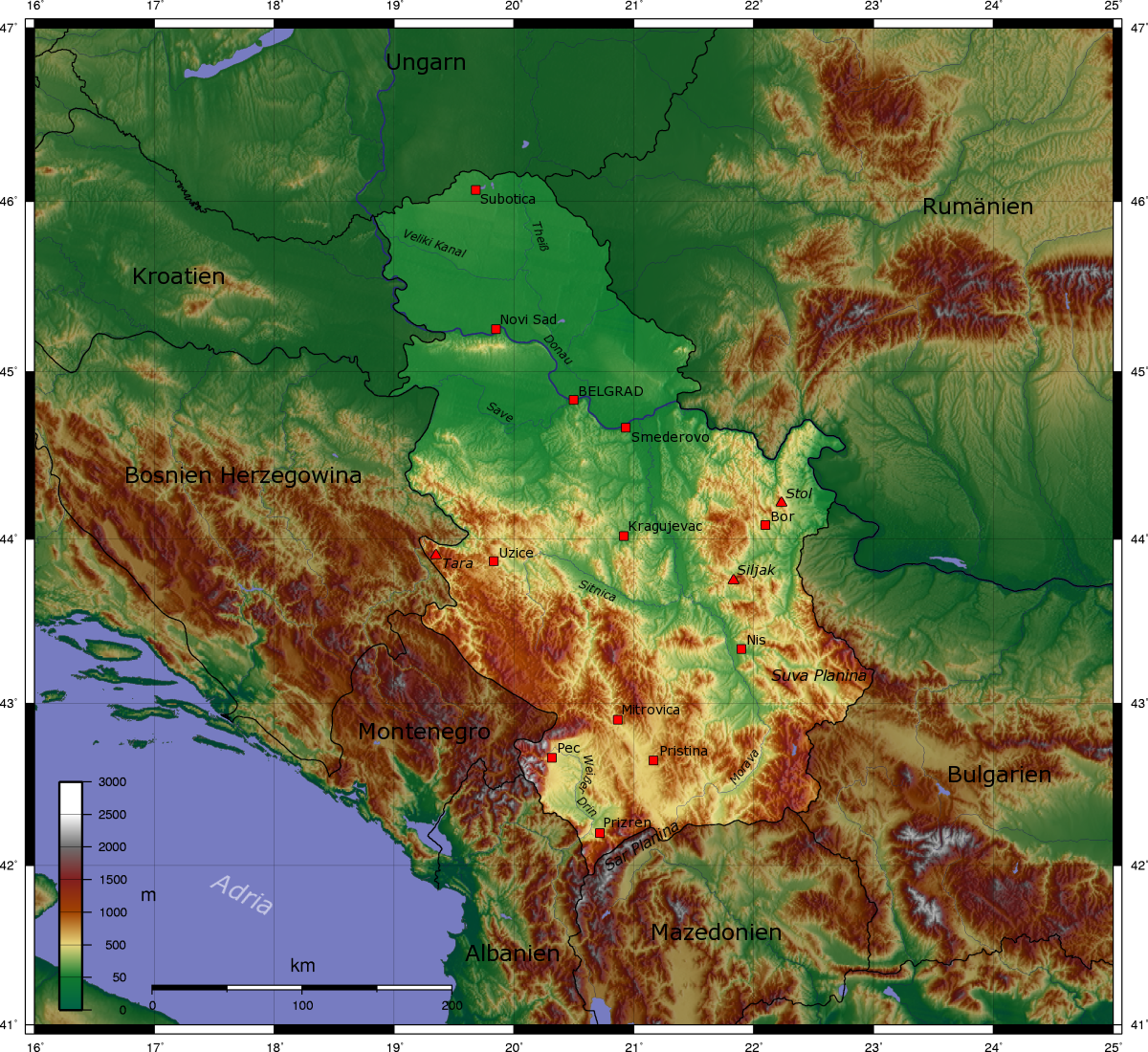
Физическая карта Сербии

Две трети территории страны занимают горы. В её юго-западной части расположены средневысотные складчатые хребты восточной части Динарского нагорья (Тара, Златибор, Чемерно, Голия) с холмистыми предгорьями. На юге находятся складчато-глыбовые массивы Сербского нагорья (Копаоник, Ястребац, Радан, Кукавица), а также котловины Косово-Поле и Метохия, южной границей которых служит хребет Шар-Планина. Вдоль границы с Албанией протягивается хребет Юничка-Планина. На востоке страны расположены Восточно-Сербские горы (Кучай, Сува-Планина, Краиште), являющиеся частью Карпато-Балканской горной дуги.
Север Сербии размещается в пределах южной периферии Среднедунайской равнины, которая сложена горизонтально залегающими песчано-глинистыми плиоцен-четвертичными отложениями, перекрытыми толщей аллювия в долинах рек и лёссов на водоразделах. Здесь рельеф осложнён островными глыбовыми возвышенностями (Фрушка-Гора, Вршацкие горы).
Высшая точка Сербии — гора Джеравица (2656 м) в горном массиве Проклетие. 31 горная вершина страны имеет высоту более 2000 м над уровнем моря.

### Полезные ископаемые
Сербия обладает значительными запасами полезных ископаемых. Среди них выделяются руды меди, свинца, цинка. Известны также месторождения молибдена, золота, серебра, руд железа, хрома, платиноидов, никеля, кобальта, вольфрама, сурьмы, селена, лития, бора, бокситов. В северной части страны находятся месторождения нефти и газа. Есть несколько крупных бассейнов бурого угля и лигнитов. Присутствуют и месторождения доломитов, магнезита, асбеста, графита, каменной соли, цементного сырья.

### Гидрология

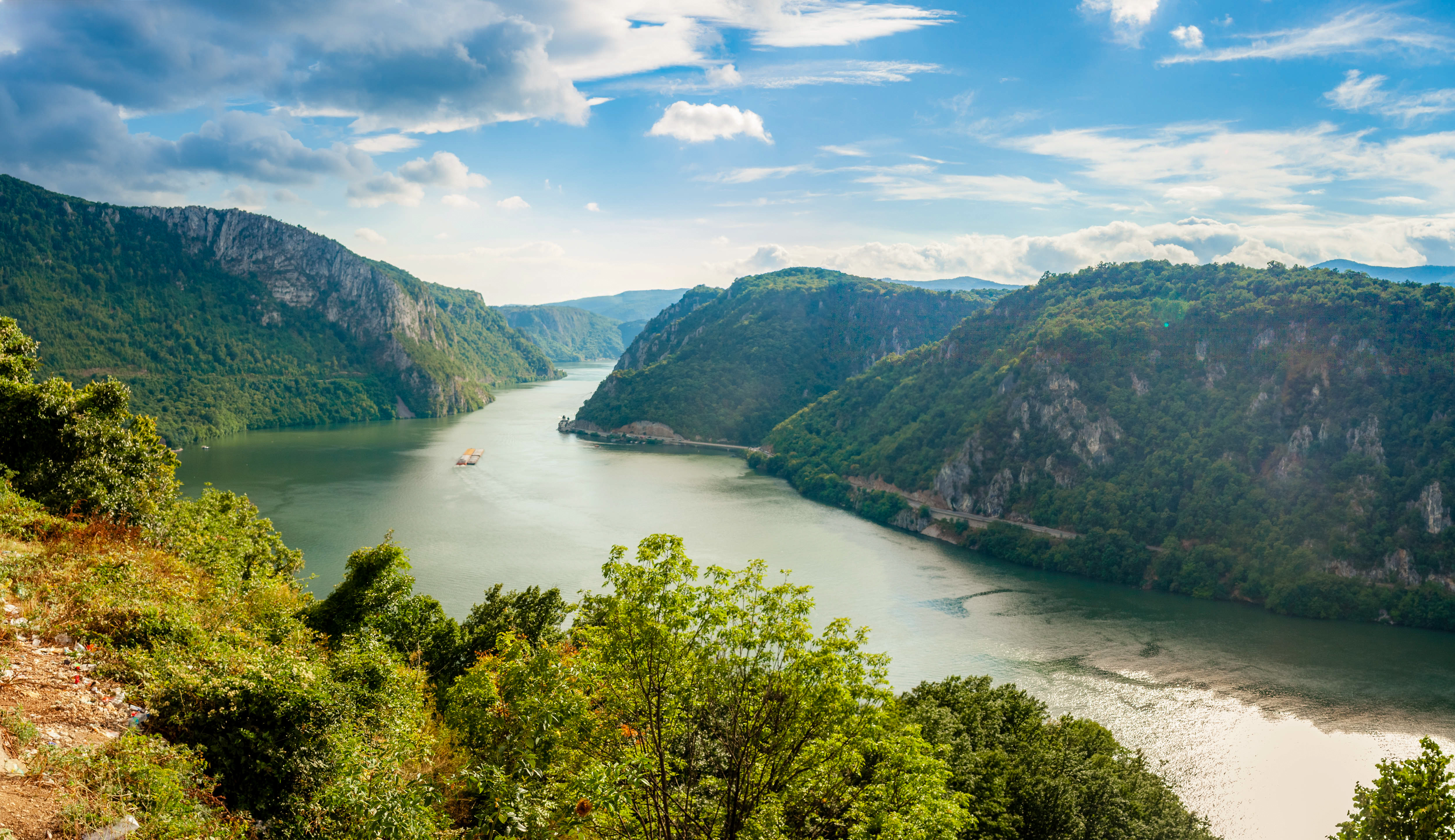
Дунай, Национальный парк Джердап

Реки Сербии относятся к бассейнам трёх морей — Чёрного, Адриатического и Эгейского. Большая часть Сербии относится к бассейну впадающей в Чёрное море реки Дунай, протяжённость которой в Сербии составляет 588 километров. На равнине Дунай имеет меандрирующее русло шириной от 300 до 1200 м, глубиной от 2 до 19 м и спокойное течение. Там, где река пересекает Карпато-Балканскую горную систему, её русло сужается до 150 м, глубина увеличивается до 82 м, а скорость течения достигает 5 м/с. На равнине выше этого участка во время паводка уровень воды значительно повышается, и происходят большие разливы.
Помимо Дуная судоходными реками являются Сава (206 км), Тиса (168 км), Бегей (75 км), частично судоходные — Большая Морава (3 км из 185 км) и Тамиш (3 км из 101 км). Другие крупные реки в Сербии — Западная Морава (308 км), Южная Морава (295 км), Ибар (272 км), Дрина (220 км) и Тимок (202 км). Часть юга Сербии принадлежит бассейну рек Белый Дрин и Радика, которые впадают в Адриатическое море. Также расположенные на юге Сербии реки Пчинья, Лепенац и Драговиштица относятся к бассейну Эгейского моря.

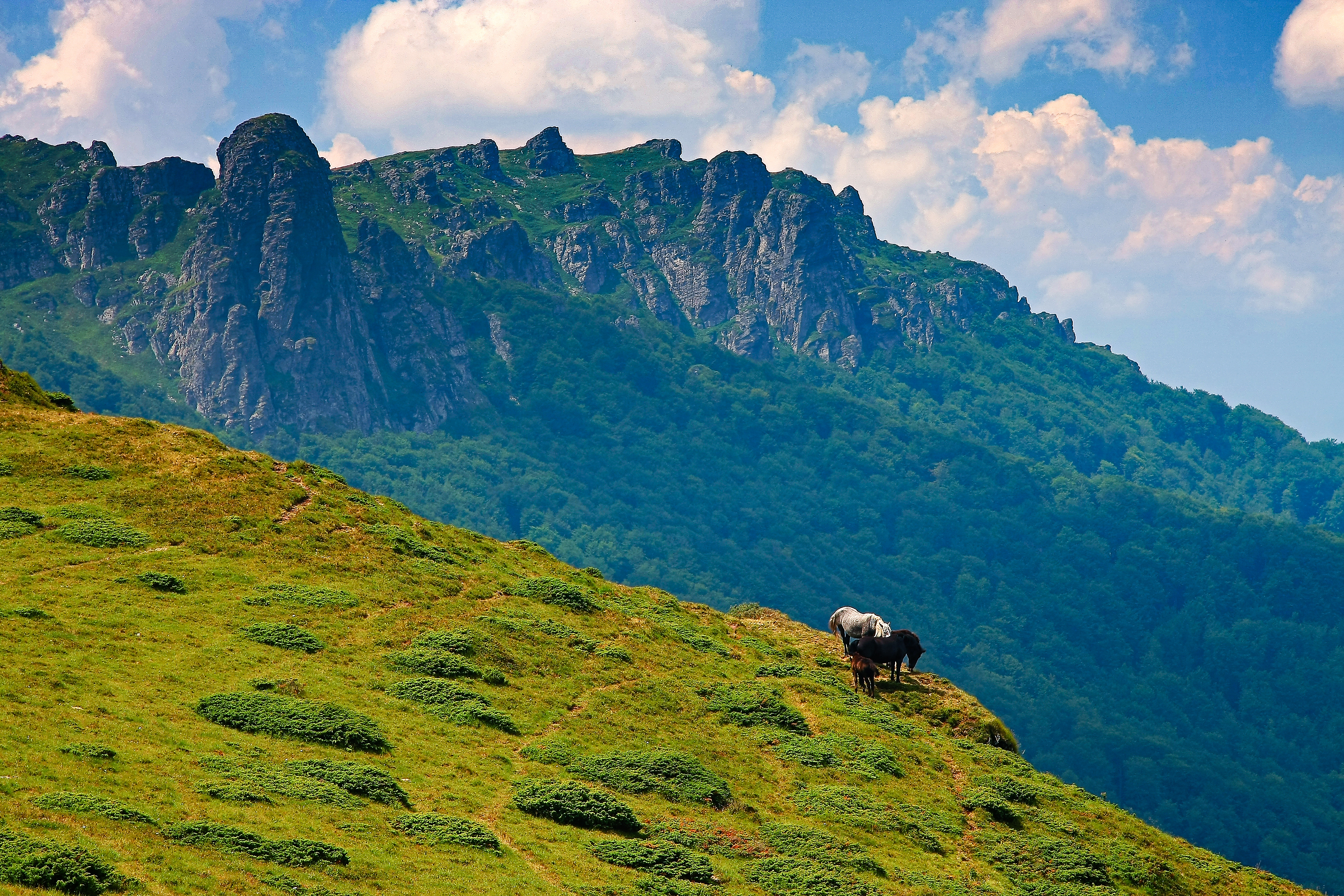
Гора Старая Планина — природный парк

В Сербии построен и ряд искусственных каналов, которые используются для защиты от наводнений, ирригации и т. д. Их общая протяжённость составляет 939,2 км, из которых 385,9 км используются для плавания судов тоннажем до 1000 тонн. Крупнейшей системой каналов является Дунай-Тиса-Дунай, которая включает в себя Большой Бачский канал и Малый Бачский канал.
Крупнейшим природным озером в Сербии является Палицкое озеро, площадь которого составляет 5,6 км². Наиболее крупное водохранилище — Джердапское общей площадью 253 км², из них на территории Сербии — 163 км². Самый большой остров Сербии находится на Дунае близ Костолаца. В Сербии есть также и водопады, самым крупным является Еловарник, его высота составляет 71 метр, он находится в национальном парке Копаоник.

### Почвы
Сербия обладает разнообразным почвенным покровом. В Воеводине находятся крупные участки плодородных чернозёмных почв, малогумусных и выщелоченных в сочетании с лугово-чернозёмными солонцеватыми и зачастую засолёнными почвами. В горных районах развиты бурые лесные, горно-лесные бурые и горно-лесные перегнойно-карбонатные почвы. В межгорных котловинах Сербского нагорья и Восточно-Сербских гор характерны темноцветные слитозёмы со значительным естественным плодородием.

### Флора

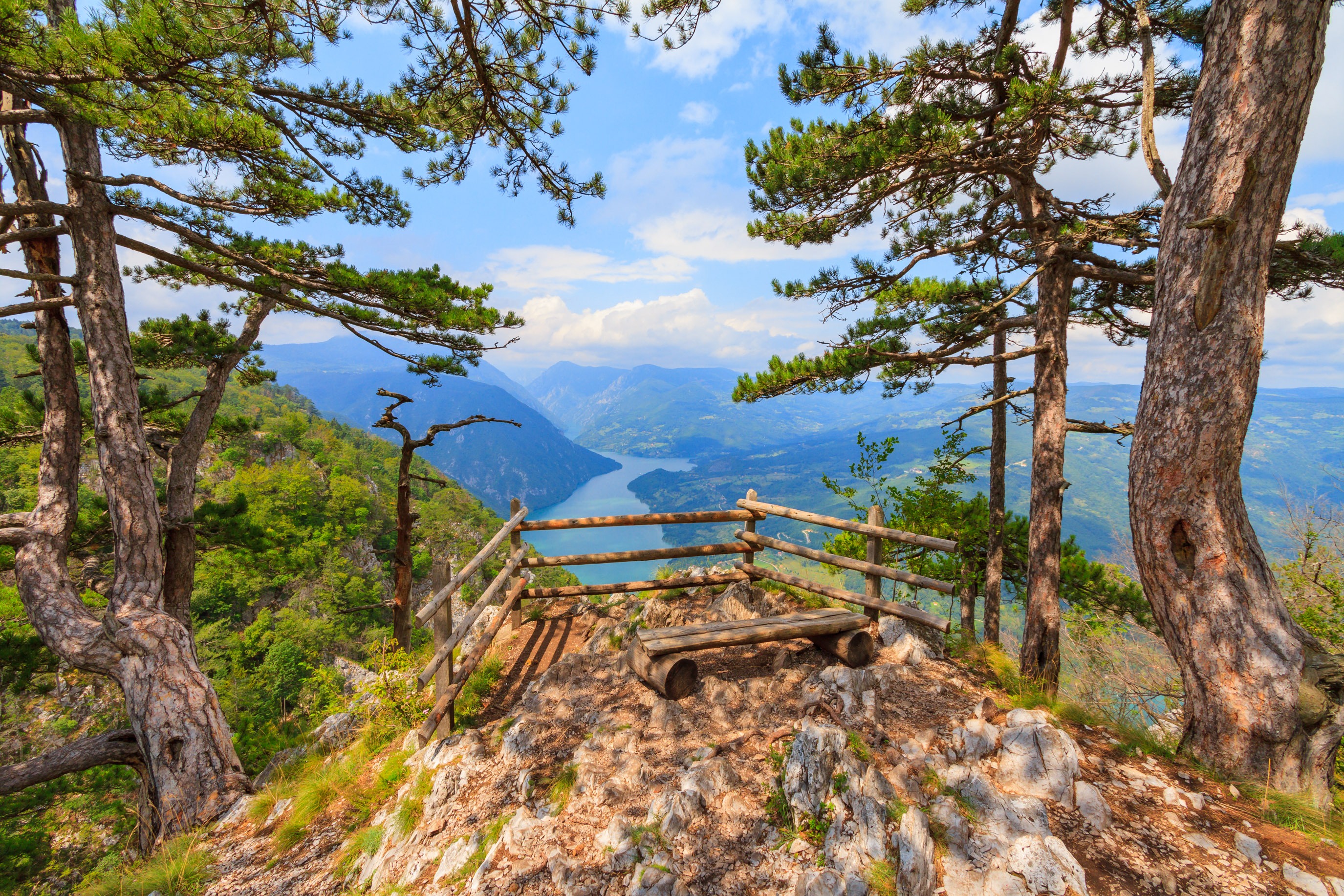
Национальный парк Тара

На территории Сербии имеются две зональные растительности или два биома. Первый — биом широколиственных и смешанных лесов умеренного пояса, к которому относится большая часть территории страны. Второй — тундровый биом (области выше верхней границы леса). В лесном биоме есть четыре экорегиона: смешанные балканские леса (занимают большую часть территории к югу от Савы и Дуная), смешанные паннонские леса (занимают Среднедунайскую низменность с прилегающими районами), смешанные динарские леса (небольшая область на юго-западе Сербии) и родопские горные смешанные леса (небольшая территория на юго-востоке Сербии). Нижний пояс гор занят дубравами, а верхний — буковыми лесами. Высокогорная травянистая растительность альпийских лугов и скал, а также субальпийские заросли сосны горной представлены в пределах тундрового биома. В дополнение к зональной растительности также присутствуют типчаковые и разнотравно-злаковые луговые степи и торфяные болота.
По данным инвентаризации лесного фонда, проведённой в 2009 году, 29,1 % территории Сербии был занят лесами. Их общая площадь составляет 2 252 400 гектаров. Из них 53 % управляются государством, 47 % принадлежат частным собственникам. На одного жителя приходится 0,3 гектара леса.
В лесном фонде страны преобладают лиственные породы, их доля составляет 81 %. Среди них наиболее распространены дуб и бук. Доля хвойных пород — 19 %. Из хвойных чаще всего встречаются ель, пихта, сосна обыкновенная и чёрная сосна.

### Фауна
В Сербии обитает 51 % видов европейской рыбной фауны, 40 % видов европейских рептилий и амфибий, 74 % видов европейской фауны птиц, 67 % видов европейской фауны млекопитающих. Среди млекопитающих — олени, косули, кабаны, зайцы, волки, выдры, барсуки, дикие козы и др. Среди птиц — аисты, орлы, орланы, дикие утки, гуси, перепела, фазаны, тетерева, куропатки, горлицы, вальдшнепы и др. В водоёмах страны водится форель, окунь, карп, сом, сазан, щука и др. Кроме того, Сербии обитают 24 вида рептилий: 3 вида черепахи, 11 видов ящериц и 10 видов змей. Из 10 видов змей 3 вида являются ядовитыми.
В Сербии взяты под охрану 50 видов млекопитающих, 307 видов птиц, 36 видов пресмыкающихся и земноводных, 30 видов рыб.

### Охраняемые природные территории

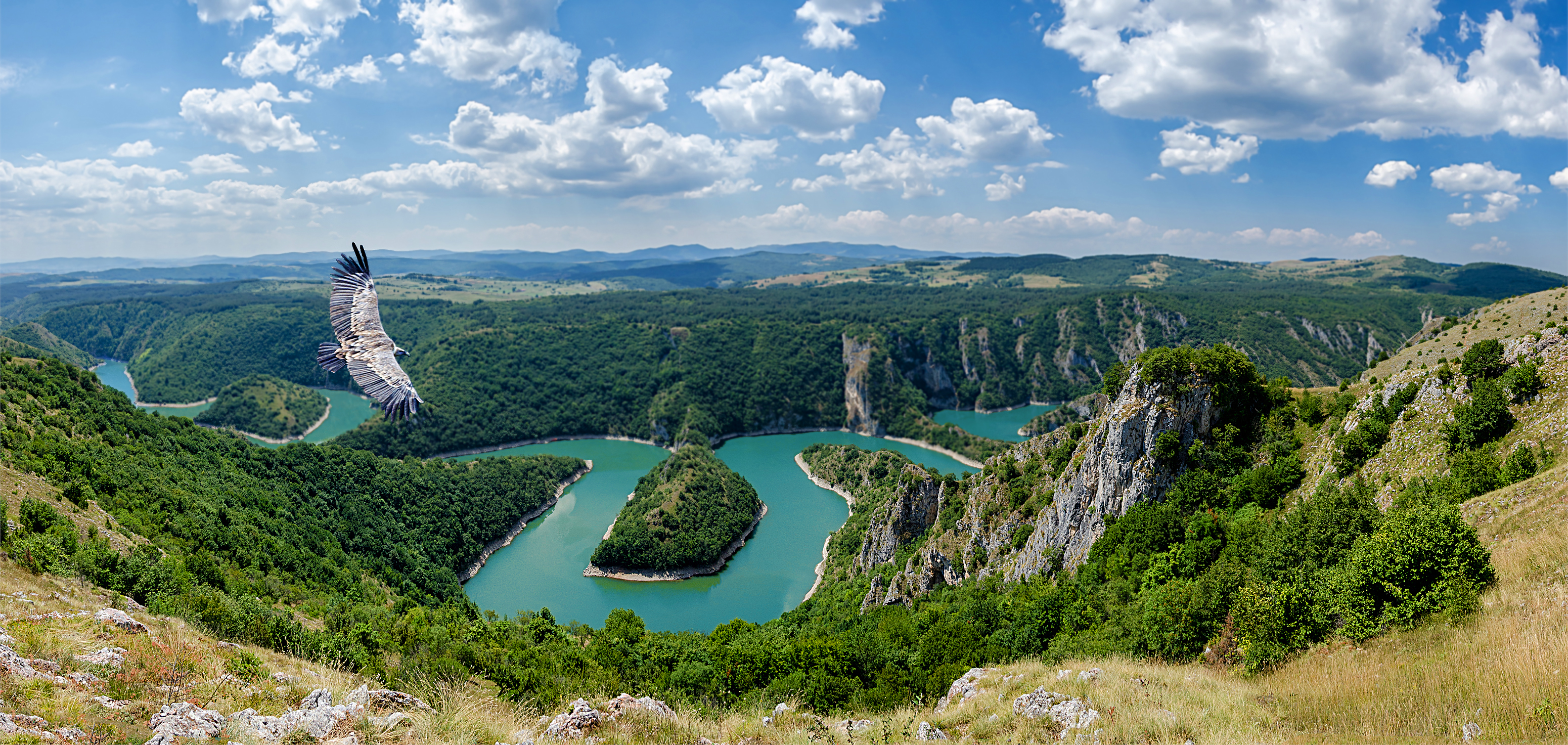
Каньон реки Увац

Защита окружающей среды в Сербии имеет давние традиции. Ещё в XIV веке царь Душан запретил чрезмерную вырубку лесов. В Сербии расположено пять национальных парков. Самым крупным из них является Джердап, занимающий территорию в 63 000 га. Все они входят в Европейскую федерацию национальных парков — EUROPARC. Согласно сербскому законодательству, национальным парком считается район с множеством разнообразных природных экосистем национального значения, выдающимися ландшафтными особенностями и культурным наследием, где человек живёт в гармонии с природой. Целью создания национального парка является сохранение существующих природных ценностей и ресурсов, общего ландшафта, геологического и биологического разнообразия, удовлетворение научных, образовательных, духовных и эстетических, культурных, туристических, оздоровительных и рекреационных нужд, а также проведение других мероприятий в соответствии с принципами охраны природы и устойчивого развития.

Климат Сербии

Всего в стране насчитывается пять национальных парков:
- Джердап (серб. Ђердап). Основан в 1974 году, его площадь — 63 000 га[27][28]
- Копаоник (серб. Копаоник). Основан в 1981 году, его площадь — 19 985 га[29][28]
- Тара (серб. Тара). Основан в 1981 году, его площадь — 19 200 га[30][28]
- Фрушка-Гора (серб. Фрушка гора). Основан в 1960 году, его площадь — 25 393 га[31][28]
- Шар-Планина (серб. Шар-планина). Основан в 1993 году. Его площадь — 39 000 га[32][28]

### Климат
В Сербии преобладает умеренно-континентальный климат с более или менее выраженными характеристиками в зависимости от местоположения, рельефа, наличия или отсутствия рек, растительности или степени урбанизации. Север страны характеризуется континентальным климатом с холодной зимой и жарким влажным летом, на который влияют воздушные массы из северной и западной Европы. В то же время в южных районах страны, ближе к Адриатическому морю, лето жаркое и сухое, а осень и зима относительно холодные, сопровождающиеся обильными снегопадами, поскольку эти области находятся под влиянием Средиземного моря. Данное влияние несколько ограничено Динарскими Альпами и другими горными хребтами, которые помогают охлаждать массы горячего воздуха.

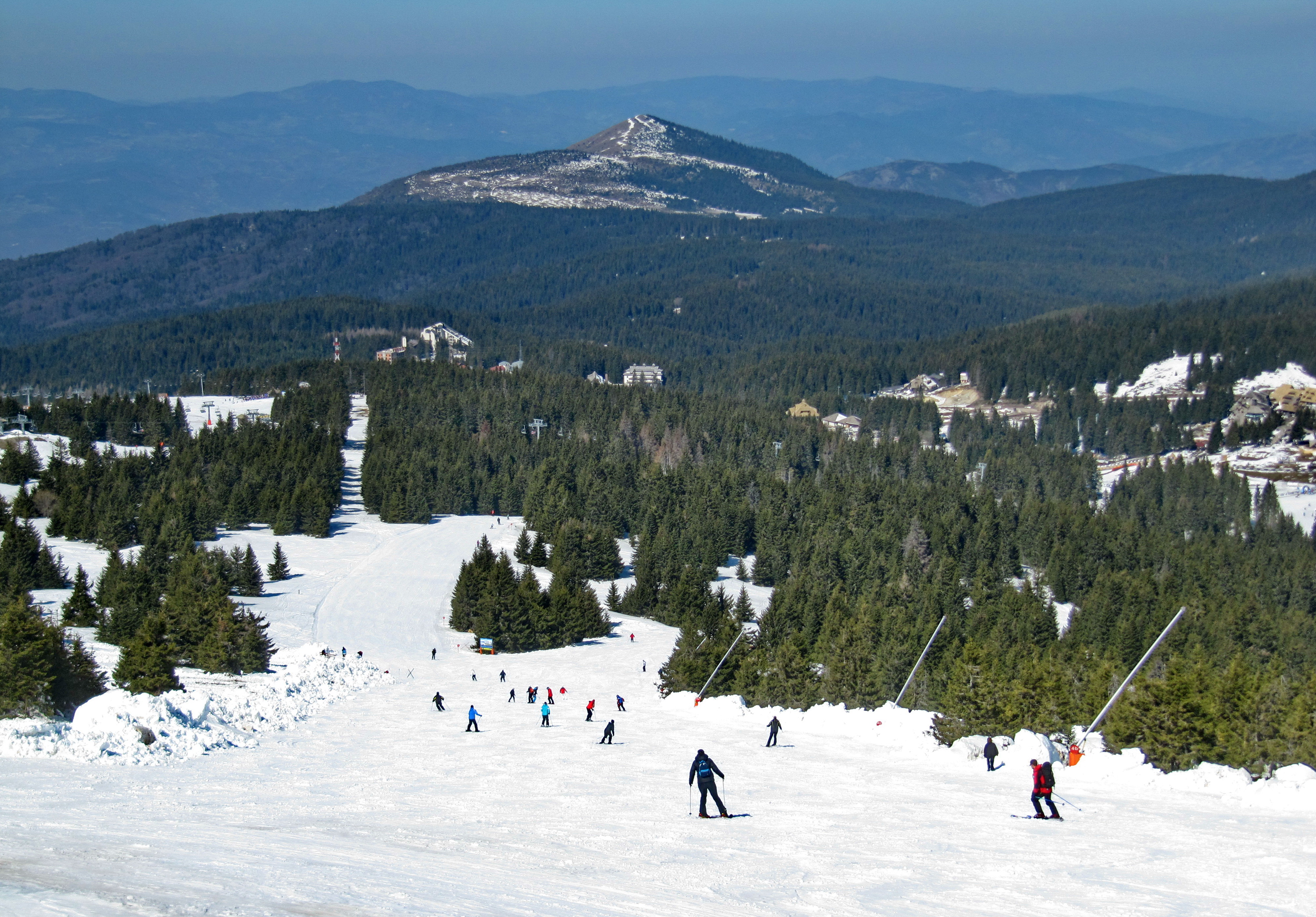
Горнолыжный курорт Копаоник

В период с 1961 по 1990 год среднегодовая температура составляла 10,9 °C на высоте до 300 м. В районах между 300 и 500 м средняя температура составляла 10,0 °C, а на высоте более 1000 м — 6,0 °C. Июль — самый тёплый месяц в году со средней температурой от 11 до 22 °C; в частности, в регионах на высоте менее 300 м над уровнем моря средняя температура составляет от 20,0 до 22 °C, как и в некоторых районах южной Сербии на высоте от 400 до 500 м. На высоте выше 1000 м средняя температура июля составляет от 11,0 до 16 °C. Самые низкие температуры в 1961—1990 гг. были зафиксированы в январе; они варьировались от −35,6 °C (в Сенице) до −21,0 °C (в Белграде). С начала измерений самая высокая температура, зарегистрированная в Сербии, составляла 44,9 °C 24 июля 2007 года в Смедеревской-Паланке, а самая низкая температура составляла −39,5 °C 13 января 1985 года в Караюкича-Бунарах на плато Пештер в Рашке.

### Экология
Экологией и защитой окружающей среды в Сербии занимается Министерство охраны окружающей среды и Агентство охраны окружающей среды. Огромный ущерб сербской экологии нанесла война НАТО против Союзной Республики Югославии. Авиация Альянса не только использовала боеприпасы с обеднённым ураном, но и бомбила промышленные объекты и склады, в результате чего произошли выбросы токсичных веществ. Почва, атмосфера и водоёмы были заражены. Сербские власти продолжают бороться с последствиями бомбардировок. Сложной остаётся и ситуация в сфере переработки отходов. Из них на 2020 год только 15 % используются вновь (а для бытовых отходов этот показатель составляет менее 2 %), однако предпринимаются меры по улучшению ситуации.

## История

### Предыстория и древность

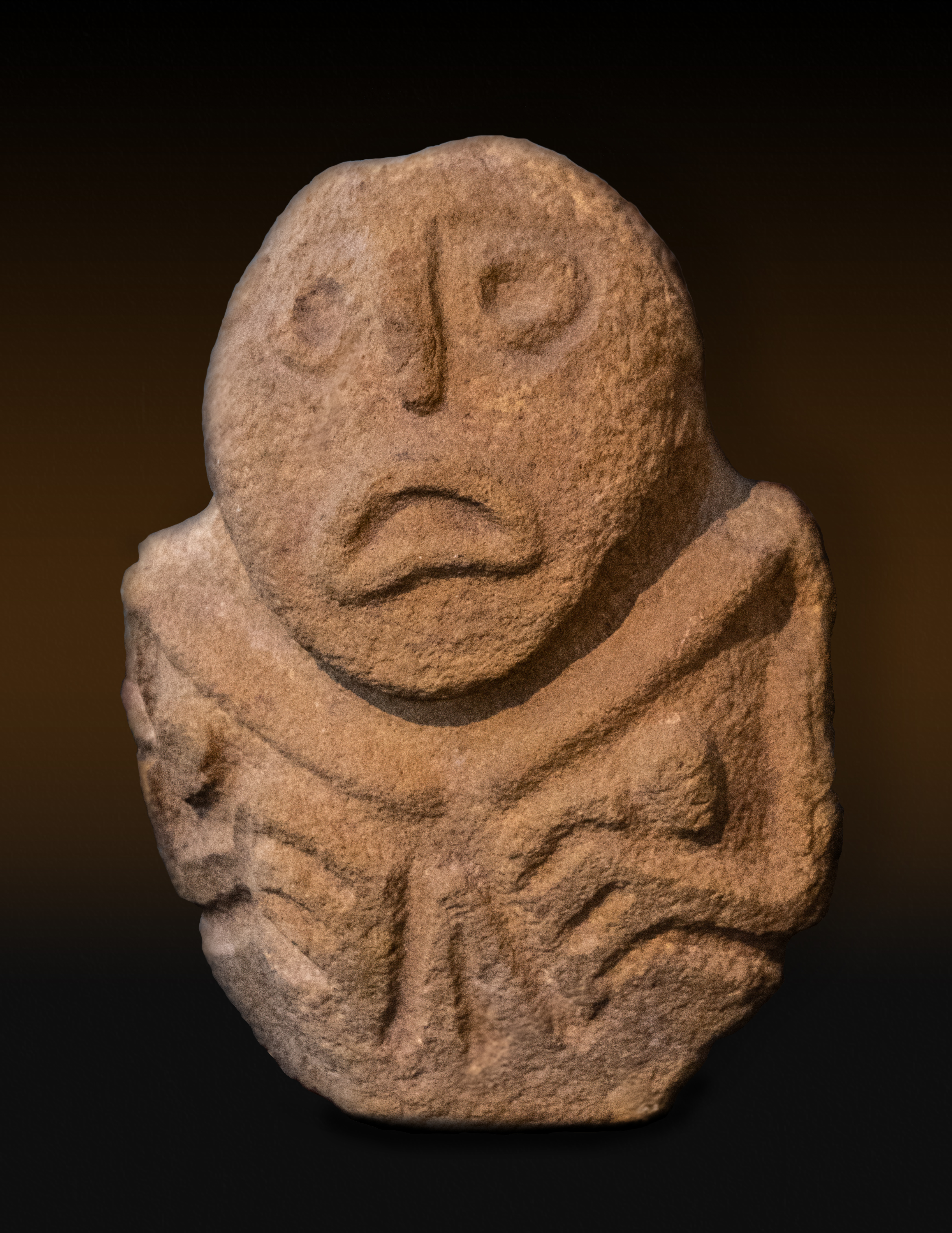
Лепенски-Вир; скульптура «Прародительница», ок. 7000 года до н. э.

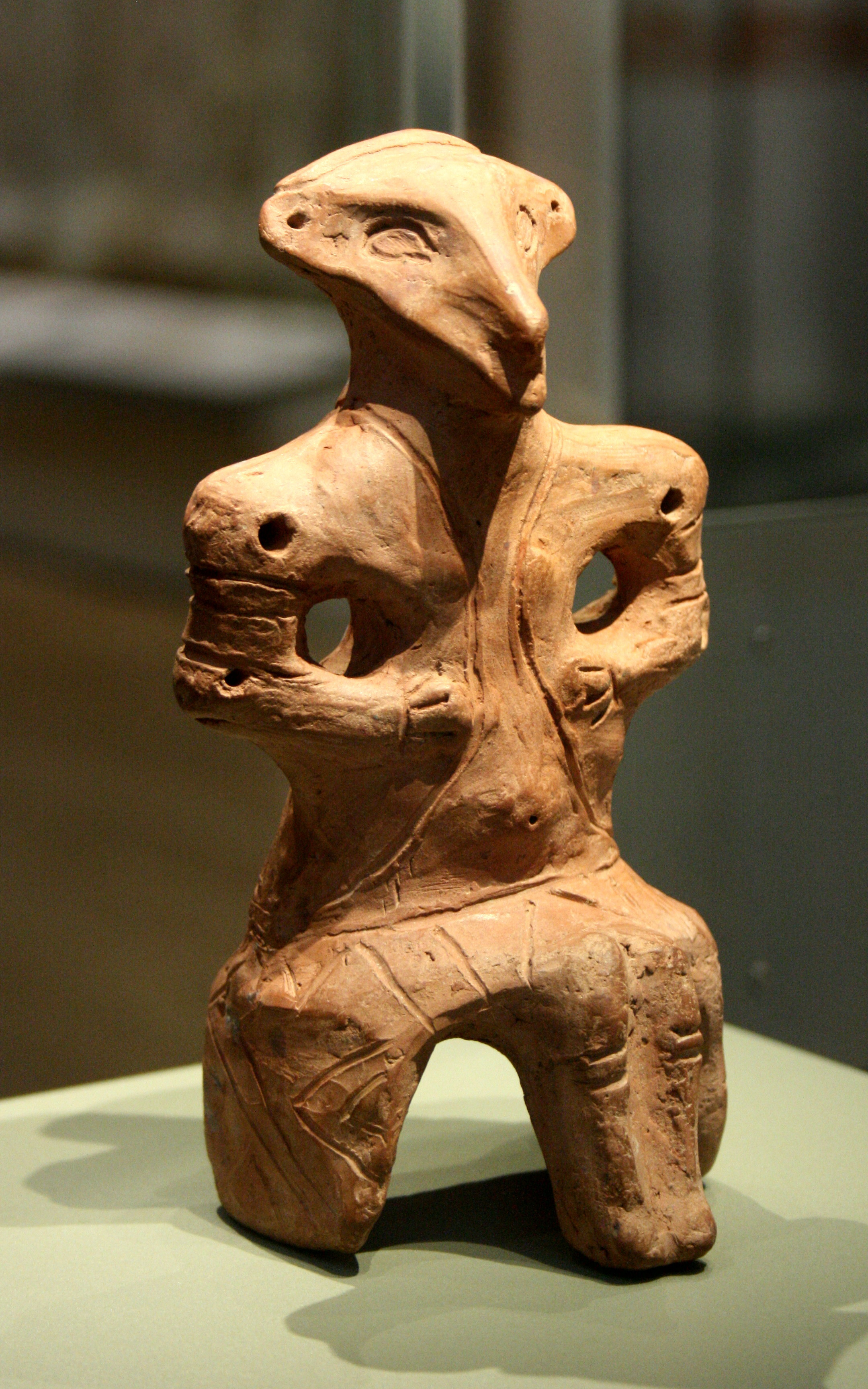
Культура Винча, VI—V тыс. до н. э.

Археологические свидетельства палеолитических поселений на территории современной Сербии немногочисленны. Фрагмент человеческой челюсти был найден в Сичево (Мала Баланица), и считается, что ему 525 000—397 000 лет. Приблизительно около 6500 лет до нашей эры, в эпоху неолита, в районе современного Белграда существовали культуры Старчево и Винча. Они доминировали в большей части Юго-Восточной Европы (а также в некоторых частях Центральной Европы и Малой Азии). Несколько важных археологических памятников этой эпохи, в том числе Лепенски Вир и Винча-Бело Брдо, всё ещё существуют недалеко от берегов Дуная.
Кельтское племя скордисков расселилось по всей территории в III веке до нашей эры. Оно сформировало племенное государство, построив несколько укреплений, в том числе свою столицу в Сингидунуме (современный Белград) и Найсосе (современный Ниш). Римляне завоевали большую часть территории во II веке до нашей эры. В 167 году до н. э. была основана римская провинция Иллирик; остальная часть была завоевана около 75 года до н. э., образовав римскую провинцию Верхняя Мезия; современный регион Срем был завоеван в 9 году до н. э.; и Бачка и Банат в 106 году нашей эры после дакийских войн. В результате, современная Сербия полностью или частично распространяется на несколько бывших римских провинций, включая Мезию, Паннонию, Превалитану, Далмацию, Дакию и Македонию. Главными городами Верхней Мезии (и шире) были: Сингидунум (Белград), Виминациум (ныне Старый Костолац), Ремезиана (ныне Бела Паланка), Найсос (Ниш) и Сирмиум (ныне Сремска-Митровица), последний из которых служил римской столицей во времена Тетрархии.
Семнадцать римских императоров родились на территории современной Сербии, уступая только современной Италии. Самым известным из них был Константин Великий, первый христианский император, который издал указ о религиозной терпимости на всей территории империи. Когда Римская империя была разделена в 395 году, большая часть Сербии осталась под властью Восточной Римской империи. При этом её северо-западные части вошли в состав Западной Римской империи. К VI веку южные славяне в больших количествах мигрировали в европейские провинции Византийской империи. Они слились с местным романизированным населением, которое постепенно ассимилировали.

### Заселение Балкан, крещение, Неманичи
История Сербии отсчитывает своё начало с VI века, с момента заселения древними славянами западной части Балканского полуострова. Белые сербы, раннее славянское племя из Белой Сербии, в конце концов поселились в районе между рекой Сава и Динарскими Альпами. К началу IX века Сербия достигла уровня государственности. Христианизация Сербии была постепенным процессом, завершившимся к середине IX века. В середине X века сербское государство простиралось между Адриатическим морем, Неретвой, Савой, Моравой и Скадаром.
В конце XII века Сербское государство освободилось из-под власти Византии и к середине XIV века развилось в крупную державу, охватывавшую почти всю юго-западную часть Балкан. Между 1166 и 1371 годами Сербией правила династия Неманичей (чье наследие особенно ценится), при которой государство было возведено в королевство в 1217 году. Сербская Православная Церковь была организована как автокефальное архиепископство в 1219 году благодаря Савве, покровителю страны, а в 1346 году она была возведена в ранг Патриархата. Памятники периода Неманича сохранились во многих монастырях (некоторые из которых являются объектами Всемирного наследия) и укреплениях.
Расцвет средневековой Сербии пришёлся на время правления Стефана Душана (1331—1355), однако после его смерти государство распалось.

### Османская империя и Габсбурги
В 1389 году войска сербских князей потерпели поражение в битве на Косовом поле, что привело к признанию Сербией сюзеренитета Османской империи. На всех сербских землях, завоеванных османами, местная знать была уничтожена, а крестьянство было подчинено османским правителям, в то время как большая часть духовенства бежала или была заключена в изолированные монастыри. При османской системе сербы, как и христиане, считались низшим классом людей и облагались высокими налогами, а часть сербского населения подверглась исламизации. Многие сербы были завербованы во время системы девширме, формы рабства в Османской империи, при которой мальчиков из балканских христианских семей насильно обращали в ислам и готовили для пехотных частей османской армии, известных как янычары. Сербский Патриархат Печа был ликвидирован в 1463 году, но восстановлен в 1557 году.
После потери государственности Османской империей сербское сопротивление продолжалось в северных регионах (современная Воеводина) под властью титульных деспотов (до 1537 года) и народных лидеров, таких как Йован Ненад (1526—1527). С 1521 по 1552 год османы завоевали Белград и регионы Сирмия, Бачка и Банат. Продолжающиеся войны и различные восстания постоянно бросали вызов османскому правлению. Одним из наиболее значительных было Банатское восстание 1594 и 1595 годов, которое было частью Долгой войны (1593—1606) между Габсбургами и османами. Территория современной Воеводины пережила столетнюю османскую оккупацию, прежде чем была передана империи Габсбургов частично по Карловецкому договору (1699 г.) и полностью по Пожаревацкому договору (1718 г.)
Поскольку Великое переселение сербов обезлюдело большую часть южной Сербии, сербы искали убежища через реку Дунай в Воеводине на севере и на военной границе на западе, где австрийская корона предоставила им права в соответствии с такими мерами, как Валлахорский статут 1630 г. Большая часть центральной Сербии перешла от османского владычества под контроль Габсбургов (1686—1691) во время Габсбургско-османской войны (1683—1699). После нескольких петиций император Леопольд I официально предоставил сербам, желающим поселиться в северных регионах, право на автономную коронную землю. Церковный центр сербов также переместился на север, в Карловицкую митрополию, а сербский Печский Патриархат был снова упразднён османами в 1766 г. В 1718—1739 гг. монархия Габсбургов оккупировала большую часть Центральной Сербии и установил Королевство Сербия в качестве короны. Эти завоевания были потеряны по Белградскому договору 1739 года, когда османы вернули себе этот регион. Помимо территории современной Воеводины, оставшейся под властью Габсбургской империи, центральные районы Сербии снова были оккупированы Габсбургами в 1788—1792 годах.

### Революция и независимость
Сербская революция за независимость от Османской империи длилась одиннадцать лет, с 1804 по 1815 год. Революция состояла из двух отдельных восстаний, принёсших автономию от Османской империи (1830 г.), которые в конечном итоге переросли в полную независимость (1878 г.). Во время Первого сербского восстания (1804—1813 гг.) под предводительством  Карагеоргия Петровича Сербия была независимой почти десять лет, прежде чем османская армия смогла снова оккупировать страну. В результате Первого сербского восстания (1804—1813) образовалось Сербское княжество.
Вскоре после этого в 1815 году началось Второе сербское восстание. Возглавленное Милошем Обреновичем, оно закончилось компромиссом между сербскими революционерами и османскими властями. Точно так же Сербия была одной из первых стран на Балканах, отменивших феодализм.
В 1878 году 13 июля по условиям Берлинского мира Сербия получила независимость, в 1882 году была провозглашена королевством. К началу XX века в Сербии сложилась парламентская монархия, начался быстрый подъём экономики и культуры.
Первая сербская конституция была принята 15 февраля 1835 года (годовщина начала Первого сербского восстания), что сделало страну одной из первых, принявших демократическую конституцию в Европе.

### Первая и Вторая мировая война
В результате Балканских войн (1912—1913) в состав Сербии были включены территории Косова, часть Македонии и значительная часть Санджака.
Убийство австрийского эрцгерцога Франца Фердинанда 28 июня 1914 года в Сараево Гаврило Принципом, членом организации «Молодая Босния», привело к тому, что Австро-Венгрия объявила войну Сербии 28 июля 1914 года. Локальная война обострилась, когда Германия объявила войну России и вторглась во Францию и Бельгию, тем самым втянув Великобританию в конфликт, переросший в Первую мировую войну. Сербия выиграла первые крупные сражения Первой мировой войны, в том числе битву при Цере и битву при Колубаре, что стало первыми победами союзников над центральными державами в Первой мировой войне. В Первой мировой войне Сербия выступала на стороне стран Антанты. В ходе войны Сербия потеряла около четверти всего населения страны. После завершения войны Сербия стала ядром Королевства сербов, хорватов и словенцев (c 1929 года — Королевство Югославия).
В период Второй мировой войны территория Сербии с апреля 1941 года была оккупирована германскими войсками, часть территории государства передана сателлитам Германии — Венгрии и Болгарии, а также Албании. К 1945 году Сербия была освобождена Красной Армией, партизанскими и регулярными отрядами Народно-освободительной армии Югославии.
В 1945 году была провозглашена Федеративная Народная Республика Югославия (с 1963 года — СФРЮ), в составе которой была образована Народная республика Сербия (с 1963 года — Социалистическая республика Сербия).

### Современный период

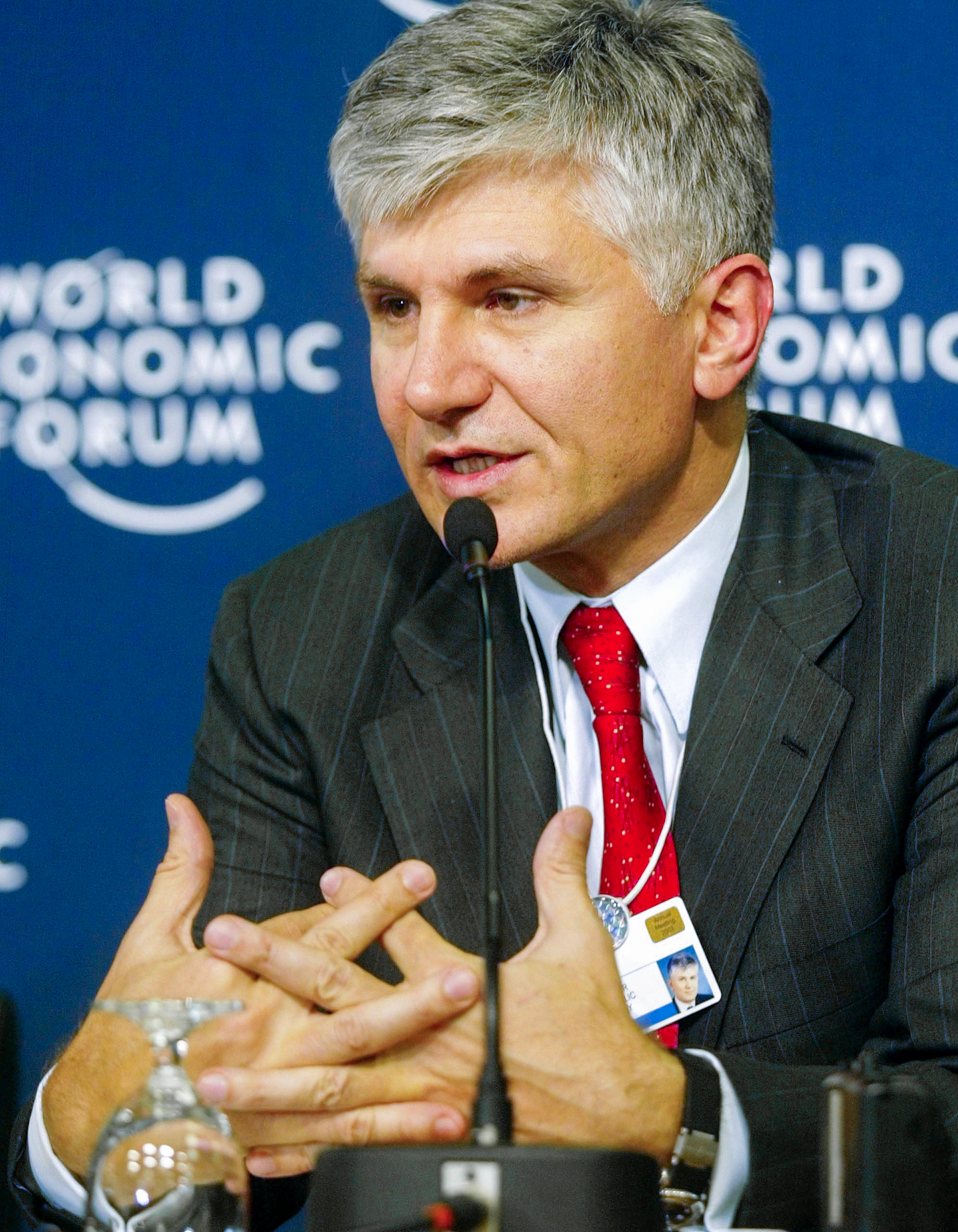
Зоран Джинджич сыграл ключевую роль в свержении спорного режима Слободана Милошевича, а позднее стал первым демократически избранным премьер-министром Сербии

Рост межэтнического противостояния, сепаратистские выступления привели в начале 1990-х годов к серии гражданских войн и распаду Югославии. Длительный период пребывания у власти Социалистической партии Сербии завершился в 2000 году после бомбардировок сербских городов авиацией НАТО (1999) и ввода в Косово миротворческих сил ООН. В июне 2006 года, после проведённого в Черногории референдума, прекратил существование государственный союз Сербии и Черногории.
8 ноября 2006 года, после конституционного референдума, на котором избиратели приняли решение о принятии новой конституции страны, Конституция Сербии была провозглашена Народной скупщиной Республики Сербии и вступила в силу.
17 февраля 2008 года Ассамблея Косова в одностороннем порядке объявила о независимости Республики Косова, которую вскоре признали США и часть европейских государств. Сербия заявила о неконституционности этого шага и непризнании независимого Косова. В этом её поддержали Россия, Китай, Индия, в том числе и 5 стран из блока НАТО Испания, Греция, Словакия, Румыния и Кипр. Таким образом, из 193 стран, входящих в ООН, 97 государств признают независимость Косова.
22 декабря 2009 года Сербия подала заявку на вступление в Европейский союз и получила статус кандидата 1 марта 2012 года, после задержки в декабре 2011 года. После положительной рекомендации Европейской комиссии и Европейского совета в июне 2013 года в январе 2014 года начались переговоры о вступлении страны в ЕС.
Александр Вучич и его Сербская прогрессивная партия пришли к власти в 2012 году. По мнению ряда международных аналитиков, с тех пор Сербия столкнулась с процессом отката от демократии к авторитаризму, за которым последовало снижение свободы СМИ и гражданских свобод. После того как в марте 2020 года пандемия COVID-19 распространилась в Сербии, в стране было объявлено чрезвычайное положение и впервые со времён Второй мировой войны введён комендантский час.
16 января 2022 года в Сербии состоялся конституционный референдум, на котором граждане проголосовали за внесение поправок в Конституцию, касающихся судебной системы. Изменения были представлены как шаг в направлении сокращения политического влияния на судебную систему. В апреле 2022 года президент Александр Вучич был переизбран. Сербия не присоединилась к санкциям ЕС в отношении России и сохранила двусторонние отношения после вторжения России на Украину в 2022 году, однако страна осудила Россию на Генеральной Ассамблее ООН и в Совете по правам человека.
В декабре 2023 года партия Вучича победила на внеочередных парламентских выборах. За выборами последовали протесты, а представители оппозиции заявили, что их результаты были сфальсифицированы. Страна была выбрана местом проведения международной специализированной выставки Expo 2027. Правительство Сербии совместно с корпорацией Rio Tinto работает над проектом по разработке крупнейшего в Европе литиевого рудника. Добыча лития стала предметом споров в обществе, и в стране прошло несколько акций протеста против добычи.
В 2024—2025 годах после обрушения навеса на железнодорожной станции Нови-Сад в стране развернулись масштабные антикоррупционные протесты.

## Государственное устройство и внутренняя политика

### Исполнительная власть

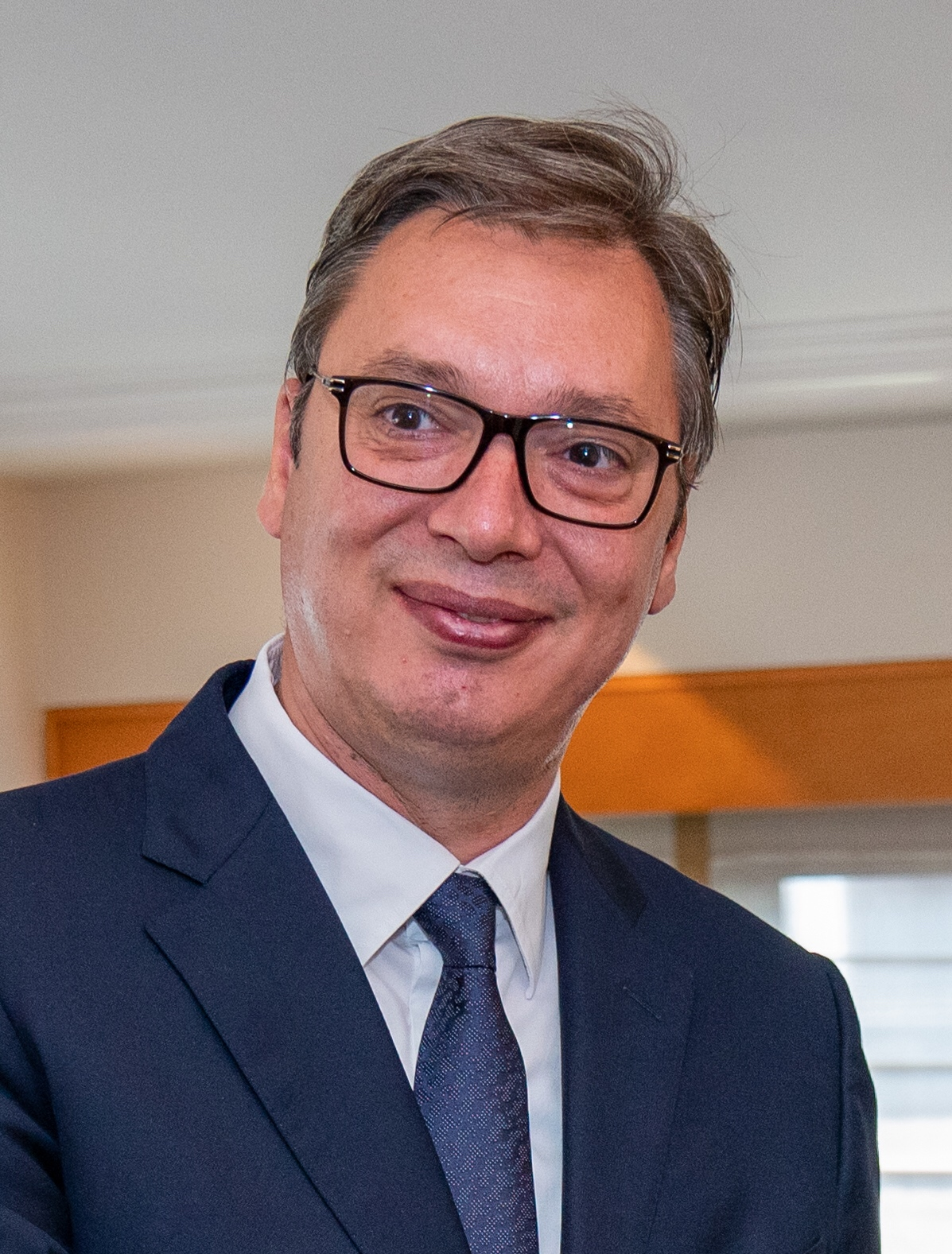
Александр Вучич, президент Сербии

Президент Сербии (серб. Председник) избирается на пятилетний срок на всеобщих прямых выборах, может занимать эту должность не более двух сроков. Согласно Конституции, является главнокомандующим Вооружёнными силами Сербии, представляет Сербию в мире, назначает послов и дипломатических представителей, предлагает Народной скупщине кандидатов на пост премьер-министра, может распускать Народную скупщину и накладывать вето на принимаемые законы. Также среди обязанностей президента объявление чрезвычайного положения, а также вручение государственных наград.
Президент обладает таким же иммунитетом, как и депутаты Народной скупщины.
По результатам президентских выборов 2 апреля 2017 года Сербию возглавил лидер Сербской прогрессивной партии Александр Вучич, набравший более 55 % голосов.

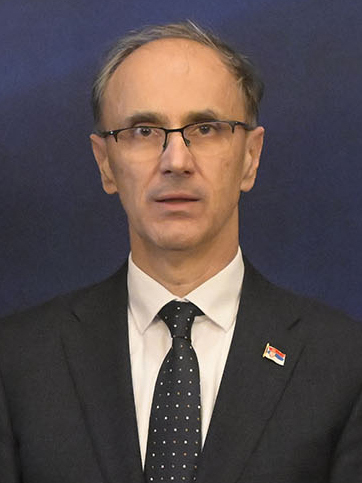
Джуро Мацут, премьер-министр Сербии

Правительство (серб. Влада) является носителем исполнительной власти и состоит из 20 членов, в том числе премьер-министра, одного или нескольких вице-премьеров и нескольких министров. Его состав утверждается Народной скупщиной Сербии большинством голосов равно как и глава кабинета министров, чью кандидатуру предлагает Президент Сербии.
Согласно сербской Конституции кабинет министров ответственен за определение и проведение политики, исполнение законов и их разработку, организует и контролирует органы государственной власти и т. д.
Премьер-министр и члены Правительства обладают таким же иммунитетом, как и депутаты Народной скупщины. Они не отвечают за мнения, высказанные на заседании Правительства или парламента.
Нынешний состав Правительства был одобрен Народной скупщиной 2 мая 2024 года. Премьер-министром стал Милош Вучевич.

### Законодательная власть

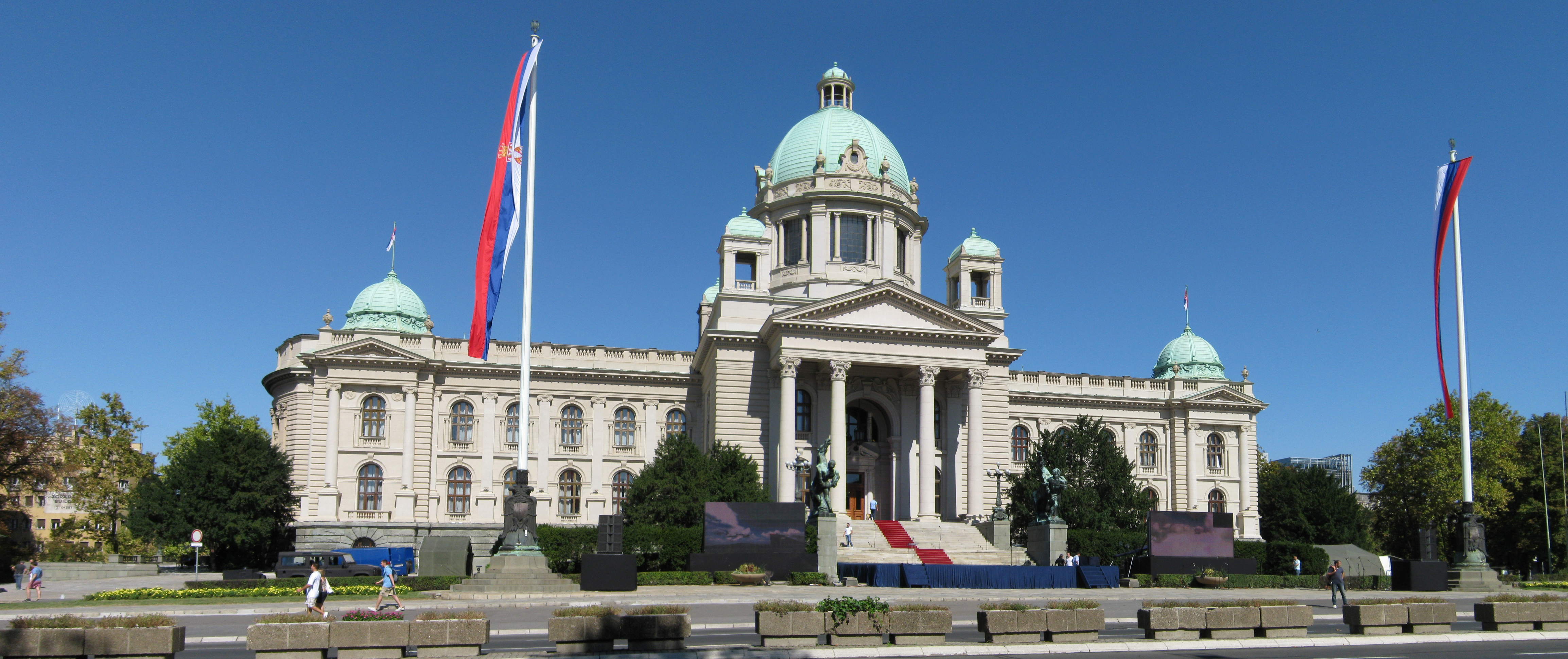
Здание Народной скупщины в Белграде

В сентябре 1990 года, во время демократических преобразований в Югославии, была принята новая сербская конституция, которая учредила однопалатный парламент — Народную скупщину (серб. Народна скупштина Републике Србије), 250 депутатов которой избираются на четырёхлетний срок.
Очередные парламентские выборы в Сербии состоялись 21 июня 2020 года. В период перед выборами состоялся межпартийный диалог при посредничестве Европейского парламента и были внесены определённые изменения в избирательное законодательство. Многочисленные парламентские и непарламентские политические партии бойкотировали выборы, в том числе крупнейшая оппозиционная коалиция «Альянс за Сербию», которая заявила, что не были созданы условия для свободных и справедливых выборов. Это привело к самой низкой явке избирателей с момента создания многопартийной системы в 1990 году.
По результатам выборов победу одержала коалиция во главе с Сербской прогрессивной партией президента Александра Вучича, получившая 188 мест в Народной скупщине. Второй по численности стала коалиция во главе с Социалистической партией Сербии, которую возглавляет Ивица Дачич. Также в Народную скупщину прошли четыре партии, представляющие интересы национальных меньшинств.

### Судебная власть
Сербская Конституция предусматривает самостоятельность и независимость государственных органов, защищающих свободы и права граждан, законом утверждённые права и интересы юридических субъектов и обеспечивает конституционность и законность. Судебная власть принадлежит судам и действует независимо от законодательной и исполнительной власти. Судебные решения принимаются от имени народа и на основе Конституции и закона, ратифицированных международных договоров и регулирований, принятых на основе закона. Решения суда являются обязательными для всех и не могут быть предметом внесудебного контроля. Решение суда может быть пересмотрено только по решению компетентного суда в установленном законом порядке. Каждый обязан уважать решения суда.
Суды республиканского уровня: Конституционный суд, Верховный кассационный суд, Арбитражный апелляционный суд и т. д.
Суды общей юрисдикции:
- Основные суды — для города или одного или нескольких муниципальных образований
- Высшие суды — на территории одного или нескольких основных судов
- Апелляционные суды — для нескольких высших судов
- Верховный кассационный суд

Конституционный суд является независимым государственным органом, который защищает конституционность и законность, а также права и свободы человека и меньшинств. Решения Конституционного суда окончательны, подлежат обязательному исполнению. Верховный кассационный суд является высшей судебной инстанцией в Республике Сербии и высшим судом для арбитражных и административных судов и т. д.

### Политические партии
Крайне правые
- Заветники — ультранационализм, антикоммунизм;
- Сербская радикальная партия — национал-консерватизм, правый популизм.

Правые
- Новая демократическая партия Сербии — национал-консерватизм;
- За Королевство Сербия — монархизм, национализм;
- Единая Сербия — консерватизм;
- Народная крестьянская партия — консерватизм.

Правый центр
- Сербская прогрессивная партия — консерватизм;
- Народная партия — либерализм;
- Сербское движение обновления — монархизм, либерализм;
- Альянс воеводинских венгров — либеральный регионализм.

Центр
- Движение свободных граждан — либерализм;
- Новая партия — Д2СП — социальный либерализм.

Левый центр
- Зелёные — социал-демократия;
- Социалистическая партия Сербии — демократический социализм;
- Партия справедливости — социал-демократия;
- Объединённая крестьянская партия — либеральный аграризм.

Левые
- Новая коммунистическая партия Югославии — коммунизм.

## Государственная символика
Гимном Сербии является немного изменённый гимн королевства Сербии «Боже правде», который на протяжении нескольких лет также был гимном Республики Сербской. Герб Сербии, принятый 17 августа 2004 года, представляет собой сербский герб времён правления династии Обреновичей. У страны есть два флага: народный и официальный. Первый представляет собой красно-сине-белое полотнище, а второй — то же самое с государственным гербом.

## Внешняя политика

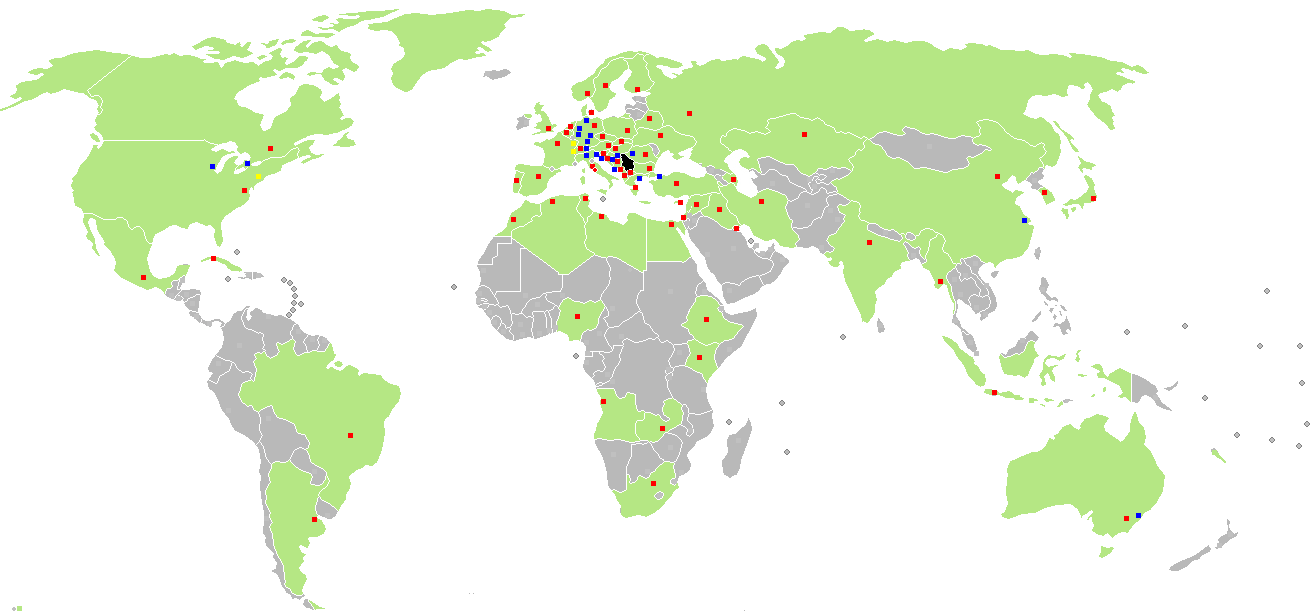
Страны, в которых у Сербии есть дипломатические миссии (2011). Красные — посольства, синие — консульства, жёлтые — остальное

За рубежом Сербия представлена 74 посольствами и 25 генеральными консульствами. На территории самой Сербии расположены 70 посольств и 5 генеральных консульств. После распада Югославии Сербия унаследовала примерно треть имущества внешнеполитического ведомства СФРЮ.
Сербия является членом таких международных организаций, как ООН, Совет Европы, ОБСЕ, Интерпол, Всемирный банк, Партнёрство во имя мира, Пакт стабильности для Юго-Восточной Европы, ЮНЕСКО, Всемирная туристическая организация, Всемирный почтовый союз, Всемирная конфедерация труда, Всемирная таможенная организация, Всемирная метеорологическая организация, Всемирная организация здравоохранения и так далее.
Во время распада Югославии Сербия находилась в международной изоляции, против неё действовали многочисленные санкции: военные, экономические, культурные и прочие. Общественное мнение во многих странах мира было настроено против неё, страну считали виновной в развязывании кровопролитных конфликтов в Хорватии, Боснии и Герцеговине. После окончания войн в бывшей Югославии режим санкций был смягчён, однако в 1998—1999 годах Сербия вновь оказалась в изоляции и стала мишенью воздушных ударов стран НАТО. США и страны Евросоюза возобновили сотрудничество с Сербией только после свержения президента Слободана Милошевича и прихода к власти Воислава Коштуницы, отношения Сербии с большинством стран Запада нормализовались. В настоящее время внешняя политика страны характеризуется стремлением вступить в ЕС, дипломатической борьбой против признания независимости автономного края Косово и развитием всесторонних отношений со множеством стран мира.
До ареста генерала Ратко Младича и бывшего президента Сербской Краины Горана Хаджича на политику Сербии значительное влияние оказывал Международный трибунал по бывшей Югославии. В частности, функционеры Евросоюза неоднократно заявляли, что дальнейшая евроинтеграция Сербии зависит от её сотрудничества с трибуналом. После ареста вышеуказанных лиц президент Борис Тадич отметил, что считает обязательства перед Гаагой полностью выполненными.
Позднее ряд функционеров ЕС заявляли, что вопрос присоединения Сербии к этой организации напрямую зависит от того, сможет ли Белград нормализовать отношения с Косовом и признать его как независимое государство. Данные заявления вызвали бурные дебаты в сербском обществе и снижение числа сторонников евроинтеграции Сербии.
1 марта 2012 года Сербия получила официальный статус кандидата на вступление в ЕС.
С 10 июня 2009 года между Сербией и Россией установлен безвизовый режим на 30 дней для граждан обоих государств. До этого для граждан России безвизовый срок в Сербии составлял 90 дней (правило действовало с марта 2008 года), но сербам для прибытия в Россию требовалась виза. Граждане Сербии, за исключением проживающих в пределах Косова и Метохии («Республики Косово»), с декабря 2009 года имеют право безвизового въезда в страны Европейского союза. Таким образом, Сербия имеет безвизовый режим как с Россией, так и с Евросоюзом.
Также в 2006 году Сербия и НАТО подписали договор о военном сотрудничестве.
Сербия сотрудничает с НАТО в рамках программы «Партнёрство ради мира». В 2014 году стороны согласовали план индивидуального партнёрства по программе, призванной укрепить доверие между участниками.
19 февраля 2016 году Президент Сербии Томислав Николич подписал соглашение с НАТО, согласно которому, представители Альянса получают специальный дипломатический иммунитет и свободу перемещения по территории страны, а также доступ к сербским военным объектам. Соглашение привело к протестам правых сил по всей стране. Противники соглашения утверждают, что оно противоречит Конституции.
12 января 2022 года Президент Сербии Александр Вучич заявил в интервью национальному телевидению, что республика намерена в целях самозащиты усиливать собственную армию, а не вступать в НАТО.

## Вооружённые силы и службы безопасности

### Армия

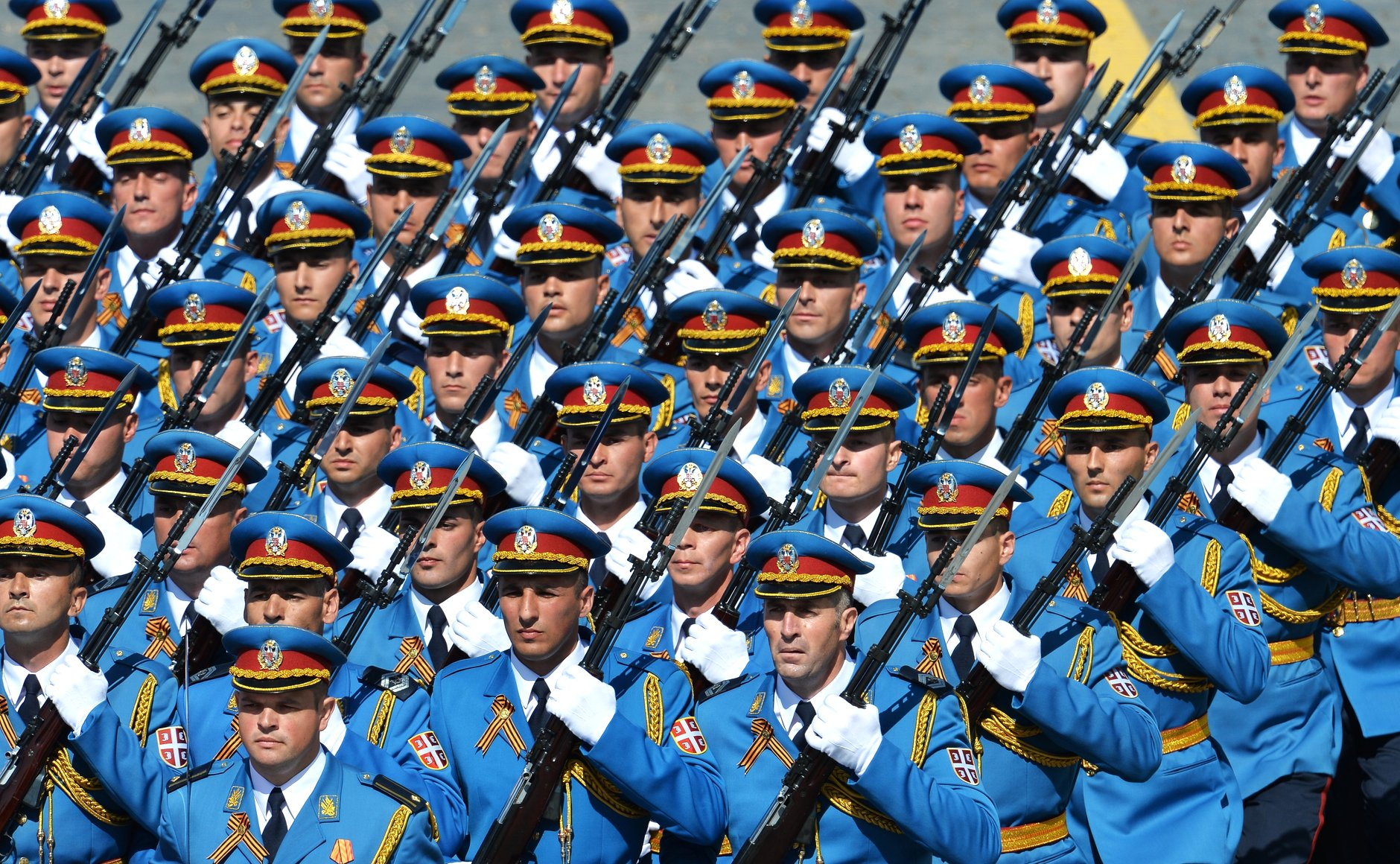
Гвардия Сербии

Вооружённые силы Сербии прошли долгий путь реформирования и переустройства. В 1992 году, после распада СФРЮ, были созданы Вооружённые силы Союзной Республики Югославии (серб. Војска Југославије). В 2000 году доля военных расходов составила 9,1 % ВВП (один из наиболее высоких показателей в Европе), а число военнослужащих — 114,2 тыс. человек. В 2003 году были созданы Вооружённые силы Сербии и Черногории (серб. Војска Србије и Црне Горе). В 2006 году их подразделения, расквартированные на территории Сербии были оформлены в Вооружённые силы Сербии (серб. Војска Србије). Тогда же была начата очередная масштабная военная реформа.

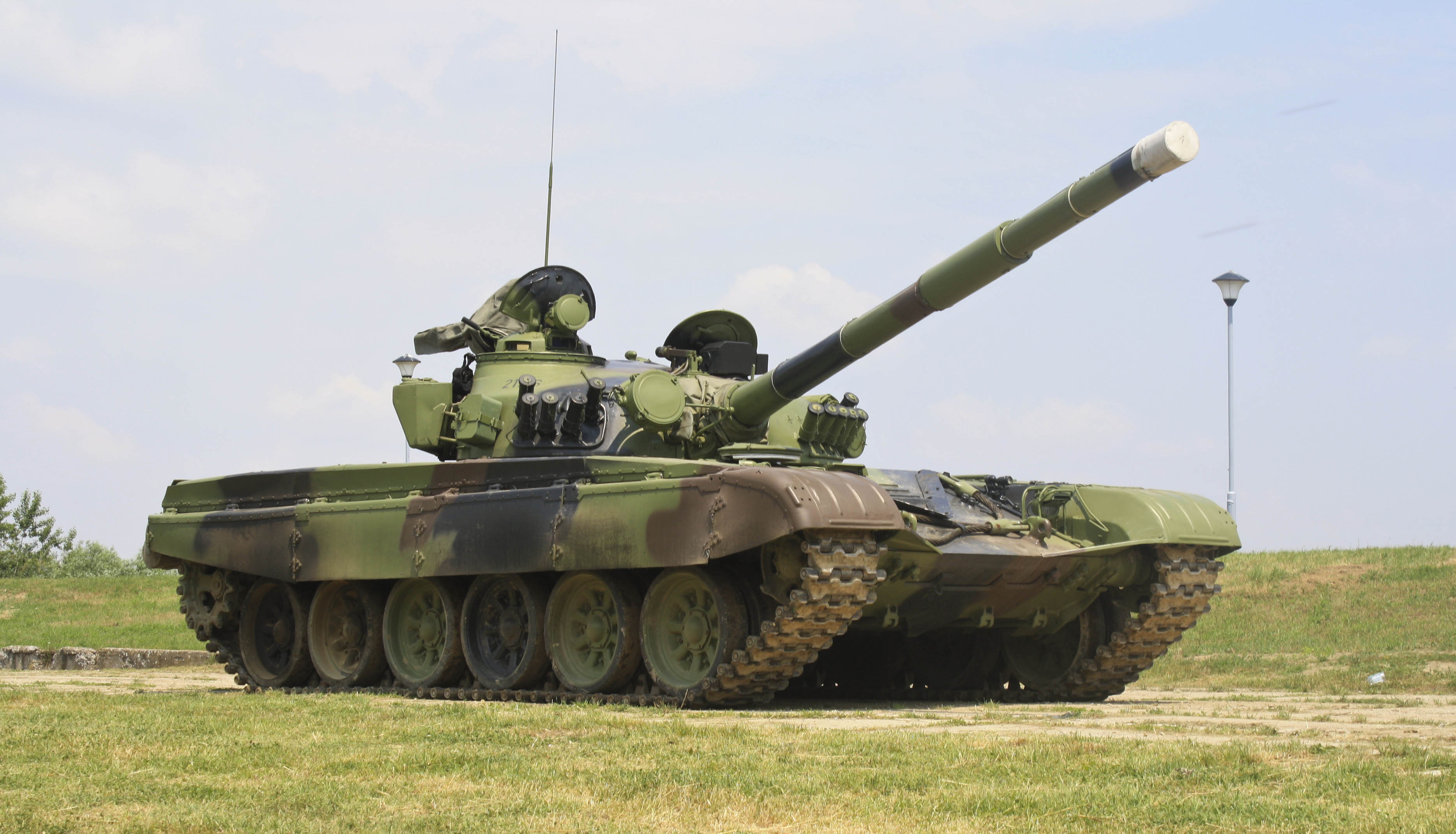
Основной боевой танк М-84

Вооружённые силы Сербии на 2020 год насчитывают около 22 500 человек. Из них около 4200 являются офицерами, также имеется 6500 унтер-офицеров, 8200 профессиональных военных и 3500 гражданских лиц. После военных реформ второй половины 2000-х годов вместо около сотни бригад сформировано 12: 4 пехотные, смешанно-артиллерийская, специальная бригада, две авиационные, по одной ракетной и артиллерийской, бригада связи и логистики. Также в составе Армии Сербии отдельные батальоны военной полиции и связи. Корпуса и армии заменены бригадами и батальонами, ставшими костяком новой структуры Армии Сербии.

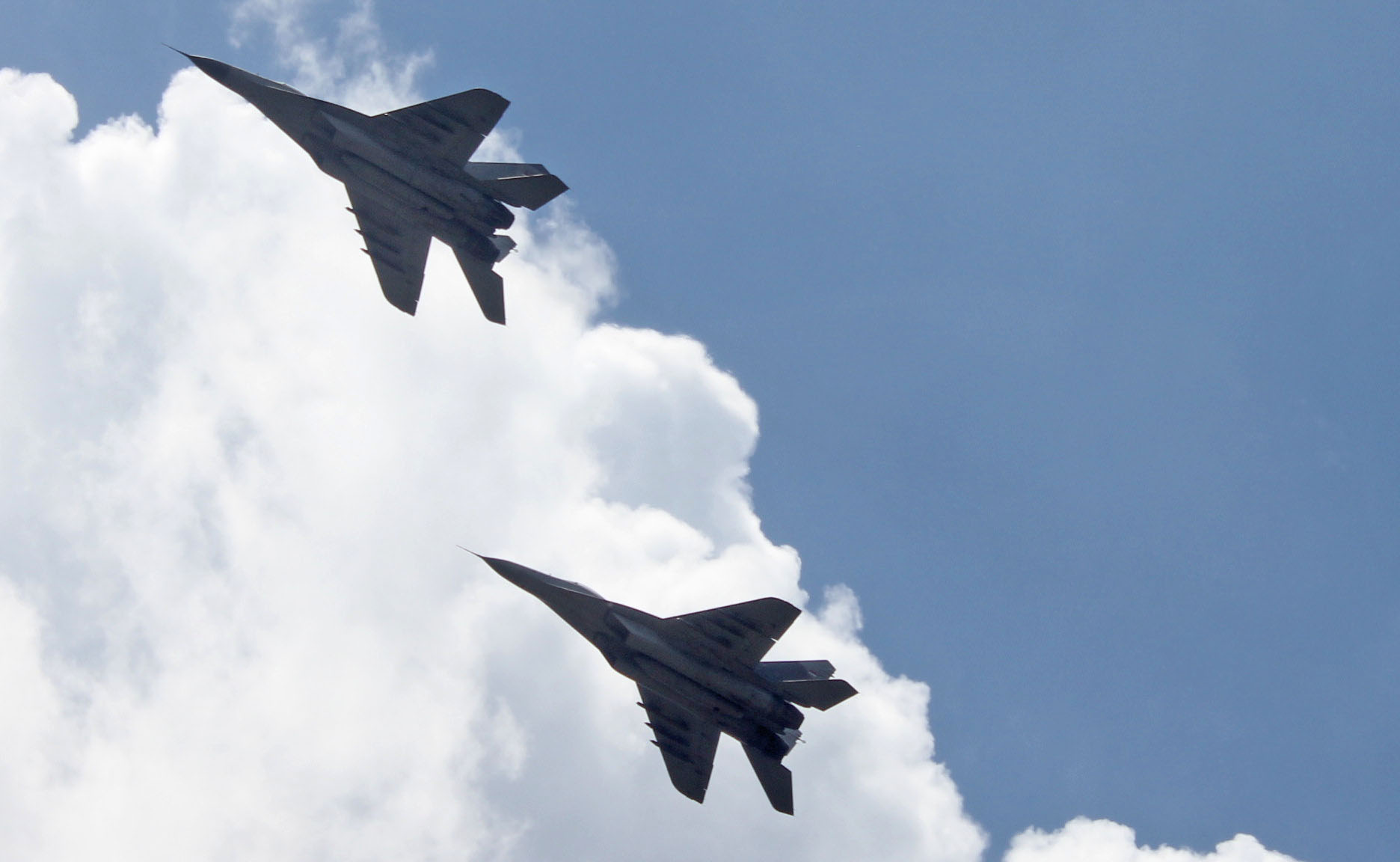
МиГ-29

Сербская армия состоит из сухопутных войск, ВВС и ПВО. Большая часть вооружения унаследована от СФРЮ и СРЮ. Периодически происходит приобретение новых образцов в незначительных количествах. В 2011 году служба в армии стала добровольной. До этого срок срочной военной службы составлял 6 месяцев, альтернативной службы — 9 месяцев. Военные расходы в 2011 году составили 2,8 % от ВВП страны. В 2024 году президент Сербии подписал решение о возвращении обязательной военной службы сроком в 75 дней, которое также получило поддержку правительства. Обязательная служба будет распространяться на мужчин и планируется к введению с 2025 года.
Сербия является крупнейшим экспортёром оружия в регионе. В 2021 году стоимость сербского военного экспорта составила $ 1,23 млрд.

### Полиция

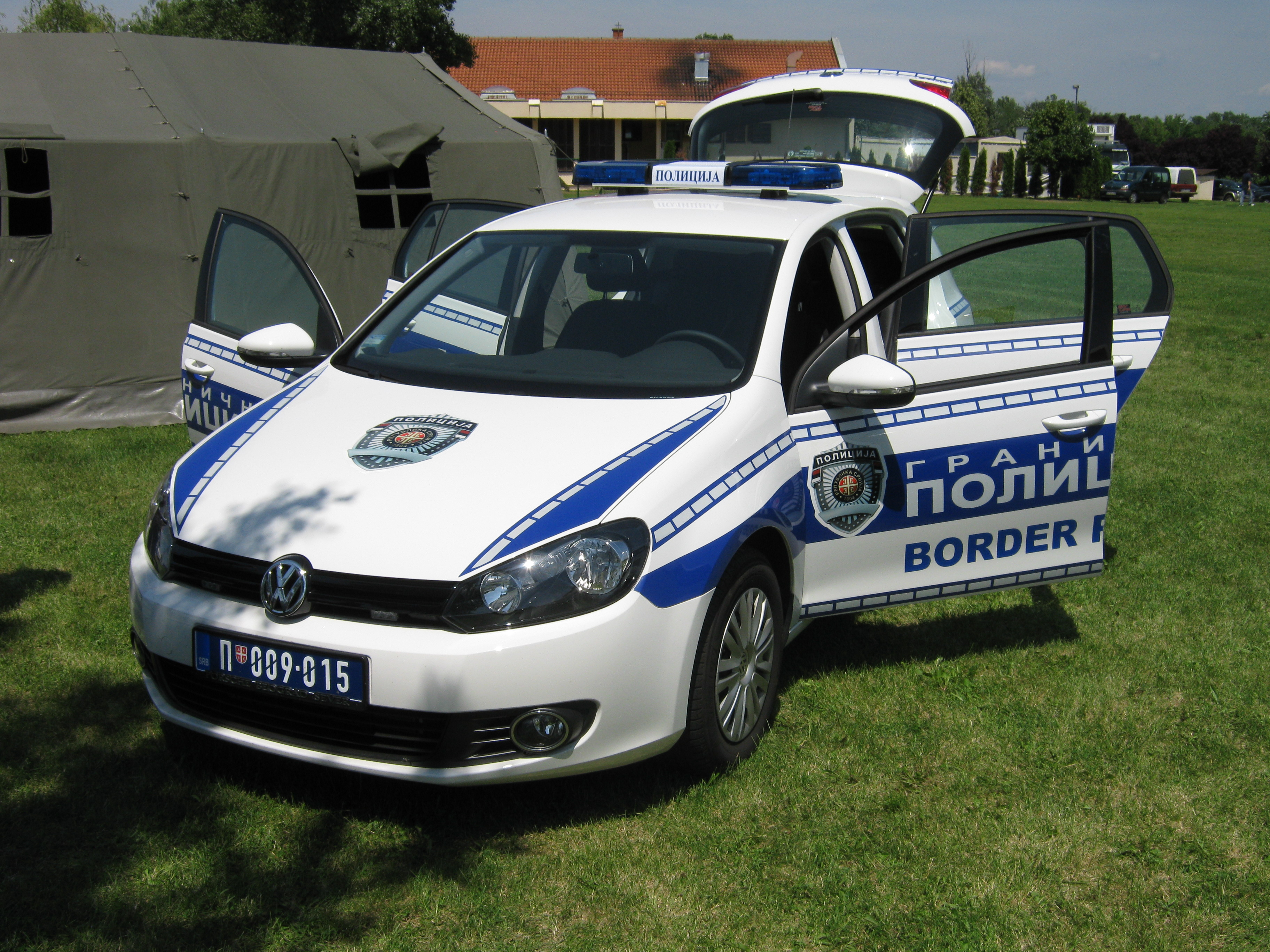
Автомобиль пограничной полиции

Сербская полиция находится под юрисдикцией Министерства внутренних дел, которое состоит из нескольких департаментов. Полиция включает в себя 161 муниципальную станцию, 62 станции пограничного контроля и 49 станций по контролю дорожного движения. В полиции Сербии по данным 2020 года служит 41 720 человек. До 3 января 1997 года полиция именовалась милицией. Переименование было проведено в соответствии с Законом о внутренних делах.
В структуру полиции входит несколько спецподразделений. Наиболее старое из них — Жандармерия (серб. Жандармерија), выполняющая как гражданские, так и военные функции. Другими известными спецподразделениями являются Специальное антитеррористическое подразделение (серб. Специјална антитерористичка јединица) и Противотеррористическая группа Сербии (серб. Противтерористичка јединица), предназначенные для борьбы с терроризмом и организованной преступностью. Первое было основано ещё в СФРЮ и участвовало в боевых действиях в Косове и Метохии, в то время как второе было создано в 2003 году, во время масштабных акций по борьбе с мафией. Другим известным специальным подразделением является вертолётный отряд (серб. Хеликоптерска јединица), созданный в 1967 году и на 2024 год насчитывающий 18 вертолётов.

### Спецслужбы
Основной службой безопасности в Сербии является Агентство безопасности и информирования (серб. Безбедносно-информативна агенција). Агентство было образовано 11 июля 2002 года и имеет штаб-квартиру в Белграде. Его предшественницей была Служба государственной безопасности (серб. Служба државне безбедности). Агентство ответственно за вопросы разведки и контрразведки, борьбу с организованной преступностью и терроризмом. Агентство безопасности и информирования подконтрольно Скупщине и правительству Сербии, которым два раза в год должно предоставлять отчёты о своей деятельности и ситуации с безопасностью в стране. С декабря 2023 года Агентство безопасности и информирования возглавляет Томислав Радованович.

## Административное деление
Территория Сербии делится на округа, округа на города и общины. Округа не имеют местного самоуправления (кроме округа Белград).
Представительный орган города — городское собрание (скупштина града), избирается населением, исполнительные органы города — городской совет (серб. градско веће), во главе с градоначальником (градоначелник), и состоящий из политиков, избираемый городским собранием, и городская управа (градске управе), состоящая из профессиональных чиновников, избираемые городским собранием.
Представительный орган общины — общинное собрание (Скупштина општине), избирается населением, исполнительные органы общины — общинный совет (општинско веће), во главе с председателем общины (председник општине), и состоящий из политиков, избираемый общинным собранием, и общинная управа, состоящая из профессиональных чиновников, избираемых общинным собранием.

### Статистические регионы

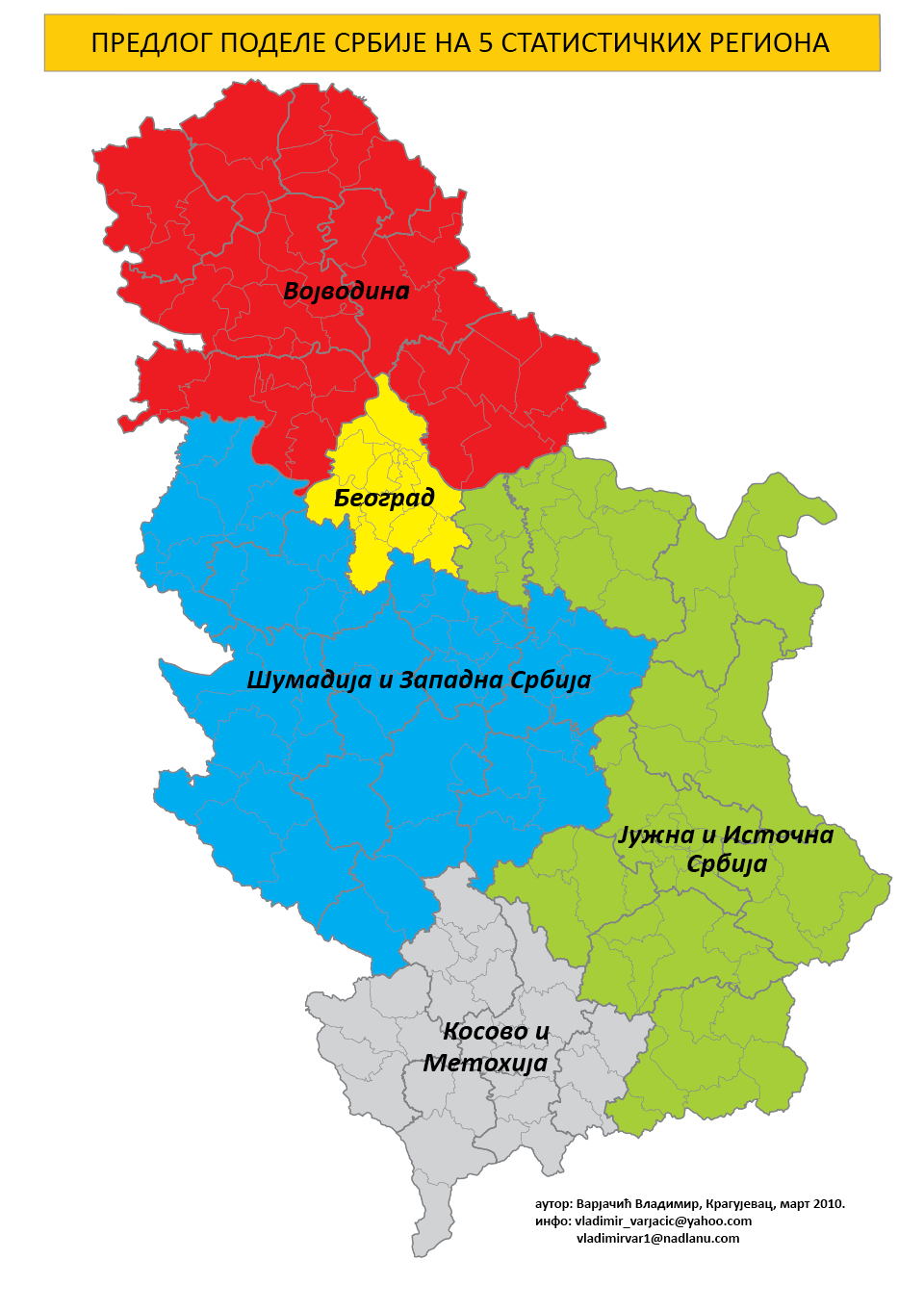
Статистические регионы Сербии

Согласно Регламенту о номенклатуре статистических территориальных единиц, введённом в действие в 2009 году и несколько изменённом в 2010 году (серб. Уредба о номенклатури статистичких територијалних јединица), в пределах Сербии выделяется три уровня статистических территориальных единиц:
- уровень НСТJ 1 — Сербия-Север и Сербия-Юг
- уровень HCTJ 2 — в пределах Сербии-Север: Белградский регион и регион Воеводина, в пределах Сербии-Юг — регионы Шумадия и Западная Сербия, Восточная и Южная Сербия, Косово и Метохия[98].
- уровень НСТJ 3 — административные области (всего в пределах Сербии — 29 с Косово и Метохией, 24 без них).

Эти регионы сформированы как статистические единицы с целью сбора информации для Республиканского бюро статистики и для органов местного самоуправления.

### Округа и единицы местного самоуправления
Наряду с этим, территория Сербии поделена на территорию города Белграда (серб. Град Београд) и 29 округов (серб. управни округ), которые, в свою очередь, делятся на единицы местного самоуправления (серб. јединице локалне самоуправе): общины (серб. општине) и городские поселения (серб. градови). Белград является единой единицей местного самоуправления. Каждый округ возглавляется главой округа, который ответственен непосредственно перед правительством Сербии.
На территории автономного края Воеводина находится 7 округов — Сремский, Северно-Банатский, Южно-Банатский, Средне-Банатский, Северно-Бачский, Западно-Бачский, Южно-Бачский, в составе которых 45 единиц местного самоуправления.
На территории Косова и Метохии находится 5 округов — Косовский, Печский, Призренский, Косовско-Митровицкий, Косовско-Поморавский, в составе которых 29 единиц местного самоуправления.
На территории центральной Сербии находятся 17 округов: Борский, Браничевский, Заечарский, Златиборский, Колубарский, Мачванский, Моравичский, Нишавский, Пиротский, Подунайский, Поморавский, Пчиньский, Расинский, Рашский, Топличский, Шумадийский, Ябланичский округа, в составе которых 99 единиц местного самоуправления.
Представительные органы общин — собрания общин (серб. Скупштина општине), исполнительные — общинные советы (серб. Општинско веће).

### Города

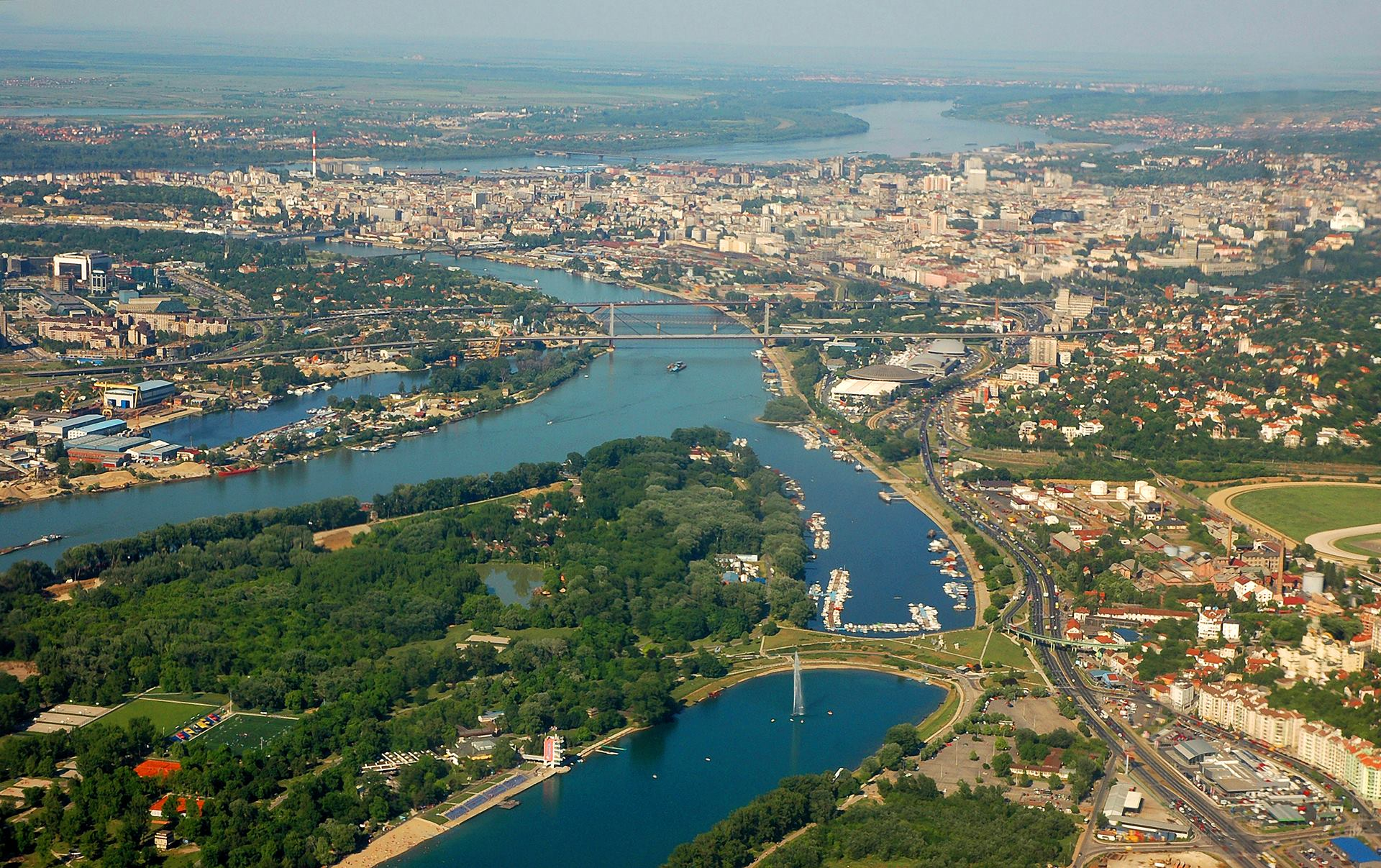
Белград

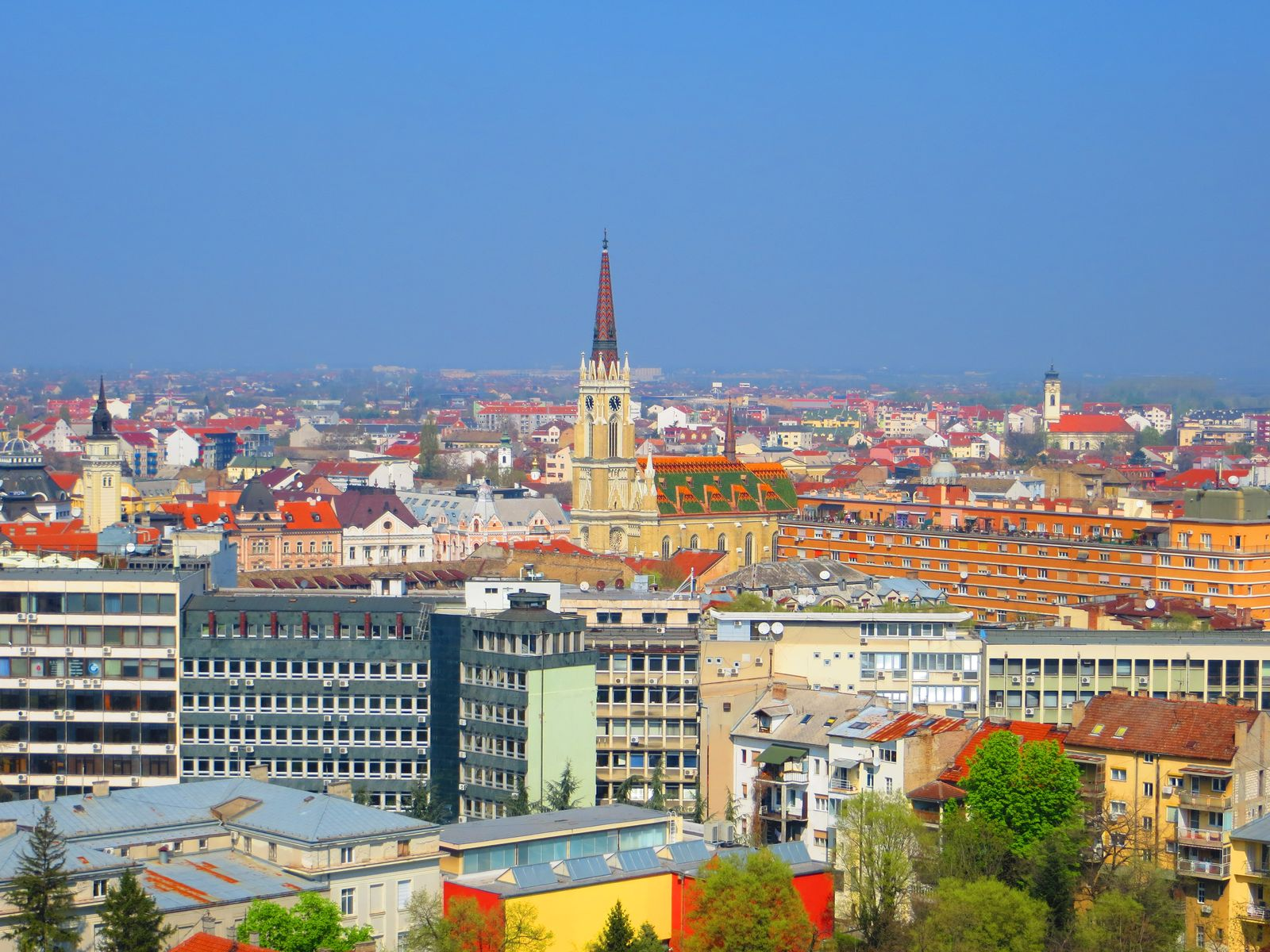
Нови-Сад

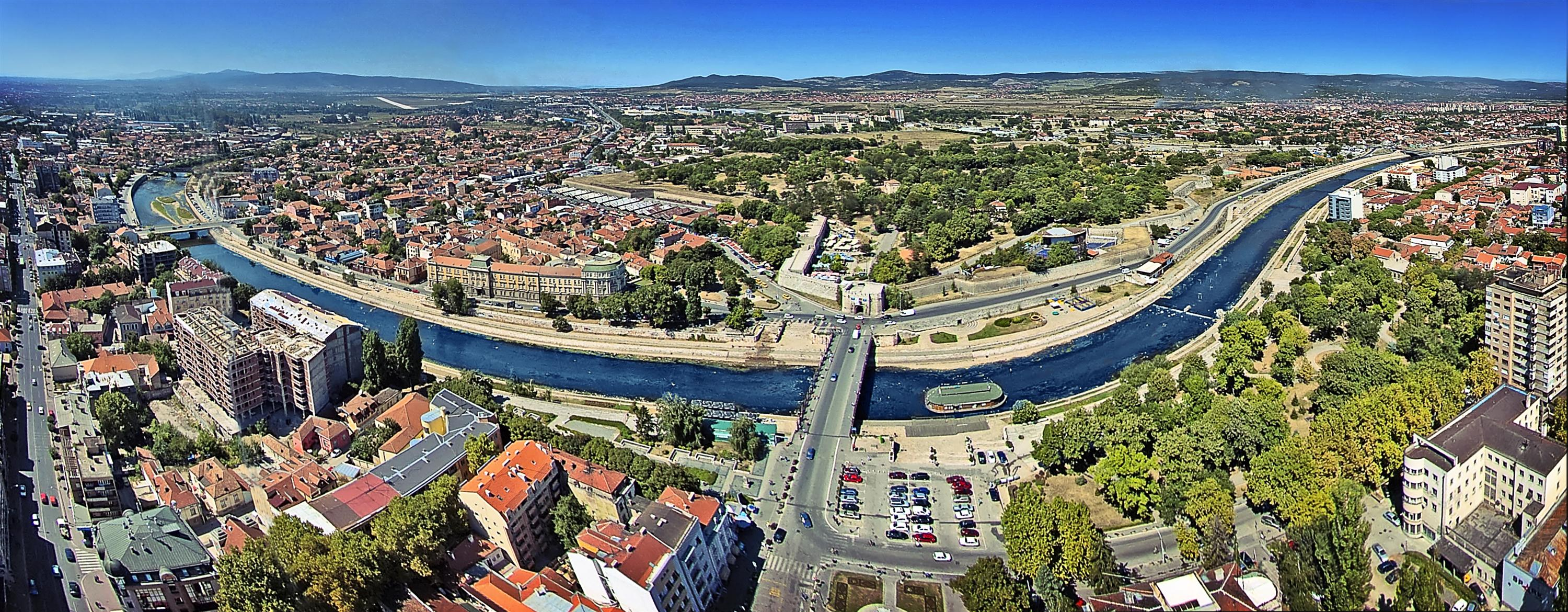
Ниш

В Сербии насчитывается 29 городов, 195 населённых пунктов городского типа и 6158 сёл и деревень. Согласно 17-й статье Закона о территориальной организации Республики Сербии, статусом города обладает населённый пункт, являющийся экономическим, административным, географическим и культурным центром определённого района и находящихся в нём других населённых пунктов. Все остальные крупные населённые пункты считаются поселениями городского типа (серб. градско насеље).
До утверждения данного закона при определении статуса города использовался административно-правовой критерий, базирующийся на данных переписей населения. Данный критерий, введённый известным демографом Милошем Мацурой, делил населённые пункты страны на три типа — сельские, смешанные и городского типа. Поселение городского типа должно было насчитывать от 2000 жителей, 90 % из которых не были заняты в сельском хозяйстве.
Официальный статус города имеют следующие населённые пункты: Белград, Бор, Валево, Вране, Вршац, Заечар, Зренянин, Кикинда, Крагуевац, Кралево, Крушевац, Лесковац, Лозница, Ниш, Нови-Пазар, Нови-Сад, Панчево, Пирот, Пожаревац, Приштина, Прокупле, Смедерево, Сомбор, Сремска-Митровица, Суботица, Ужице, Чачак, Шабац, Ягодина. Из них Белград, Крагуевац и Ниш делятся на несколько муниципалитетов, в то время как остальные города организованы как единая территория локального самоуправления. Согласно закону о территориальной организации Республики Сербии, статусом города обладает населённый пункт, являющийся экономическим, административным, географическим и культурным центром определённого района и находящихся в нём других населённых пунктов. Представительный орган города — городское собрание (скупштина града), избирается населением, исполнительные органы города — городской совет (градско веће), во главе с градоначальником (градоначелник), и состоящий из политиков, избираемый городским собранием, и городская управа (градска управа), состоящая из профессиональных чиновников, избираемые городским собранием.

## Население

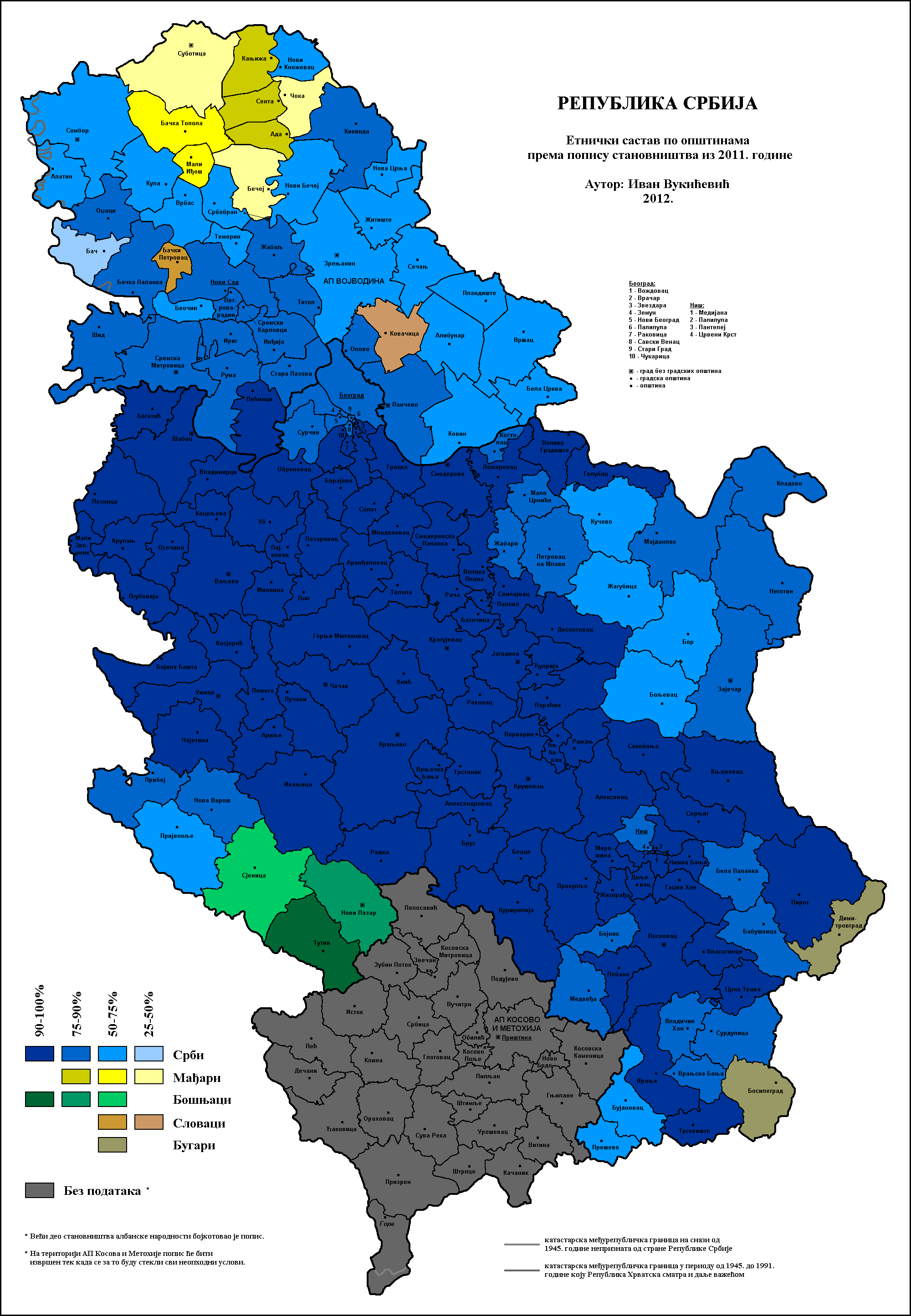
Этническая карта Сербии

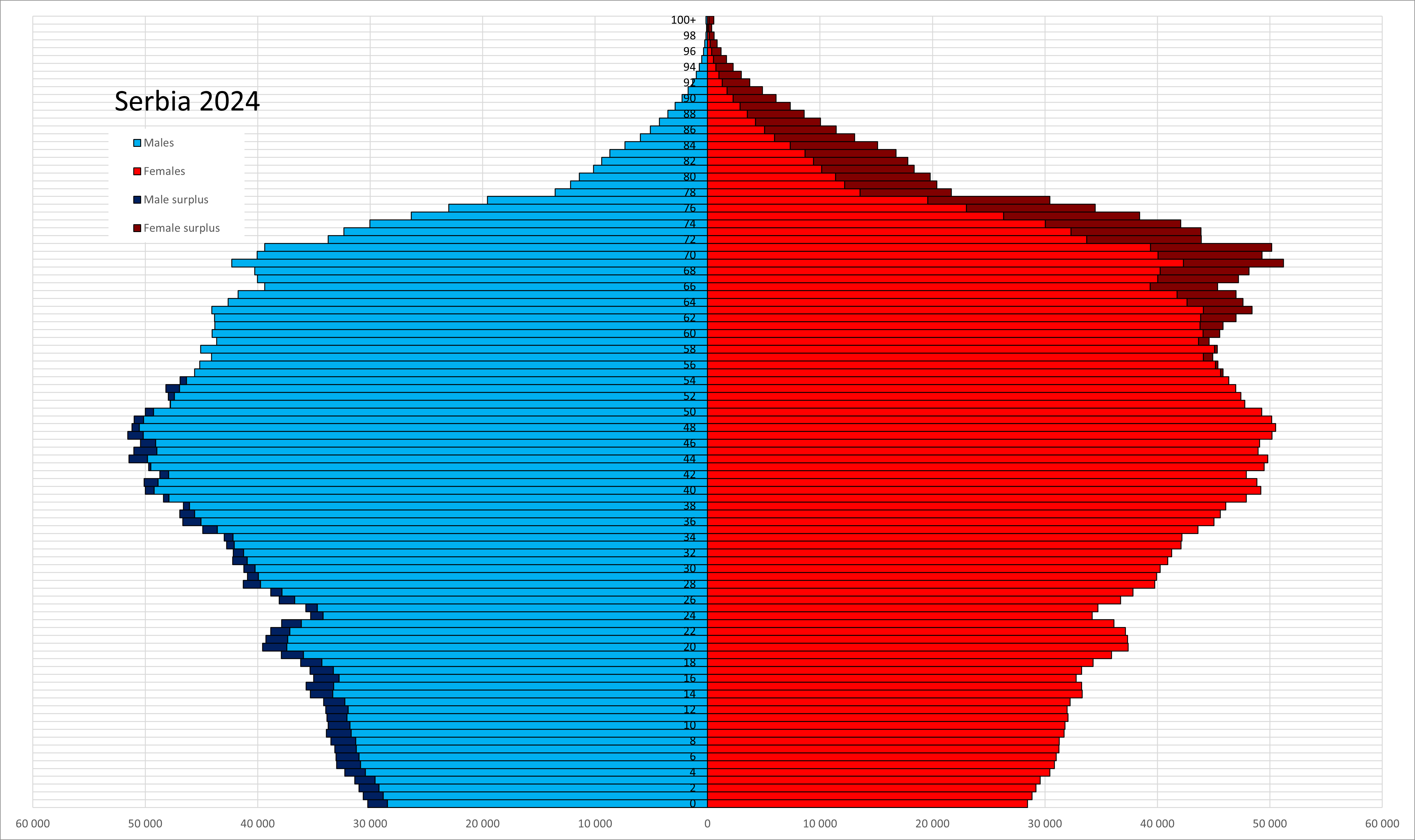
Возрастно-половая пирамида населения Сербии на 2024 год

Численность населения Сербии по итогам переписи 2022 года — 6 647 003 человека, в 2011 году же этот показатель составлял 7 186 862 человека. По регионам Сербии население на 2022 год распределяется следующим образом: Сербия-Север — 3,4 млн человек, в том числе Белградский регион 1,68 млн человек, регион Воеводина — 1,7 млн человек, Сербия-Юг — 3,2 млн человек, в том числе Шумадия и Западная Сербия — 1,8 млн человек, Южная и Восточная Сербия — 1,4 млн человек. Данные о численности населения Сербии не включают население Косова и Метохии и албанцев юга Сербии, которые бойкотировали перепись. Данные о переписей не включают население Косова и Метохии, а в 2011 году было зафиксировано падение количества участников переписи в муниципалитетах Прешево и Буяновац, вследствие бойкота переписи со стороны большинства членов албанской национальной общины.
Сербия находится в остром демографическом кризисе с начала 1990-х годов, когда смертность непрерывно превысила рождаемость (показатель смертности на 2023 год превышает показатель рождаемости — 14,7 и 9,2 соответственно). Сербия имеет один из самых негативных темпов роста населения в мире, занимая 225 место из 236 стран. Общий коэффициент фертильности 1,44 ребёнка на одну мать, что является одним из самых низких показателей в мире.
В частично признанной Республике Косово, согласно переписи, проведённой летом 2011 года, численность населения была определена в 1 739 825 человека.
По некоторым оценкам, около 500 000 человек покинули Сербию в 1990-х годах, 20 % из которых имели высшее образование. Из-за низкой рождаемости и эмиграции молодёжи страна входит в десятку стран мира с наибольшим средним возрастом населения.

### Этнический состав

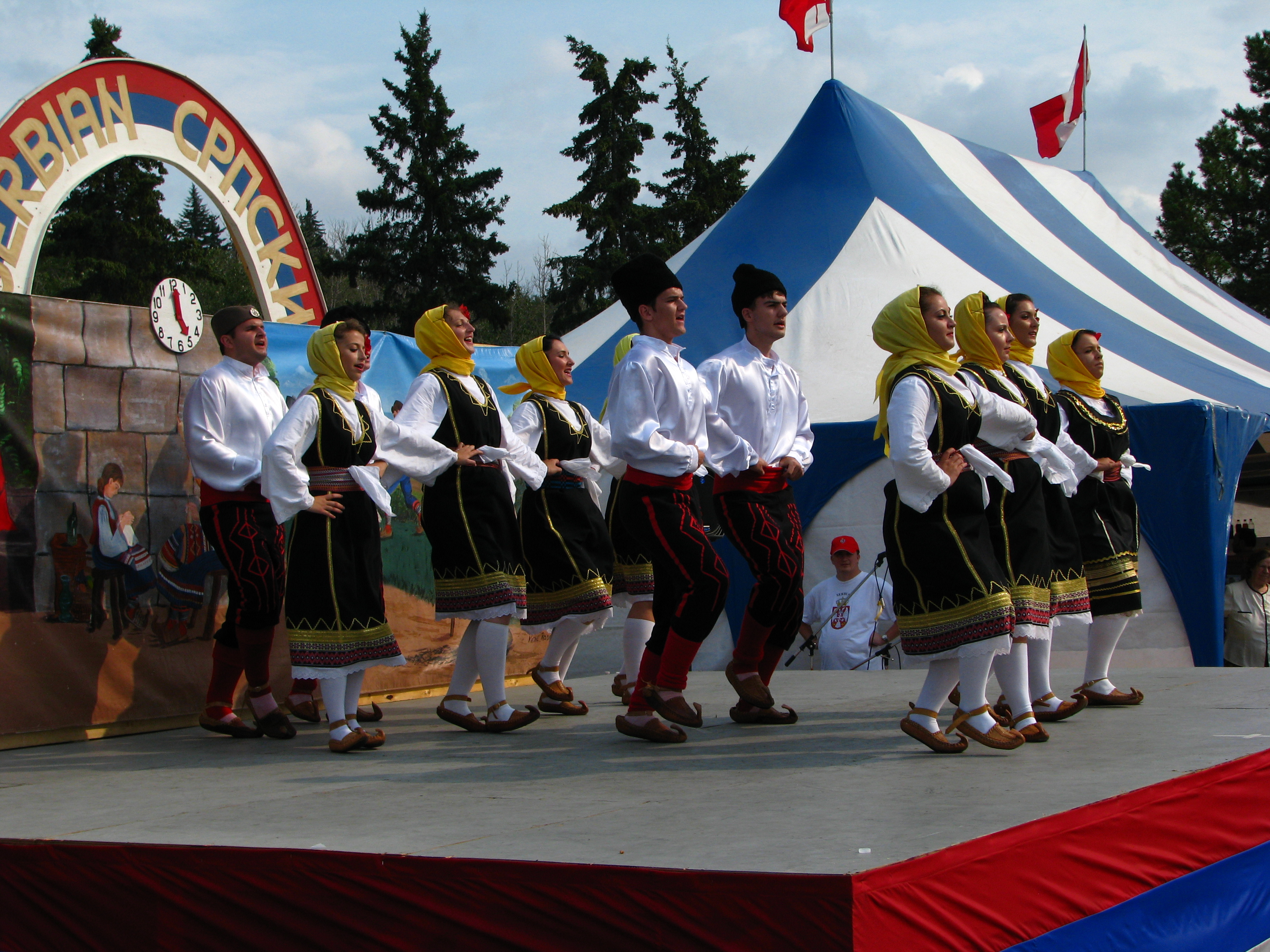
Сербы в национальных костюмах

Сербы являются крупнейшей этнической группой в Сербии, на 2022 год составляющей 80,64 % от общей численности населения, если считать без Косова и Метохии. В Воеводине проживает вторая по величине национальная группа — венгры, а также словаки, хорваты, румыны и русины. Другие меньшинства включают боснийцев, цыган, албанцев, югославов, влахов и так далее. В Сербии проживает и значительная китайская диаспора.
В 2007 году Сербия имела наибольшее число беженцев в Европе. Их доля в населении страны колебалась от 7 % до 7,5 %. Сотни тысяч беженцев в ходе распада Югославии прибыли в Сербию из Хорватии и бывшей Сербской Краины, из Боснии и Герцеговины и Косова и Метохии. Все эти переселения значительно изменили этнический состав страны.
По данным переписи населения 2011 года, в Сербии (без Косова и Метохии) проживало 1 135 393 представителя национальных меньшинств.

### Языки
Официальным языком страны является сербский на кириллице. Он имеет общегосударственный статус, при этом вне официального обихода широко используется латиница. Наравне с ним на региональном и местном уровнях также официально используются ещё 12 языков. В Скупщине Автономного края Воеводина с 2002 года, наравне с сербским, официально могут использоваться пять языков: венгерский, словацкий, хорватский, румынский и русинский. В Косове и Метохии статус регионального имеет также албанский.
Что касается местного уровня (община), то несербский язык получает там официальный статус, если доля его носителей достигает определённого показателя. Например, в Воеводине язык меньшинства получает официальный статус на всей территории общины, если представители этого меньшинства составляют не менее 15 % её населения.
В результате венгерский язык имеет официальный статус в 30 муниципалитетах Воеводины, словацкий — в 13, румынский — в 9, русинский — в 8, хорватский — в 3, чешский — в 1. В Центральной Сербии почти все общины используют только сербский язык. Только в отдельных общинах Центральной Сербии официальный статус также имеют другие языки: болгарский — в Босилеграде и Димитровграде, албанский — в трёх общинах, пограничных с Косовом, боснийский — в нескольких общинах исторической области Санджак. Кроме того, согласно ратифицированной Сербией Европейской хартии региональных языков, официальный статус получил украинский язык.

### Религия

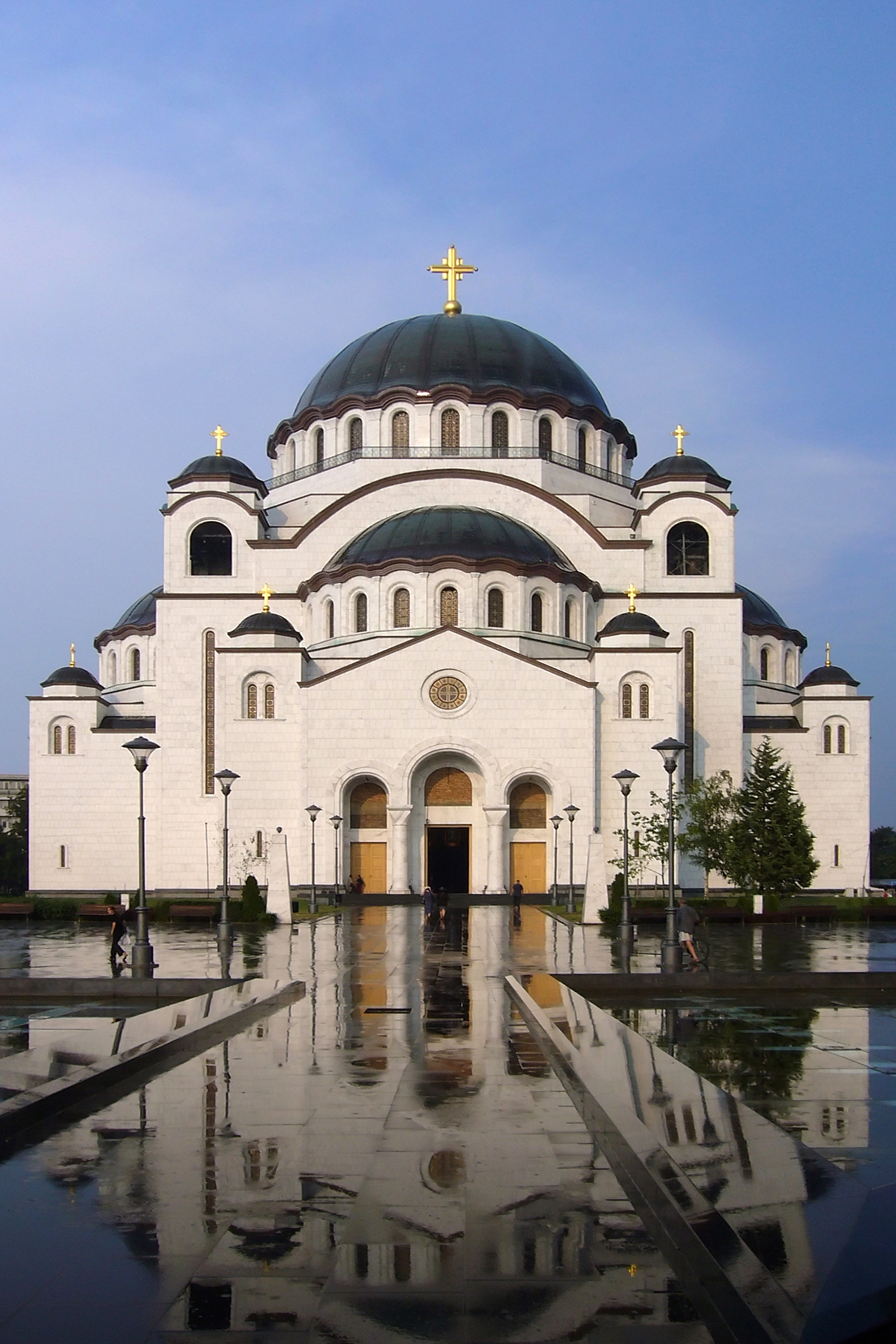
Храм Святого Саввы в Белграде

Сербия — светское государство. Конституция и законы Сербии гарантируют свободу вероисповедания. Закон 2006 года делит все религиозные организации на две категории: «традиционные церкви и религиозные объединения» (Сербская православная церковь, Римско-католическая церковь, Словацко-евангелическая церковь Аугсбургского вероисповедания, Реформатская христианская церковь, Евангелическая христианская церковь, еврейская и исламская религиозные общины) и «конфессиональные объединения» (16 организаций).
Разница состоит в том, что традиционные церкви и религиозные объединения в отличие от конфессиональных объединений имеют право на организацию религиозного образования в школах. Кроме того, закон 2006 года запретил регистрацию религиозной организации, если её название идентично названию уже зарегистрированной в реестре религиозной организации или названию той организации, что проходит регистрацию. Кроме того, существуют и другие проблемы. Например, существование двух мусульманских общин в Сербии и их напряжённые отношения между собой, вопрос национализированного в годы СФРЮ церковного имущества и спорадические нападения на представителей и объекты небольших религиозных общин. В 1945—1946 годах югославские власти национализировали бо́льшую часть имущества церквей и монастырей и конституционно отделили церковь от государства. Тогда же македонская церковь добилась независимости от Сербской православной церкви.
Согласно переписи населения 2011 года, религиозный состав населения Сербии без учёта Косова выглядит следующим образом:
- православных — 6 079 396 (84,59 % населения),
- католиков — 356 957 чел. (4,97 % населения),
- мусульман — 222 828 чел. (3,1 %),
- протестантов — 71 284 чел. (0,99 % населения).

Также среди населения Сербии есть приверженцы иудаизма, других религий и агностики. Во время переписи населения 2011 года 220 735 человек не пожелали указать какой религии придерживаются, а ещё 80 053 человека сообщили, что являются атеистами. Религиозную принадлежность 99 714 человек во время переписи установить не удалось.

### Беженцы

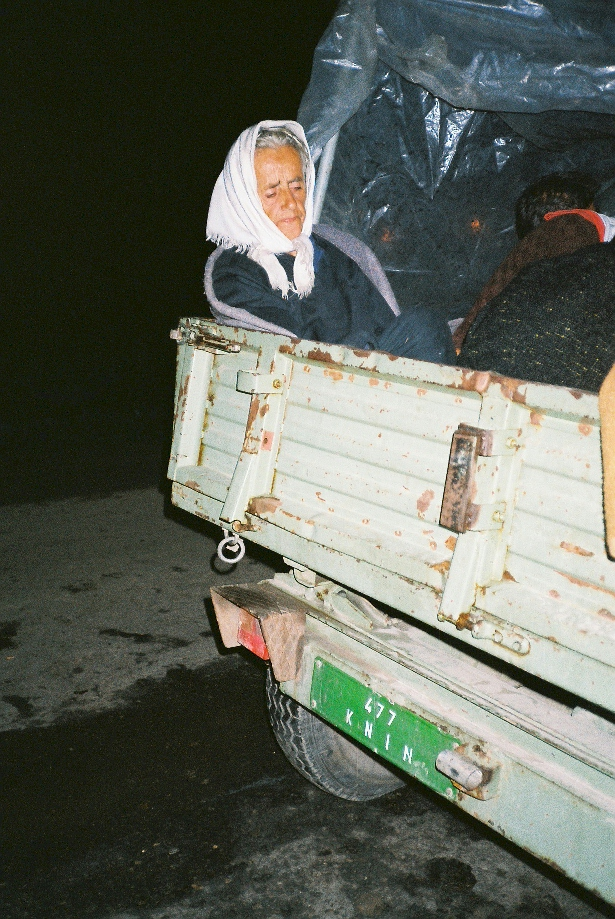
Сербская беженка из Краины

Войны в Хорватии и в Боснии и Герцеговине вызвали массовые волны беженцев сербской национальности из этих стран. В 1994 году на территории Союзной Республики Югославии находилось более 180 000 беженцев и перемещённых лиц из Хорватии. В 1995 году после уничтожения Сербской Краины от 230 000 до 250 000 сербов стали беженцами. На своей территории их приняла Союзная Республика Югославия. 12 000 человек были отправлены в Косово, 60 000 разместились в Воеводине, 180 000 осели в Центральной Сербии. При этом 25 000 из них находились в коллективных лагерях для беженцев. Приток беженцев создал в Югославии крайне напряжённую гуманитарную обстановку. Возник сложный вопрос об их статусе. Война в Боснии и Герцеговине также вызвала значительный приток сербских беженцев в Югославию.

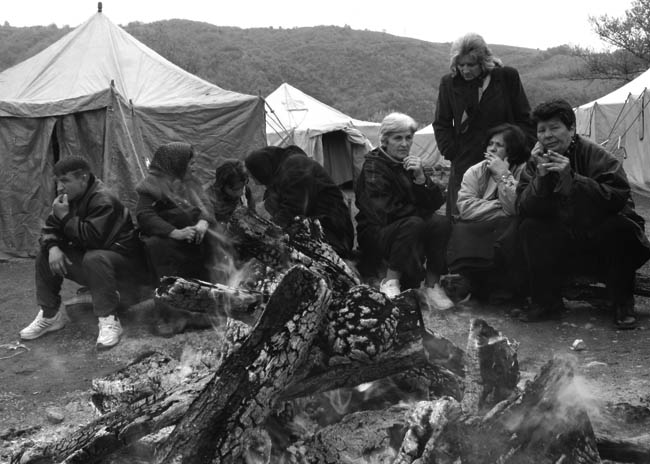
Сербские беженцы из Косова и Метохии

Действия Армии освобождения Косова и бомбардировки авиации НАТО во время Косовской войны вынудили большинство неалбанского населения покинуть Косово и Метохию. Спасаясь от бомбардировок, край также покинули до 790 000 албанцев. Большая часть из них уходила в Албанию или Македонию, но часть нашла убежище в Сербии и Черногории. В 2000 году число покинувших край на территории Югославии насчитывалось больше 200 000 человек. В 2001 году была проведена перепись беженцев. Всего в стране их насчитывалось 451 980 человек, из которых 63 % были из Хорватии, остальные — из Боснии и Герцеговины. В том же году в Сербии было 408 коллективных центров, где размещались 20 949 беженцев из Хорватии и БиГ и 9107 переселенцев из Косова и Метохии. Ещё около 10 000 находились в незарегистрированных коллективных центрах. Остальные беженцы и переселенцы арендовали жильё или разместились у родственников или друзей.
С момента прибытия на территорию Сербии многие беженцы получали гражданство или, спустя некоторое время, возвращались в Хорватию и Боснию и Герцеговину. Однако в 2012 году на территории страны было 97 000 беженцев из Хорватии и Боснии и 236 000 внутренних переселенцев с территории Косова. В 2010 году Сербия являлась первой страной в Европе с точки зрения вынужденной миграции и входила в первую пятёрку стран мира с наибольшими проблемами по вопросам беженцев. В 2011 году в стране находились 60 коллективных центров, где размещались 4700 беженцев и переселенцев.

## Здравоохранение
Система здравоохранения в Сербии организована и управляется тремя основными учреждениями: Министерством здравоохранения, Институтом общественного здравоохранения Сербии «Доктор Милан Йованович Батут» и Военно-медицинской академией. Охрана здоровья является конституционным правом. Государственная система здравоохранения Сербии основана на принципах справедливости и солидарности и организована по модели обязательного медицинского страхования. Частное медицинское обслуживание не интегрировано в государственную систему здравоохранения, но некоторые услуги могут быть включены на договорной основе.

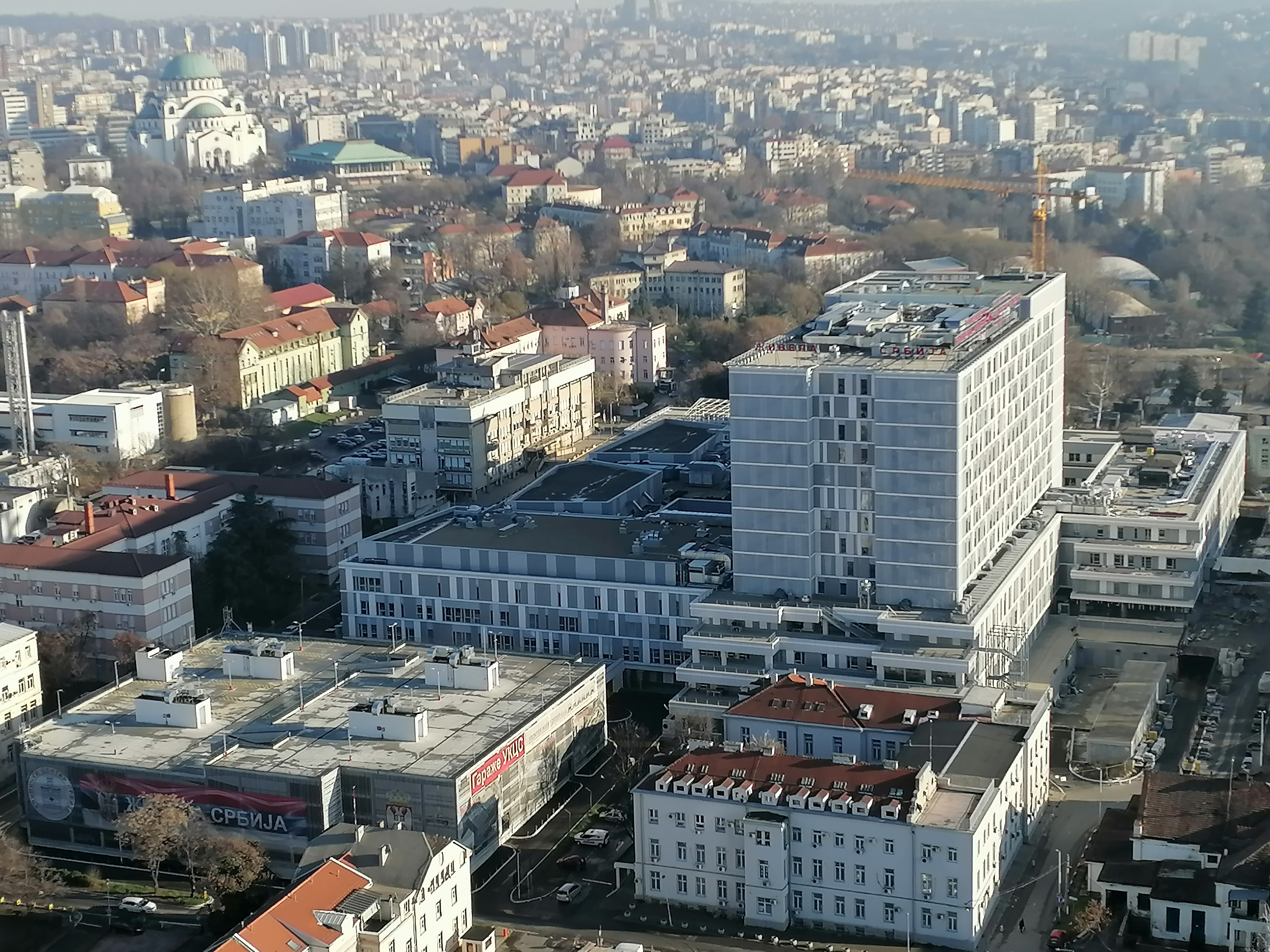
Новое крыло Университетского клинического центра Сербии, открытое в 2022 году и рассчитанное на 3150 коек

Министерство здравоохранения определяет политику в сфере здравоохранения и принимает стандарты работы службы здравоохранения. Также оно отвечает за систему здравоохранения, медицинское страхование, сохранение и улучшение здоровья граждан, медицинские осмотры, надзор за работой службы здравоохранения и другие задачи в сфере здравоохранения.
Институт общественного здравоохранения Сербии «Доктор Милан Йованович Батут» отвечает за медицинскую статистику, эпидемиологию и гигиену. Он осуществляет руководство и координацию сетью муниципальных и региональных центров общественного здравоохранения, а также отвечает за сбор данных о состоянии здоровья граждан и работе медицинских учреждений. Республиканский институт медицинского страхования финансирует функционирование здравоохранения на всех уровнях, ответственен за обеспечение и реализацию обязательного и добровольного медицинского страхования.
Одним из важнейших медицинских учреждений Сербии является Военно-медицинская академия в Белграде. Ежегодно она обслуживает около 30 000 пациентов (застрахованных военных и гражданских лиц); также в академии ежегодно проводится около 30 000 хирургических вмешательств и более 500 000 обследований у специалистов.
Университетский клинический центр Сербии, главный медицинский центр Белграда и страны в целом, располагается в Белграде на территории площадью около 40 га и состоит из 50 зданий, а также имеет 3150 коек.
К другим важным медицинским учреждениям относятся: Клинический больничный центр доктора Драгиши Мишовича — Дедине, Институт сердечно-сосудистых заболеваний Дедине, Клинический центр Крагуеваца, Клинический центр Ниша, Клинический центр Воеводины и другие.

## Экономика и финансы

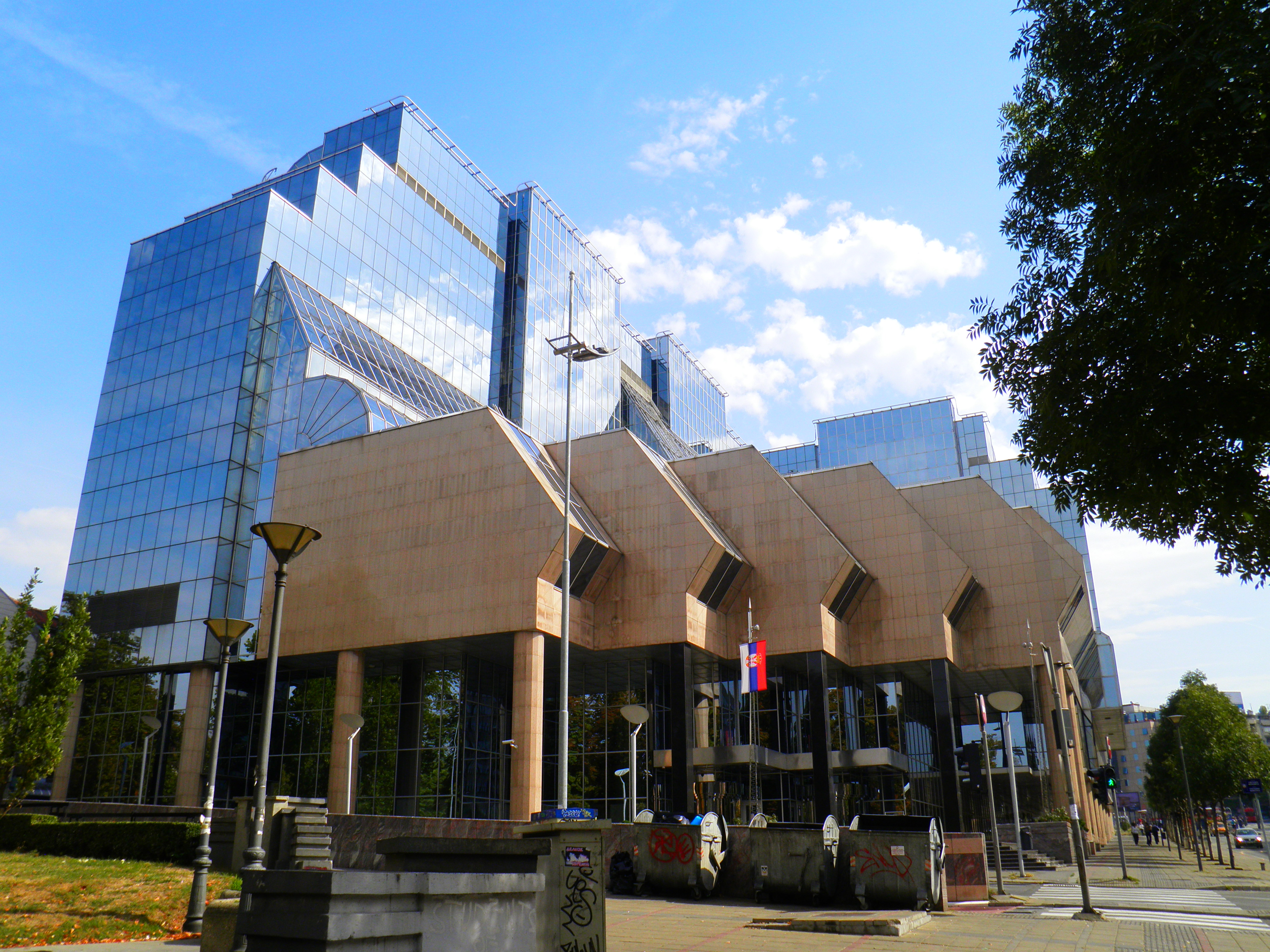
Национальный банк Сербии

Сербия имеет развивающуюся рыночную экономику с уровнем дохода выше среднего. Преимуществом экономики Сербии является то, что в 2000—2001 гг. возобновилась иностранная финансовая помощь и инвестиции; экономический потенциал Дуная. К слабым сторонам относятся тяжёлые последствия санкций ООН и бомбардировок НАТО в 1999 году; малый резерв твёрдой валюты; отток квалифицированных специалистов; коррупция.
Экономика Сербии является переходной. Несмотря на доминирование рыночного сектора, до сих пор большую долю в экономике составляет государственный сектор. Экономика опирается на производство и экспорт и во многом зависит от крупных иностранных инвестиций. Значительную долю экономики составляют сельское хозяйство, промышленность и сфера услуг. На рубеже 80—90 годов XX века состояние было благоприятным. Распад Югославии, утрата торговых связей с СЭВ и внутри бывшей Югославии, длительный период международных экономических санкций, бомбардировки силами НАТО в 1999 году отбросили экономику на уровень 1945 года.
Сербия провела определённую либерализацию торговли, реструктуризации предприятий и приватизацию, однако многие крупные предприятия, в том числе в электроэнергетике, телекоммуникационные компании, газовая компания, национальный авиаперевозчик и другие остаются в собственности государства. Структурные экономические реформы, необходимые для обеспечения долгосрочного процветания страны, во многом зашли в тупик после начала мирового финансового кризиса. Сербия, однако, постепенно восстанавливается от его последствий. Экономический рост в 2011 году составил 2,0 %, после скромного 1,0 % роста в 2010 году и сокращения на 3,5 % в 2009 году. В 2010 году правительство Цветковича приняло план экономического развития, который предусматривает четырёхкратное увеличение экспорта в течение десяти лет и значительные вложения в базовую инфраструктуру.
Серьёзными проблемами сербской экономики являются неэффективность судебной системы, высокий уровень коррупции и старение населения. В то же время есть и благоприятные условия для экономического роста — стратегическое расположение, относительно недорогая и квалифицированная рабочая сила, соглашения о свободной торговле с Евросоюзом, Россией и Турцией, а также благоприятные инвестиционные условия. По состоянию на декабрь 2023 года средний размер оплаты труда в Сербии составляет 130 405 дин. (1114 €, брутто) и 95 093 дин. (812 €, нетто) в месяц. С 1 января 2023 года минимальный размер оплаты труда (брутто) составляет от 49 399,14 дин. (420,79 €) до 57 273,61 дин. (487,87 €) в зависимости от месяца. С 1 января 2023 года минимальный размер оплаты труда (нетто) составляет от 36 800,00 дин. (313,47 €) до 42 320,00 дин. (360,49 €). С 1 января 2024 года минимальный размер оплаты труда (брутто) составляет от 58 288,16 дин. (€487,87) до 67 566,33 дин. (€576.63) в зависимости от месяца. С 1 января 2024 года минимальный размер оплаты труда (нетто) составляет от 43 360,00 дин. (405,15 €) до 49 864,00 дин. (465,92 €). С 1 января 2025 года минимальный размер оплаты труда (брутто) составляет от 66 244,94 дин. (€566,06) до 76 789,82 дин. (€656,17) в зависимости от месяца. С 1 января 2025 года минимальный размер оплаты труда (нетто) составляет от 49 280,00 дин. (421,10 €) до 56 672,00 дин. (484,26 €).
Валюта Сербии — сербский динар. 1 сербский динар равен 100 парам. В Косове и Метохии, на территории, контролируемой албанскими властями Республики Косово, употребляется евро.

### Туризм

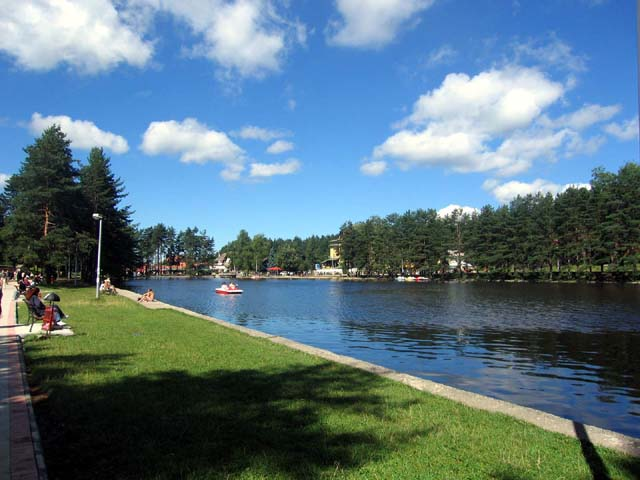
Златибор

Несмотря на международные санкции и боевые действия на территории бывшей Югославии, туризм в Сербии динамично развивался. В период с 1990 по 2000 гг. он вырос на 50 %, а общие доходы на 80 %. Это стимулировало дальнейшее расширение туристической отрасли и поиск инвестиций за рубежом.

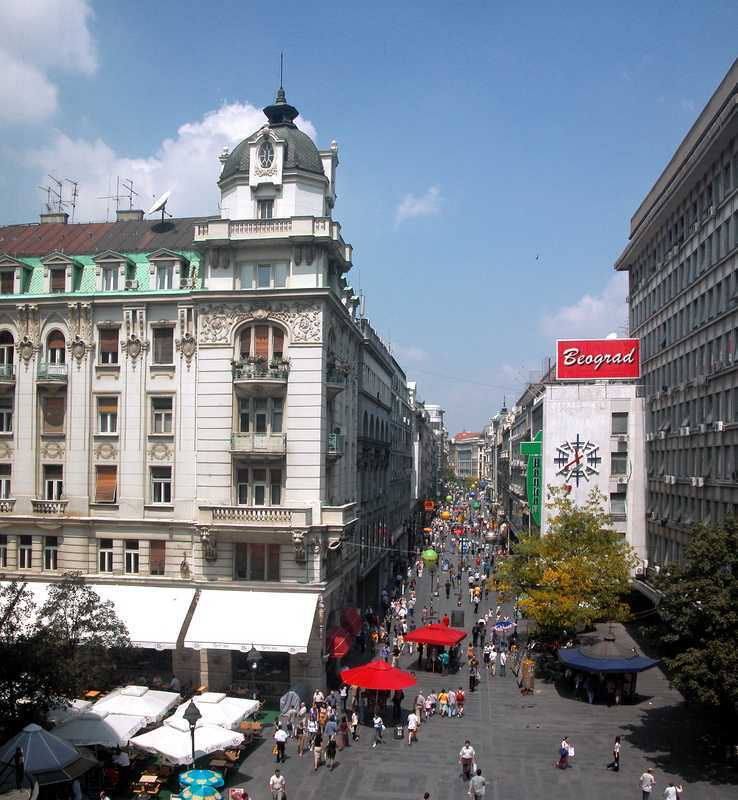
Улица Князя Михаила в Белграде

Современная стратегия развития туризма в Сербии предусматривает избирательный подход. Прежде всего, как наиболее перспективный она выделяет сельский туризм, в рамках которого существуют туристические деревни в горах. Они, в свою очередь, предлагают здоровую и экологически чистую пищу, активный отдых на природе, этно-сёла и т. д.
С 2000 года в туристической сфере в Сербии начался новый этап, характеризующийся увеличением потока туристов, как внутренних, так и из-за рубежа. Особенностью Сербии является сравнительно малое число граждан, выезжающих с туристическими целями за рубеж. Например, в 2012 году выездной турпоток Сербии составил 631 тыс. человек. По европейским меркам это очень мало. Например, в Словакии, стране с меньшим населением, в 2012 году выездной турпоток составил 3017 тыс. человек.

### Транспорт
Сербскому транспорту нанесли значительный ущерб международные санкции против Югославии и натовские бомбардировки страны в 1999 году. Однако он достаточно быстро восстановился через несколько лет, сказались потребности экономики.
Транспортная инфраструктура представлена развитым автодорожным, железнодорожным, воздушным и речным транспортом.
Прямое железнодорожное сообщение с Боснией и Герцеговиной, Хорватией, Венгрией, Румынией, Болгарией, Северной Македонией и Черногорией. Косвенное с Италией, Грецией, Турцией, Германией, Швейцарией, Словенией, Россией, Австрией, Албанией и Украиной. Модернизация железных дорог вошла в число приоритетов сербского правительства. Для этих целей страна взяла несколько кредитов. Часть средств была потрачена на обновление парка поездов.
Наиболее значимыми автомагистралями считаются: E65 (Биело-Поле — Скопье), E70 (Славонски-Брод — Тимишоара), E75 (Суботица — Куманово), E662 (Суботица — Осиек), E761 (Сараево — Заечар), E763 (Белград — Биело Поле), E771, E885 (из Албании до Приштины). Также в стране существуют и другие крупные дороги: A1 (Батровци — Сремска Митровица — Белград — Ниш — Лесковац), A2 (Белград — Ниш), A3 (Ниш — Пирот — граница с Болгарией). В настоящее время строятся несколько современных автомагистралей. Планируется также расширение и обновление уже существующих. В сербском правительстве неоднократно заявляли, что развитая инфраструктура являлась одним из приоритетов деятельности кабинета министров Мирко Цветковича.
В стране существует и водный транспорт, осуществляющий перевозки, главным образом, по рекам Дунай и Сава. Порты на Дунае: Белград, Нови-Сад, Панчево, Смедерево. Порты на Саве: Шабац.
Столичный регион обладает развитым авиасообщением. Основной и крупнейший аэропорт страны — Международный аэропорт «Никола Тесла Белград». Крупнейшая национальная авиакомпания — Air Serbia.
По состоянию на 2010 год в Сербии зарегистрировано 1 567 113 автомобилей, 38 229 мотоциклов, 8034 автобусов, 162 799 грузовиков, 23 552 специальных транспортных средств (данные 2009 года), 239 295 тракторов и 99 025 прицепов.

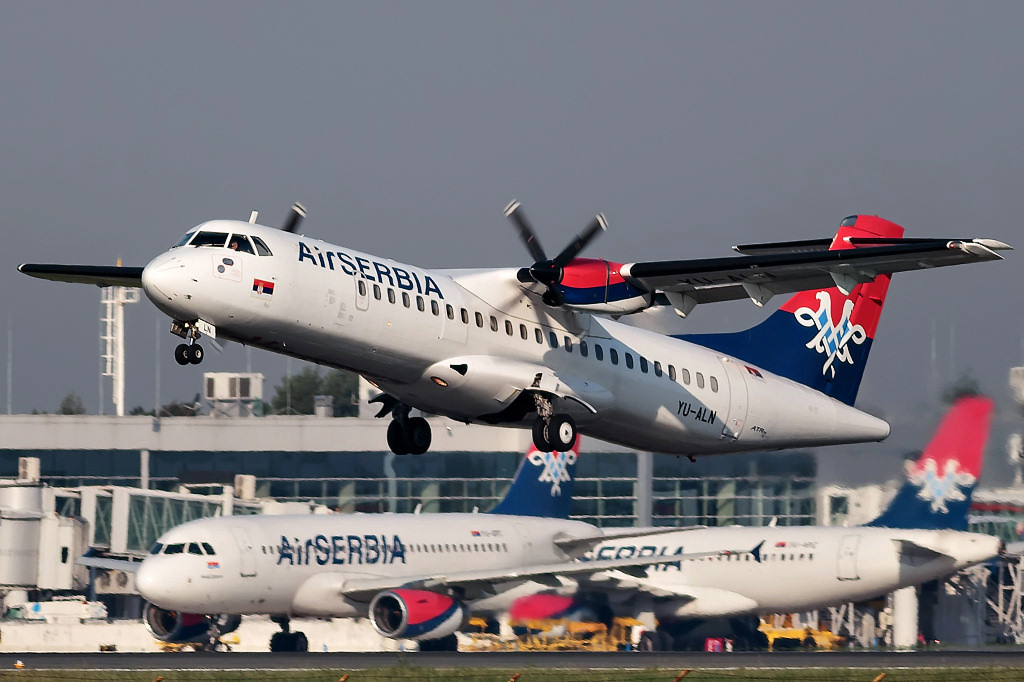
Аэропорт «Никола Тесла»
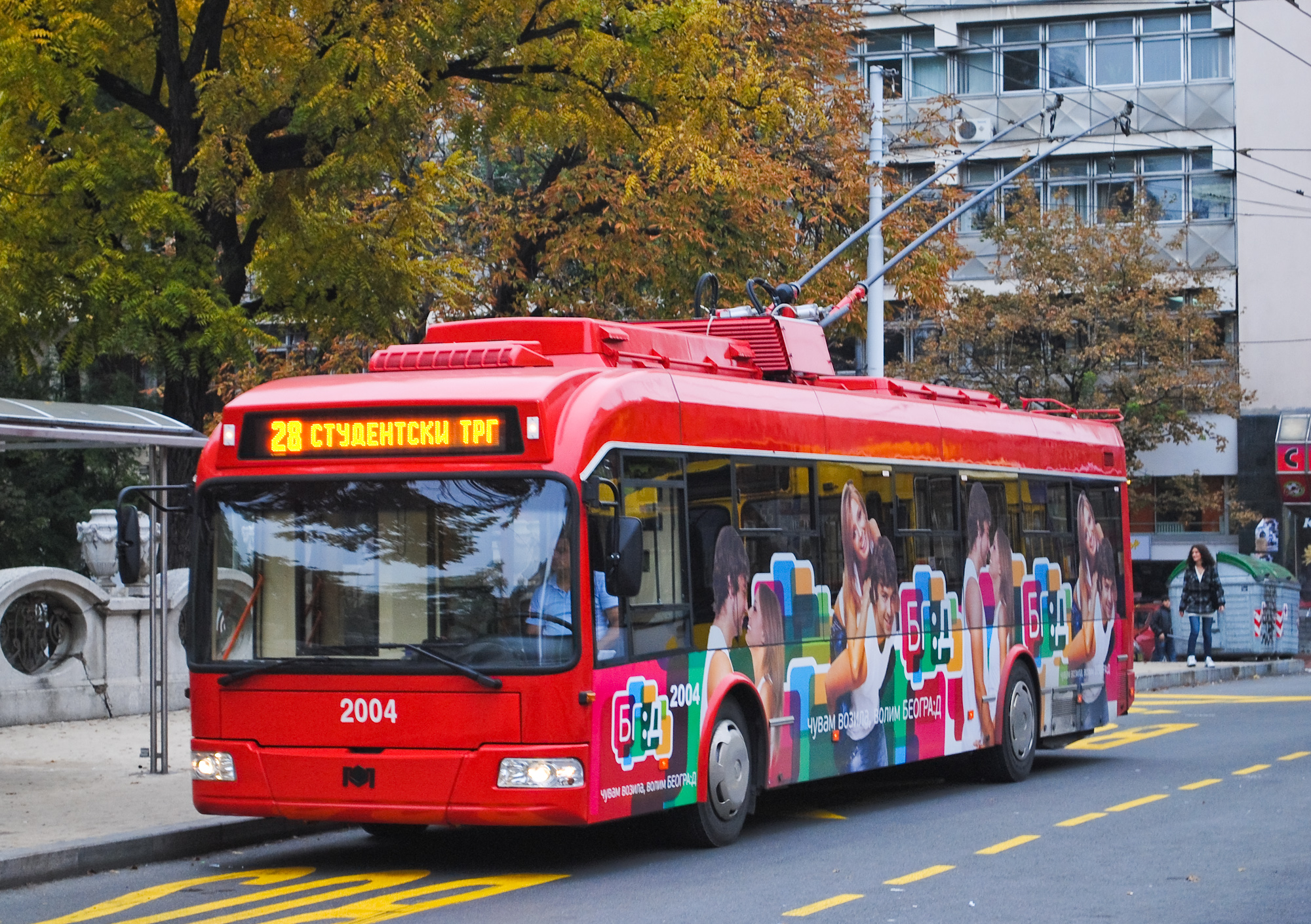
Белградский троллейбус
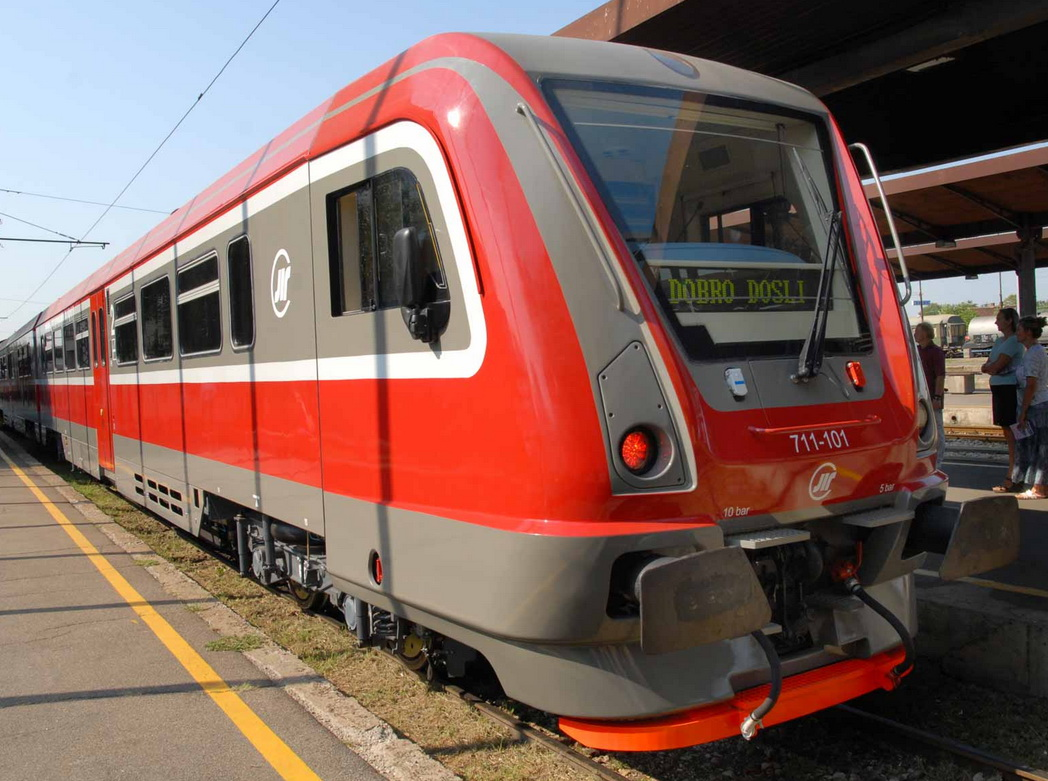
Новый сербский поезд
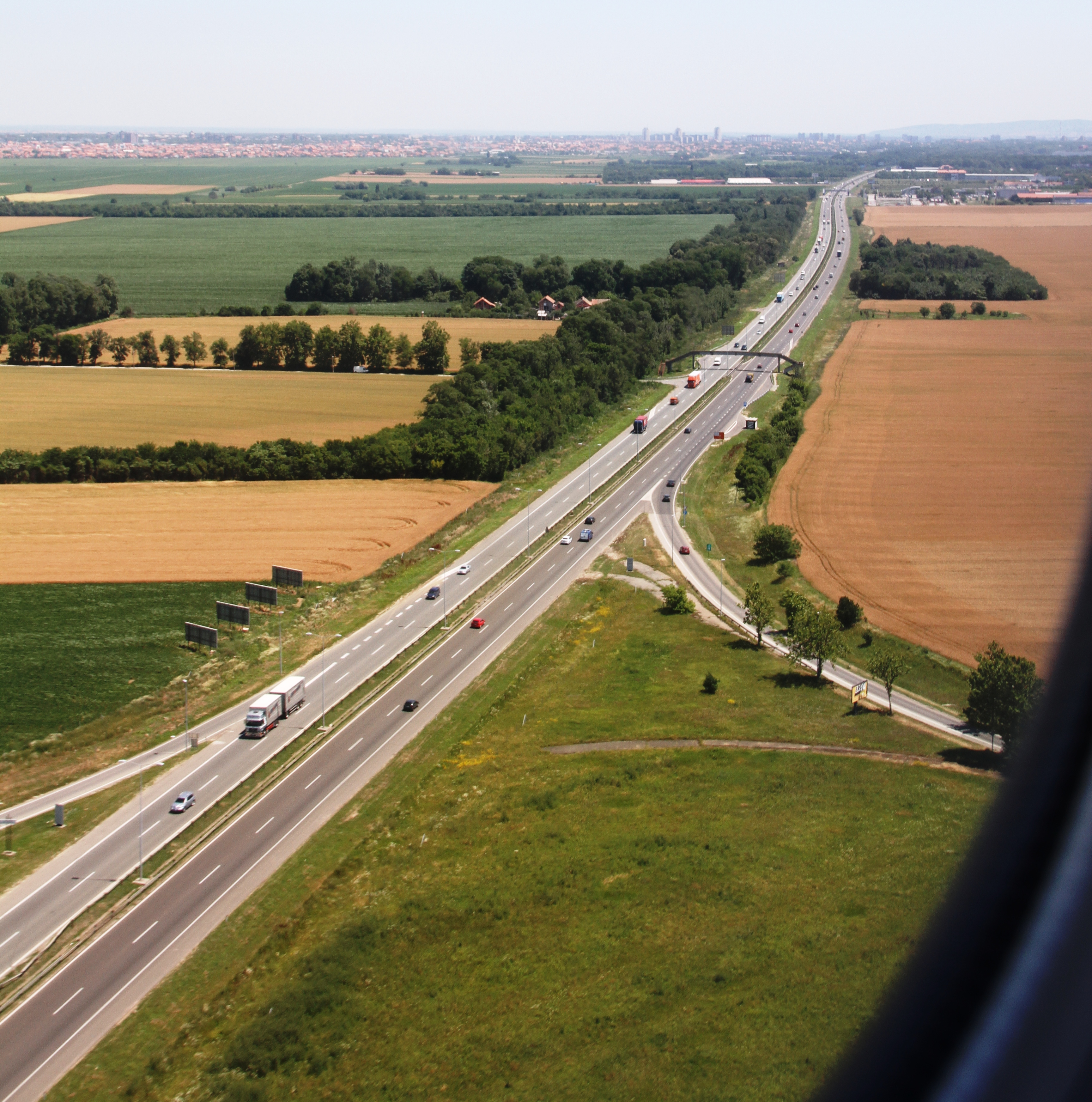
Магистраль E75
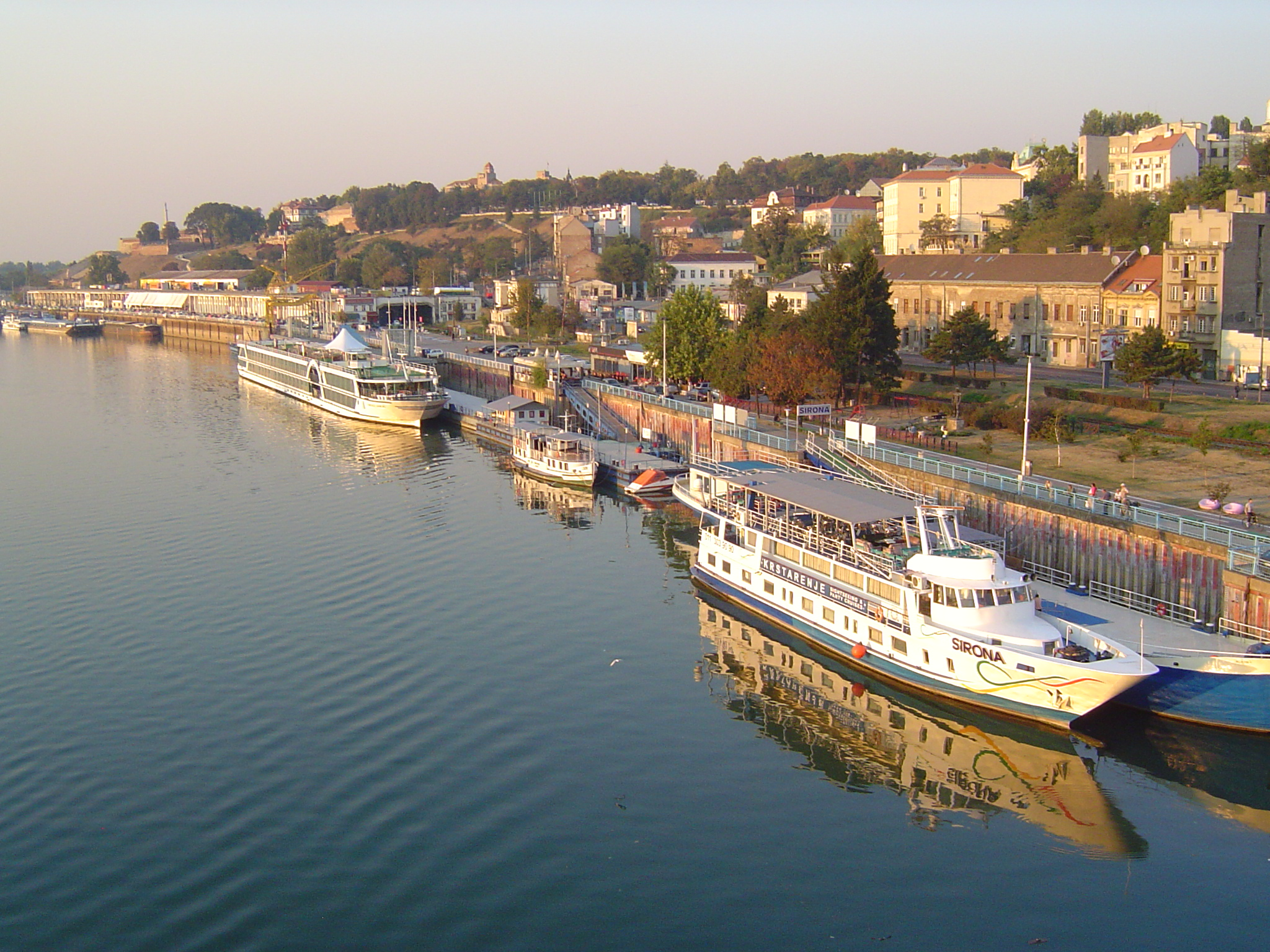
Пристань на Саве в Белграде

### Промышленность
В стране имеются предприятия автомобильной, химической, электронной, текстильной, пищевой, деревообрабатывающей промышленности, а также машиностроения.

### Энергетика

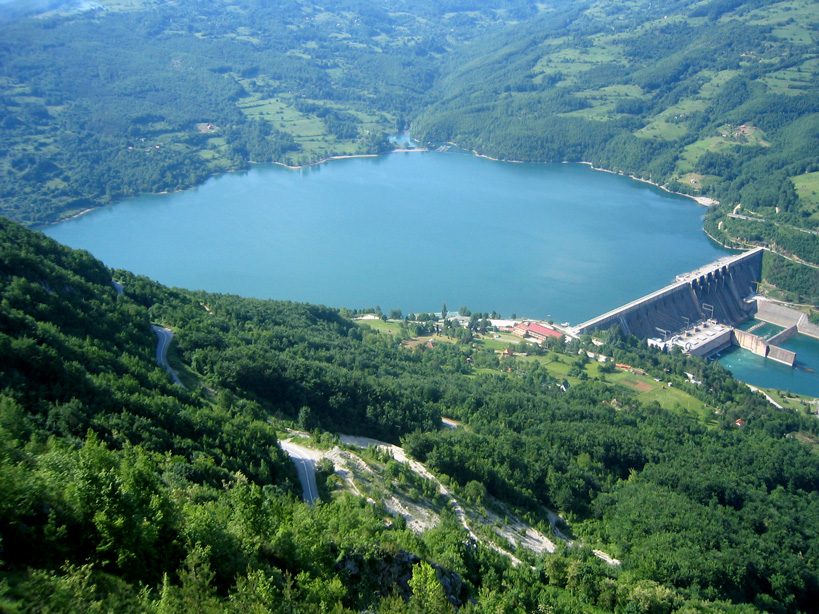
ГЭС в Байина-Башта

Большая часть энергии в Сербии производится на ТЭЦ и ГЭС (около 25,4 %). ТЭЦ в Сербии работают на угле. Крупнейшая из них — ТЭЦ «Никола Тесла» с 14 блоками, основная часть которых находится близ города Обреновац к юго-западу от Белграда. Данная ТЭЦ составляет треть от всего потенциала «Электроэнергетики Сербии» и является крупнейшей в Юго-Восточной Европе.
Главным производителем нефти и газа является «Нефтяная Индустрия Сербии», большая часть акций которой принадлежит российскому ОАО «Газпром нефть». «НИС» и «Газпром нефть» вместе с правительством Сербии планировали строительство сербского участка газопровода «Южный поток». Однако позднее проект газопровода был закрыт. Совместными усилиями российских и сербских компаний было создано газохранилище «Банатский двор», расположенное в 60 километрах к северо-востоку от Нови-Сада. Оно стало одним из крупнейших объектов хранения газа в Юго-Восточной Европе.
Согласно пункту 267 Уголовного кодекса Сербии, на её территории запрещено строительство атомных электростанций. Сербия стала шестой страной в мире, удалившей со своей территории обогащённый уран.

### Сельское хозяйство

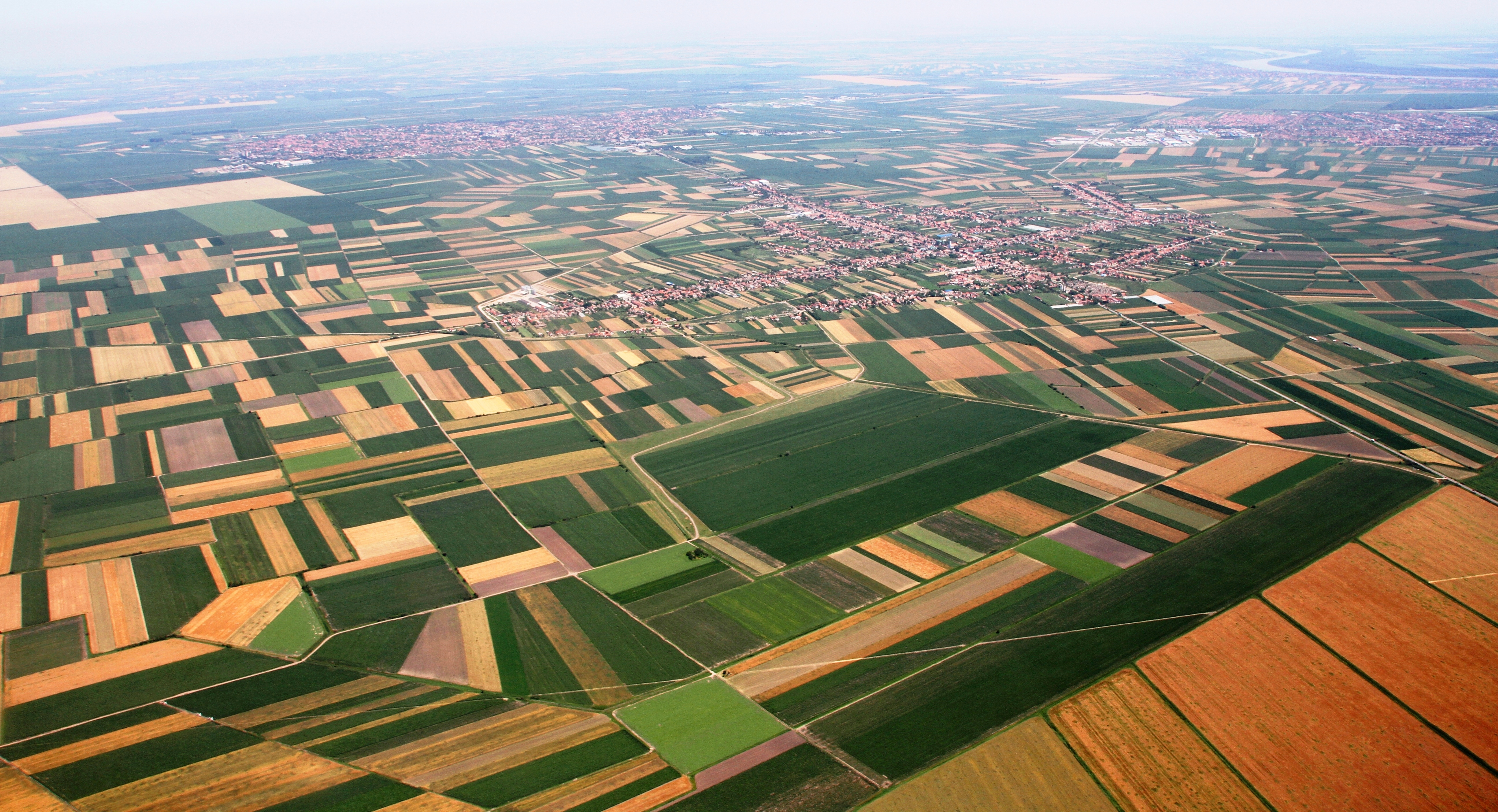
Более 60 % территории Сербии занимают пашни

Сельское хозяйство является важной частью сербской экономики с годовым потенциалом экспорта в 12 млрд. евро. Общая площадь сельскохозяйственных угодий превышает 6,12 млн гектаров. Сельскохозяйственное производство в наибольшей степени налажено в северной Сербии на плодородной Среднедунайской низменности и в южных долинах, прилегающих к рекам Сава, Дунай и Морава. Резкое сокращение масштабов сельскохозяйственной деятельности наблюдается начиная с 1948 года, когда почти три четверти населения страны были заняты в сельском хозяйстве, в настоящее же время ― лишь одна четверть.
Сербия производит различные сельскохозяйственные продукты: в основном это крупы, фрукты и овощи. Всё это составляет значительную часть ВВП и экспорта. Страна занимает второе место в мире по выращиванию малины (84 299 метрических тонн, первое место занимает Россия) и сливы (146 776 метрических тонн, первое место занимает Китай). Страна также является крупным производителем кукурузы (6 158 120 метрических тонн, 32-е место в мире) и пшеницы (2 095 400 метрических тонн, 35-е место в мире). Выращивание сахарной свёклы (2 299 770 метрических тонн) и семян подсолнечника (454 282 метрических тонн) удовлетворяет внутренний спрос на сахар и растительное масло, излишки отправляются на экспорт: поставляется около 180 000 тонн сахара в Европейский союз.

### Валюта
Национальная валюта Сербии — сербский динар. 1 сербский динар формально равен 100 парам, монеты или банкноты, номинированные в парах, в настоящее время не выпускаются. Существуют монеты достоинством 1, 2, 5, 10 и 20 динаров; банкноты — 10, 20, 50, 100, 200, 500, 1000, 2000 и 5000 динаров.
Оформление сербских динаров идентично оформлению Югославских динаров образца 2000—2002 года. В настоящее время в Сербии используется режим плавающего валютного курса. Критерием эффективности курсовой политики (курсовой якорь) выступают показатели инфляции.

### Внешняя торговля
Основными внешнеторговыми партнёрами Сербии по состоянию на 2014 год являлись Евросоюз и Россия. Объём внешней торговли на 2014 год — 35 452 млн долларов. Географическое распределение внешней торговли Сербии (на 2014 год):
- Страны ЕС — 64 % (22 592 млн долларов);
- Россия — 9,5 % (3369 млн долларов);
- Китай — 4,4 % (1575 млн долларов);
- Турция — 2,3 % (821 млн долларов);
- Страны Америки — 2,5 % (872 млн долларов);
- Страны Африки — 0,9 % (309 млн долларов).

## Связь

### Телефонная связь
Фиксированную телефонную связь на территории страны (включая Косово как минимум севернее Ибра) обеспечивает компания Телеком Србија. Её подразделение mt: s (Mobilna telefonija Srbije, ничего общего с российской компанией МТС не имеющая) отвечает за мобильную связь наряду с норвежским оператором Telenor и словацким Vip. Телефонный код — +381.

### Почта

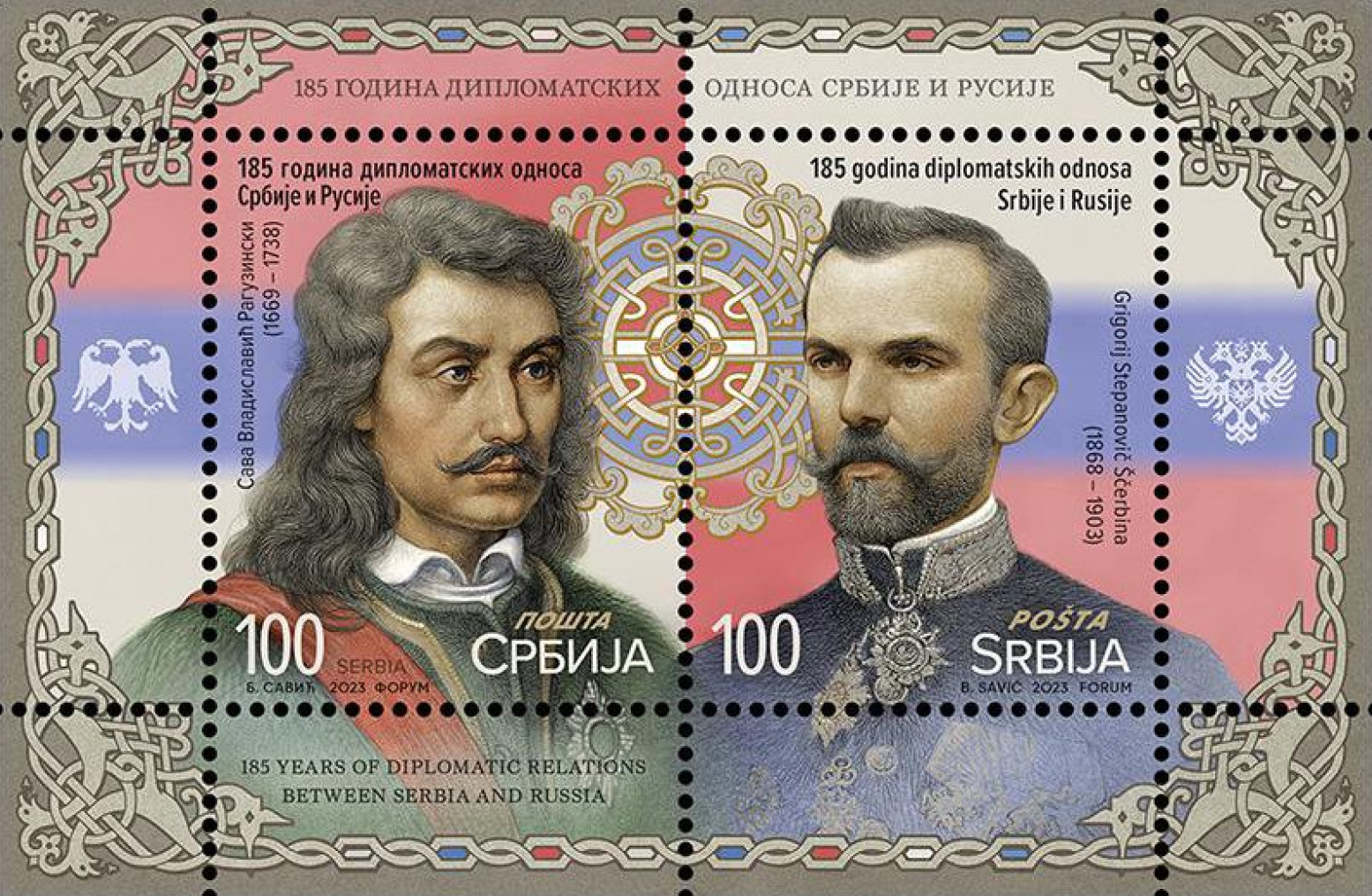
Почтовый блок Сербии, приуроченный к 185-летию установления дипломатических отношений между Россией и Сербией. Почта Сербии, 2023

Общественная почтовая пересылка была введена в Сербии в 1840 году. Первая почтовая марка была напечатана в 1866 году. В 1874 году совместно с 21 другой страной был основан Всемирный почтовый союз. В настоящее время почтовые функции выполняет Почта Сербии. Она была основана в 1990 году как государственное предприятие связи Srbija и в настоящее время является крупнейшей инфраструктурной и логистической сетью в стране.

### Интернет
Dial-up был единственным способом получить доступ к интернету до начала 2000-х годов, когда несколько провайдеров начали предоставлять беспроводной доступ через нелицензированное оборудование. Необходимое для доступа оборудование было слишком дорого для большинства людей (около 200 евро), поэтому данный способ подключения стал популярен только в некоторых городских районах. Ситуация изменилась лишь в 2002 году, когда Serbia Broadband предложил абонентам доступ к кабельному интернету со скоростью 128 кбит/с. Не ранее, чем в 2005 году Telekom Srbija предложил услуги ADSL доступа.
В Сербии услуги доступа к сети Интернет предоставляют несколько компаний. Национальный TLD Сербии — .rs. В 2010 году количество пользователей Интернета на 100 жителей составило 40 человек. Согласно исследованиям, проведённым в 2011 году, регулярный доступ в Интернет есть у двух миллионов жителей страны, 99,5 % студентов и 99 % фирм.

## Наука и образование

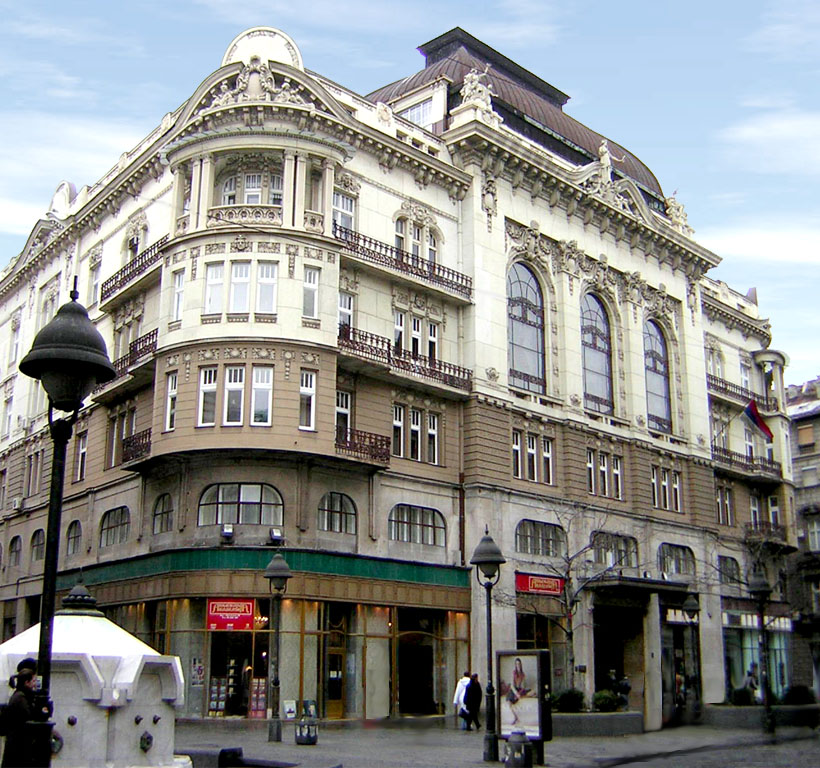
Сербская академия наук и искусств

Образование в Сербии регулируется Министерством науки и образования. Процесс образования начинается либо в дошкольных учреждениях, либо в начальных школах. Дети поступают в начальную школу в возрасте семи лет и учатся там в течение восьми лет. После этого есть возможность либо посещать школу в течение ещё четырёх лет, либо учиться в специальной школе от 2 до 4 лет или поступить в профессионально-техническую школу для обучения сроком от 2 до 3 лет. После окончания средней школы или специальной школы учащиеся могут поступать в университеты.
Крупнейшие университеты Сербии:
- Белградский университет
- Крагуевацкий университет
- Нишский университет
- Нови-Садский университет
- Приштинский университет
- Нови-Пазарский университет

Белградский университет является старейшим и в настоящее время самым крупным университетом в Сербии. Основанный в 1808 году, он имеет 31 факультет и с момента создания подготовил около 330 000 выпускников. Также значительным числом преподавателей и выпускников обладают Новисадский (основан в 1960 году), Крагуевацкий (основан в 1976 году) и Нишский (основана в 1965 году) университеты.
Согласно закону, образование является общедоступным на равных условиях. Представители национальных меньшинств имеют право на образование на родном языке.
Условия для развития науки и образования в Сербии не существует во время Османского владычества. Первая попытка национального образования было Большой школой в 1808 году, поддержала сербов в Австрии. Только в период 1835—1878 приводит к институционализации образования. Большая школа была открыта в 1863 году и был преобразован в университет. Учреждение Национальный музей в 1844 году и Общество сербских Письма 1841 году, которая превратилась в Сербской академии наук и искусств, условия для организованной практике преподавания.
Многие молодые и талантливые сербы в этот период образование за рубежом за счёт государства, чтобы получить экспертов для дальнейшего развития. В Австрии, сербы организовали сербское Матица в 1826 году, а также своё культурное учреждение. Позднее он переехал свою штаб-квартиру из Будапешта в Нови-Сад. Ситуация в Австрии были намного более благоприятными для развития сербского образования и науки.
Известные учёные из Сербии: натуралист Йосиф Панчич, географ Йован Цвийч, математик Михайло Петрович, астроном Милютин Миланкович, химик Павле Савич. Кроме того, некоторые сербские учёные работали находясь в иммиграции и получили мировое признание в других странах: физик Михайло Пупин (США) и изобретатель Никола Тесла (США).

### Литература

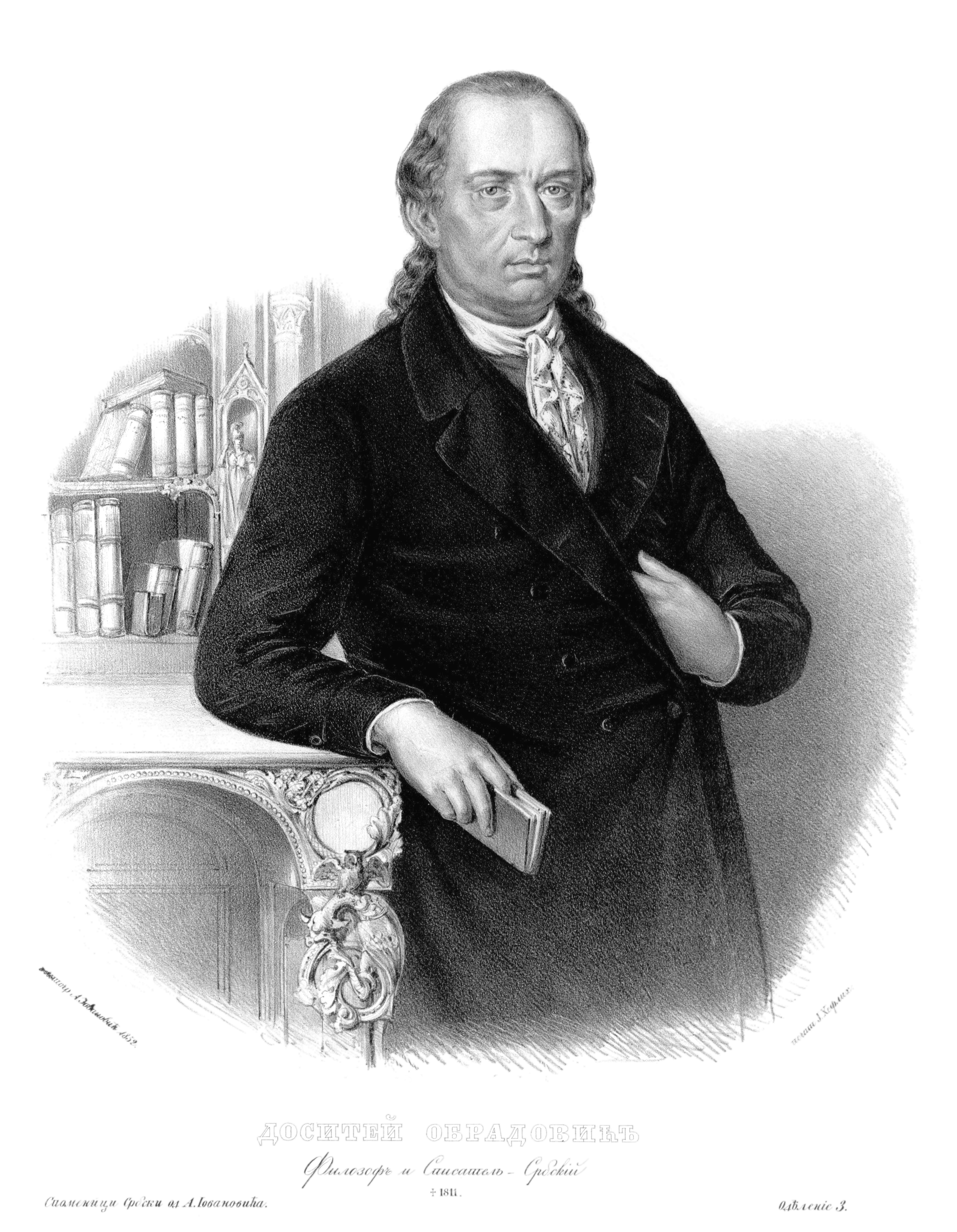
Доситей Обрадович

## Культура

### Музыка
Самым ранним композитором, сочинения которого были предназначены для исполнения на православных богослужениях и сохранились до нашего времени, является Кир Стефан Серб (1350 (?)-1430 (?)). Его произведения написаны в позднем калофоническом стиле.
Сербия имеет давние традиции фольклора и народной музыки. Танцы под именем коло являются наиболее популярной формой фольклора в Сербии и отличается от региона к региону. Самые популярные народные кола являются ужичко и моравац. Наиболее важным сербский композитор музыкального искусства был Стеван Стоянович Мокраняц (1856—1914). Он был музыковед и коллекционер народной музыки и директором первой музыкальной школы в Сербии. Его самая известная музыкальная пьеса — хоровые песни Руковеты.
Другие известные сербские композиторы Корнелий Станкович, Стеван Христич, Станислав Бинички.
В XIX веке и ранее типичными народными инструментами были гусле и дудка, в то время как в Воеводине используются домбра и волынка. Позднее главными инструментами в недавно составленной народной музыке стали аккордеон и скрипка, которые остаются ими и поныне.

### Театр и кино
В 1910 году был снят первый игровой фильм о сербском национальном герое Карагеоргии. После окончания Второй мировой войны в Югославии было создано несколько киностудий, которые занялись съёмками художественных фильмов. Первоначально это делалось в сотрудничестве с советскими киностудиями, но затем фильмы стали сниматься самостоятельно. После того, как в 1956 году в Загребе была создана студия мультипликационных фильмов, Югославия вскоре стала признанным лидером в области анимационного кино.
Йоаким Вуйич является основателем современного сербского театра. Он основал Княжеско-сербский театр в Крагуеваце в 1835 году. Известными сербскими писателями пьес были Йован Стерия Попович и Бранислав Нушич. В Белграде с 1967 года проходит Международный фестиваль современного театра БИТЕФ. Традиционно лучшими театральными сценами Сербии считаются Национальный театр в Белграде, Ателье 212, Югославский драматический театр и Национальный театр Сербии в городе Нови-Сад.

### Средства массовой информации
Свобода печати и свобода слова гарантированы Конституцией Сербии. Страна занимает 91-е место в списке из 180 стран, опубликованном в 2023 году организацией «Репортёры без границ». Согласно её анализу на 2014 год, сербские средства массовой информации и сами журналисты по-прежнему сталкиваются с определённым правительственным давлением на редакционную политику. Также для СМИ Сербии характерна высокая зависимость от государственной поддержки и рекламных контрактов.
Согласно исследованиям, проведённым в 2009 году компанией «AGB Nielsen Media Research», жители Сербии проводят за телевизором в среднем 5 часов в день, что является самым высоким показателем среди европейских стран.
В 2015 году Республика Сербия перешла на цифровое телевидение.
24 октября 2018 года в Белграде заработало цифровое радио DAB+.
В 2022 году самыми популярными сайтами среди сербской аудитории Интернета стали Google, Youtube, Facebook, Instagram, Википедия, сайты газеты «Блиц», радио «B92» и газеты «Курир», а также сайт объявлений KupujemProdajem.

### Мировое культурное наследие ЮНЕСКО в Сербии

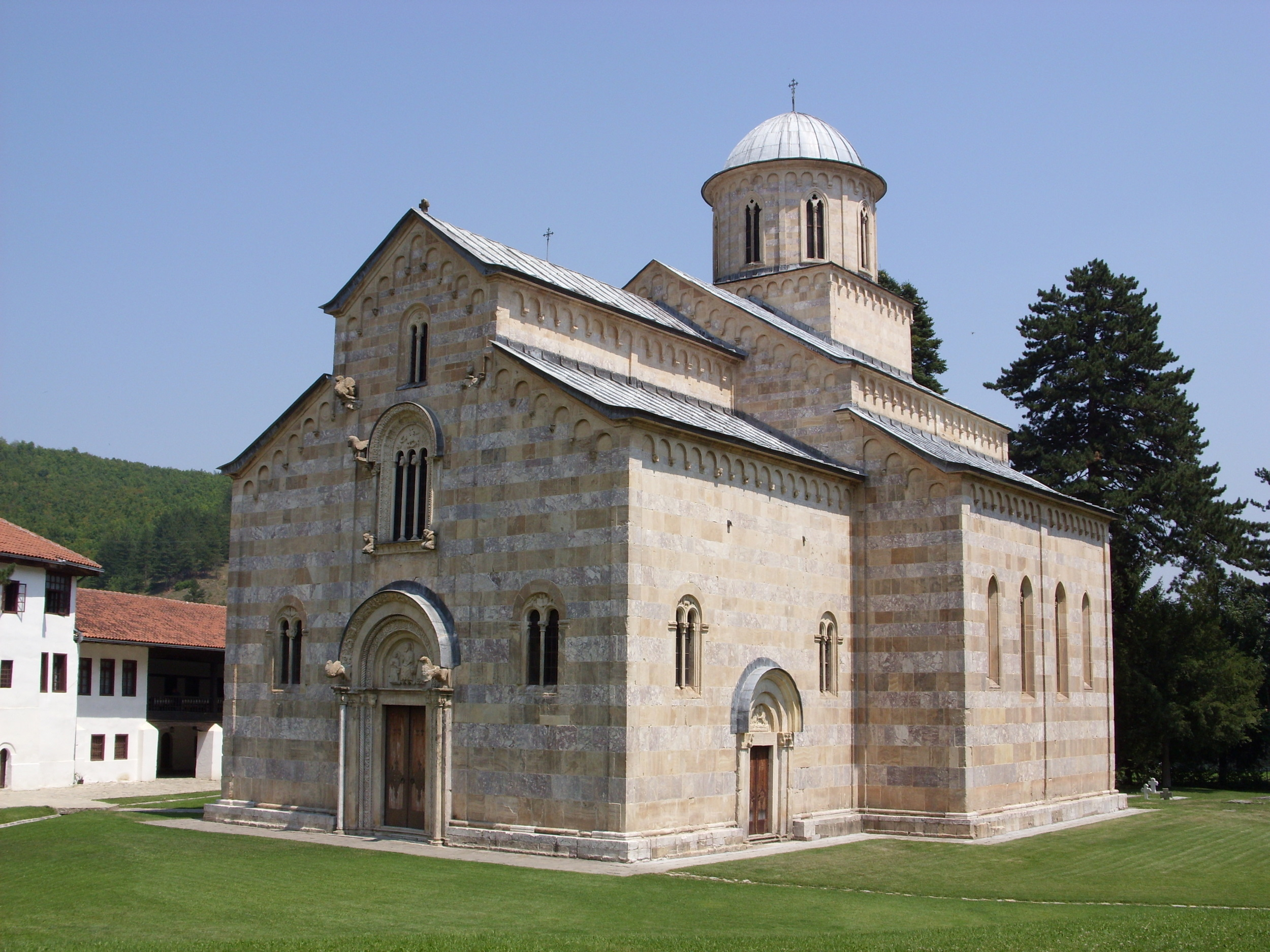
Монастырь Высокие Дечаны

В списке Всемирного наследия ЮНЕСКО в Сербии значится 5 наименований, это составляет 0,3 % от общего числа (1248 на 2025 год). Все объекты включены в список по культурным критериям, причём 2 из них признаны шедеврами человеческого гения (критерий i). Кроме этого, по состоянию на 2014 год, 11 объектов на территории Сербии находятся в числе кандидатов на включение в список всемирного наследия.
Союзная Республика Югославия ратифицировала Конвенцию об охране всемирного культурного и природного наследия 11 сентября 2001 года. Однако, первый объект, находящийся на территории Сербии, был занесён в список ещё в 1979 году на 3-й сессии Комитета всемирного наследия ЮНЕСКО, когда страна являлась частью СФРЮ. Культурный объект Православные монастыри в Косове, по состоянию на 2010 год, включён в список всемирного наследия, находящегося под угрозой, по причине возможных атак косовских албанцев. Все четыре монастыря и храма в рамках данного объекта наследия находится под защитой KFOR.
- 1979 год — город Стари-Рас, монастырь Сопочаны и Церковь Святых Апостолов Петра и Павла (Стари-Рас)
- 1986 год — монастырь Студеница
- 2004—2006 гг. — монастырь Высокие Дечаны, монастырь Грачаница, Печский патриархат и Церковь Богородица Левишка
- 2007 год — Дворец Галерия «Гамзиград-Ромулиана»
- 2016 год — Средневековые могилы («стечки»)

### Фестивали и мероприятия

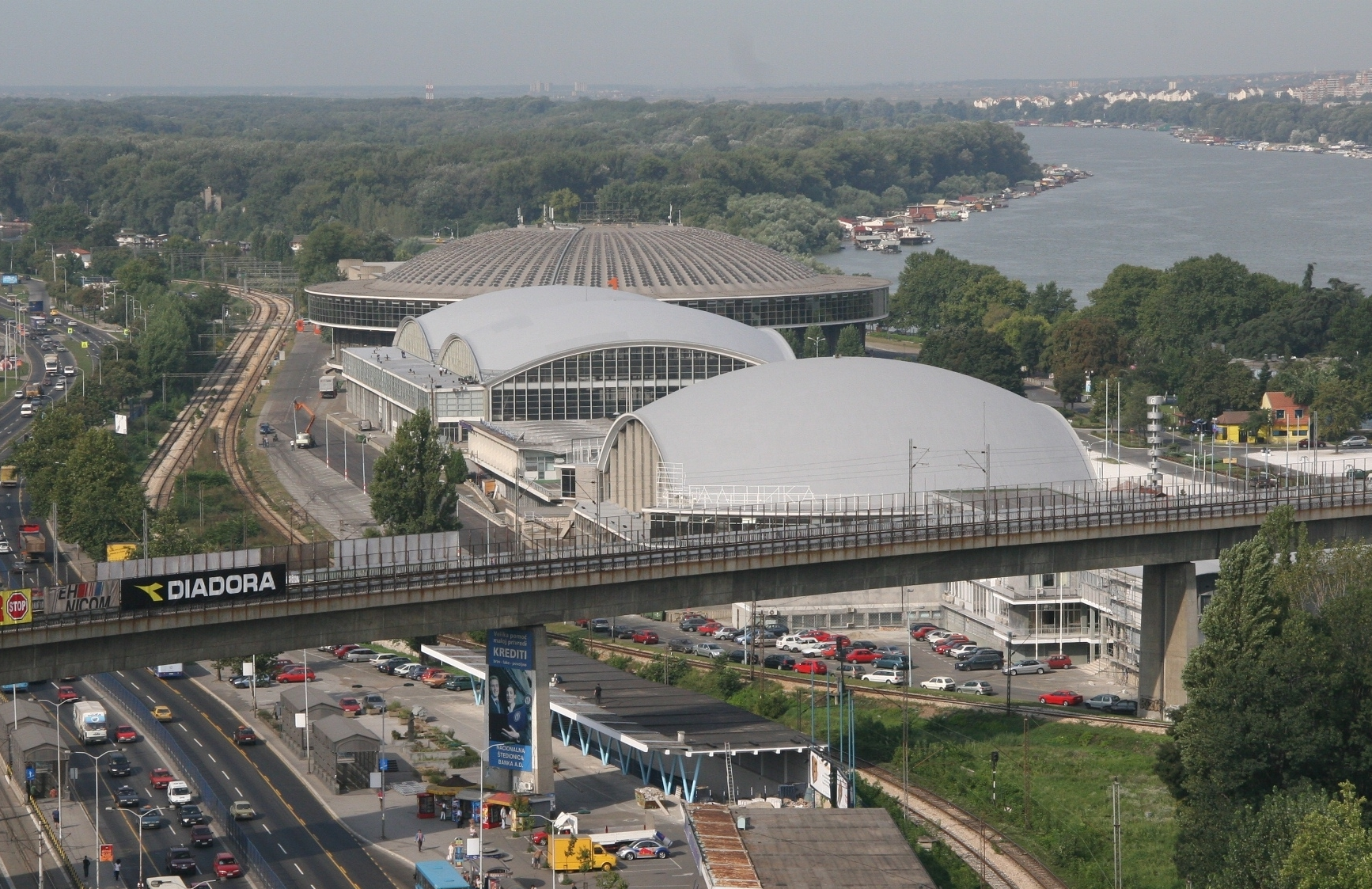
Белградский ярмарочный центр

Наиболее крупными и известными фестивалями и культурными мероприятиями, проходящими в Сербии, являются:
- Белградская книжная ярмарка
- «Вуков сабор»
- Белградский интернациональный театральный фестиваль
- Фестиваль трубачей в Гуче
- «EXIT» — ежегодный музыкальный фестиваль, проходящий в Нови-Саде на территории Петроварадинской крепости.

## Спорт

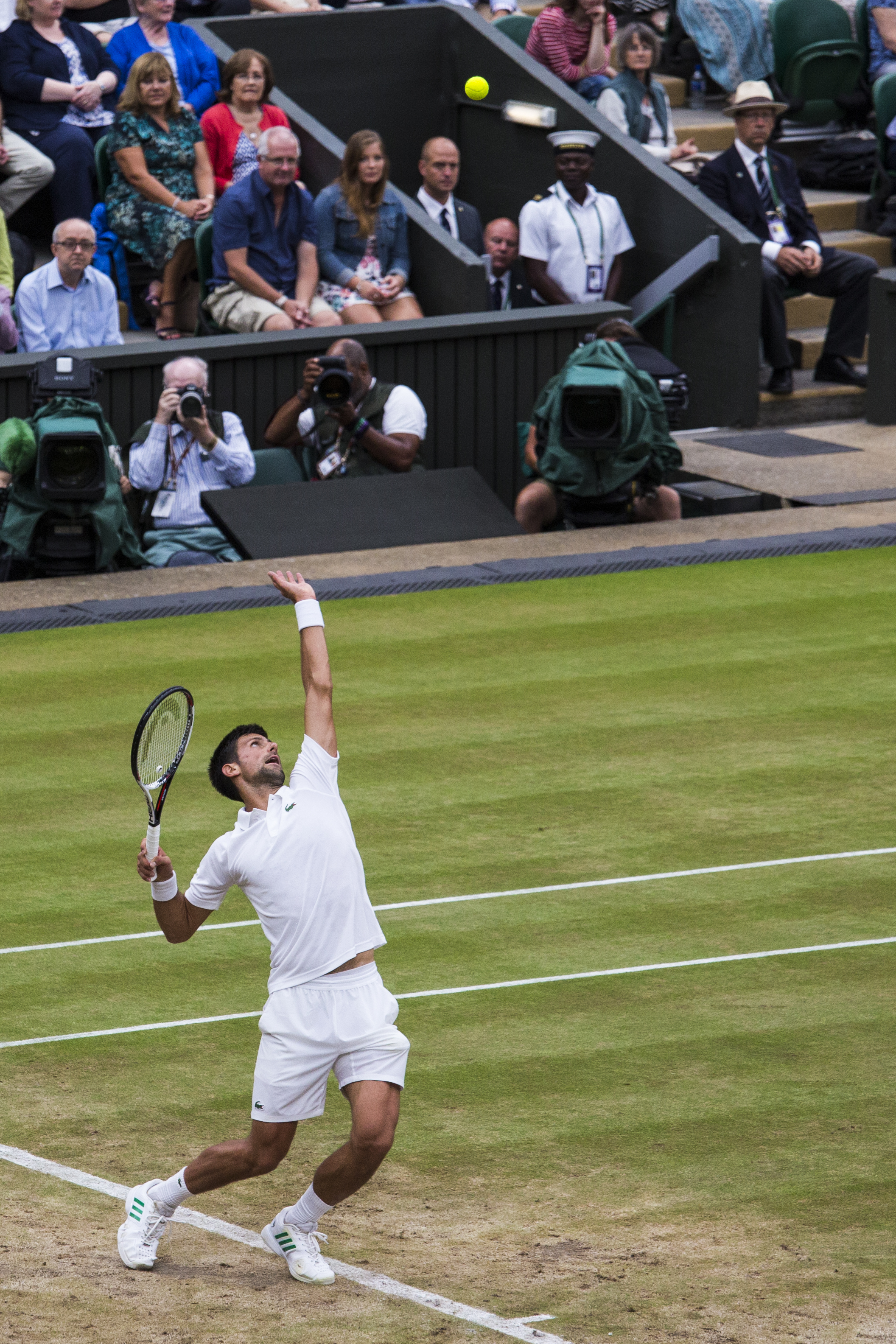
Новак Джокович

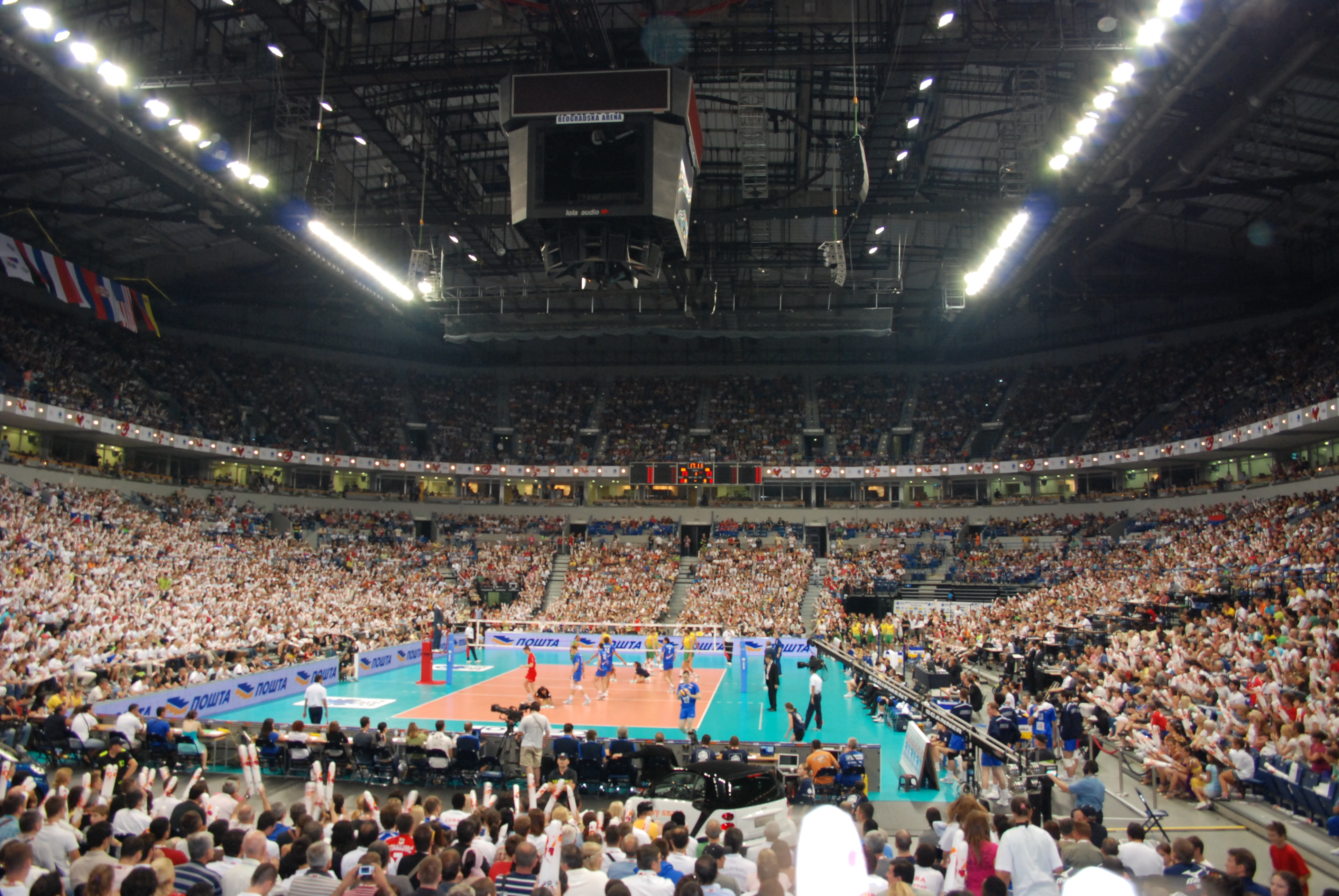
Белградская Арена

Самыми популярными видами спорта в Сербии являются футбол, баскетбол, волейбол, гандбол, водное поло и теннис. В 2009 году Белград принял Летнюю универсиаду, а Белградский марафон представляет собой самое массовое спортивное мероприятие страны. Впервые на Олимпийских играх сборная Сербии появилась в 1912 году. После этого сербские спортсмены были частью сборной Королевства Сербов, Хорватов и Словенцев, Королевства Югославия, СФРЮ, СРЮ. Результаты сборных «малой Югославии» ныне относят к достижениям сербских спортивных союзов. В 2006 году сербские спортсмены стали представителями отныне независимой страны. Впервые в таком статусе они выступили на Летних Олимпийских играх 2008 года.
Одним из самых популярных видов спорта в Сербии является баскетбол. В Сербии трижды проводился финал Чемпионата Европы по баскетболу. Баскетболисты «Партизана» в 1992 году стали победителями Евролиги. Сербские баскетбольные клубы принимают активное участие в Адриатической лиге. Несколько сербских баскетболистов были признаны лучшими в Европе: Дражен Далипагич, Драган Кичанович, Владе Дивац, Александар Джорджевич, Предраг Данилович, Предраг Стоякович и Милош Теодосич. Никола Йокич пять раз принимал участие в Матче всех звёзд НБА (2019—2023) стал чемпионом НБА и MVP финала НБА в 2023 году.
Теннис в Сербии стал популярен и получил широкое распространение благодаря таким людям как Новак Джокович, Ана Иванович, Елена Янкович и др. Джокович стал победителем 24 турниров Большого шлема в одиночном разряде, в том числе девять раз выигрывал Открытый Чемпионат Австралии.
Также в Сербии популярен волейбол, современная сербская сборная является прямым наследником сборной СФРЮ. В 2005 году Сербия совместно с Италией приняла Чемпионат Европы, а в 2007 и 2013 годах на Чемпионате Европы, сербская сборная завоевала бронзовую медаль. В 2011 году она выиграла Чемпионат Европы.

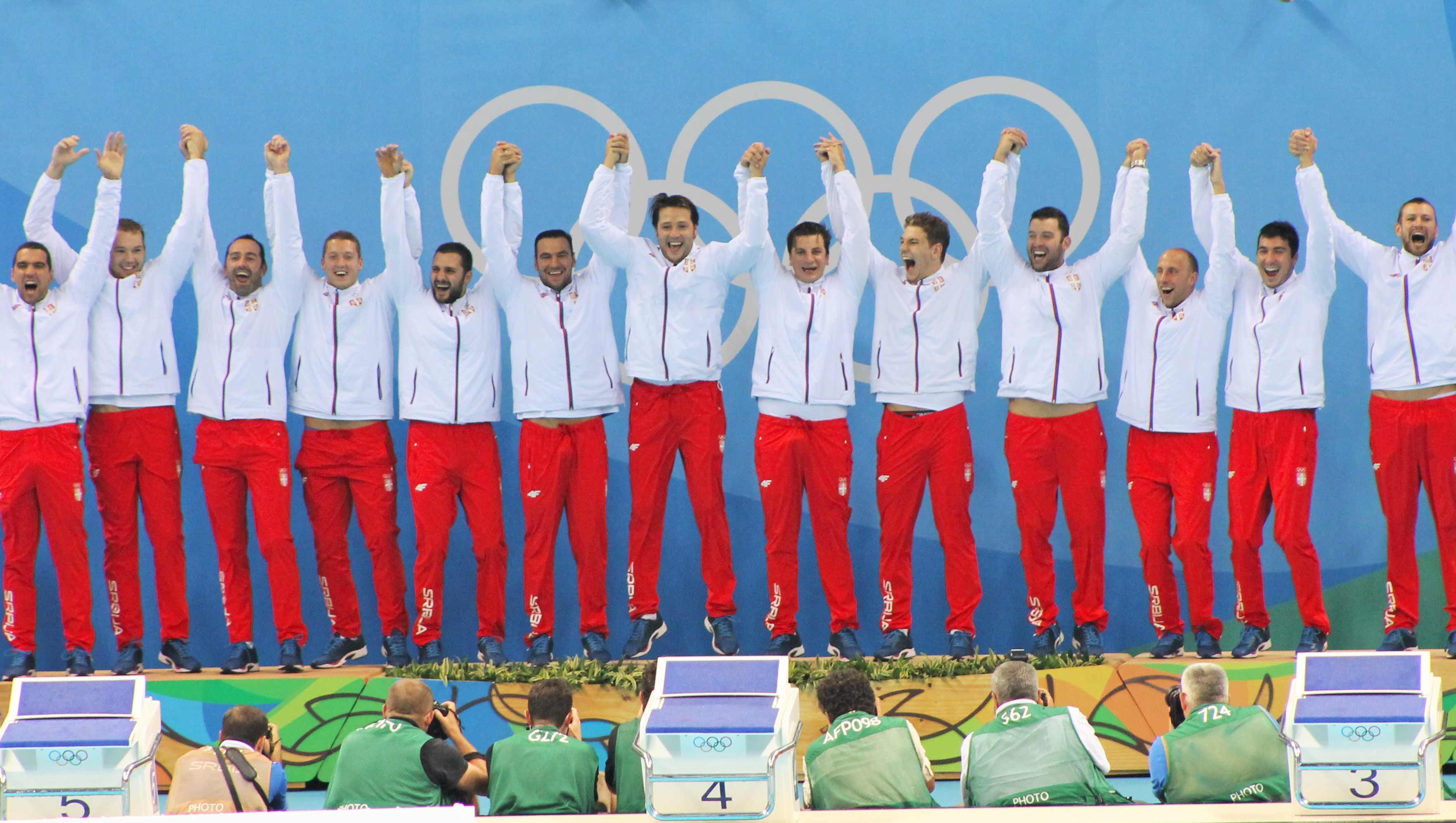
Сербская сборная по водному поло

Традиционно сильной является мужская сборная по водному поло. Этот вид спорта в страну принесли в начале XX века студенты, обучавшиеся в университетах Германии и Австро-Венгрии. Югославская сборная неоднократно добивалась значительных результатов, а после распада страны её традиции продолжила сборная Сербии. В 2009 году она выиграла Чемпионат мира, в 2006, 2012, и 2014 годах выиграла Чемпионат Европы, в 2008 году заняла второе место, а на Олимпийских играх 2008 года в Пекине завоевала бронзовую медаль. Известные ватерполисты: Игор Миланович, Александар Шоштар, Владимир Вуясинович, Александар Шапич и Ваня Удовичич.
Другие популярные сербские спортсмены: Милорад Чавич и Наджя Хигл (плавание), завоевавшие золотые медали на Чемпионате мира по водным видам спорта в 2009 году, Оливера Йевтич и Драгутин Топич (атлетика), Александар Каракашевич (настольный теннис), Ясна Шекарич (стрельба), Ивана Шпанович (легкоатлетка) специализирующаяся в прыжках в длину.

## Комментарии
1. ↑  Административный центр Косова и Метохии, не контролируемого властями Сербии
2. ↑  Расположен в автономном крае Косово и Метохия, не контролируемом властями Сербии
3. ↑  77 474 км² без учёта Косова и Метохии
4. ↑  Без учёта Косова и Метохии
5. ↑  Сербия граничит с Албанией только со стороны неподконтрольного сербским властям Косова